# Фауна СССР (серия марок)
«Фа́уна СССР» — многолетняя тематическая серия почтовых марок СССР с изображениями диких животных, которая выпускалась с 1957 по 1961 годы (с 26 марта 1957 года по 28 января 1961 года согласно каталогу почтовых марок Михель).
Это первая в СССР серия марок сразу по двум темам: дикие животные и охрана природы. Она выходила в одно время с первыми законами об охране природы всех 15 Союзных Советских Социалистических Республик (1957—1963).
Художник у всех марок один: русский и советский народный художник РСФСР —анималист А. Н. Комаров.
Это многолетняя фиксированная серия, признаваемая всеми каталогами почтовых марок. Тиражи её выпусков от 2,0 млн до 2,8 млн.
Вся серия из 18 марок, упорядоченная согласно русским каталогам почтовых марок, выглядит следующим образом. Номера марок соответствуют нумерации ЦФА (ИТЦ «Марка»).

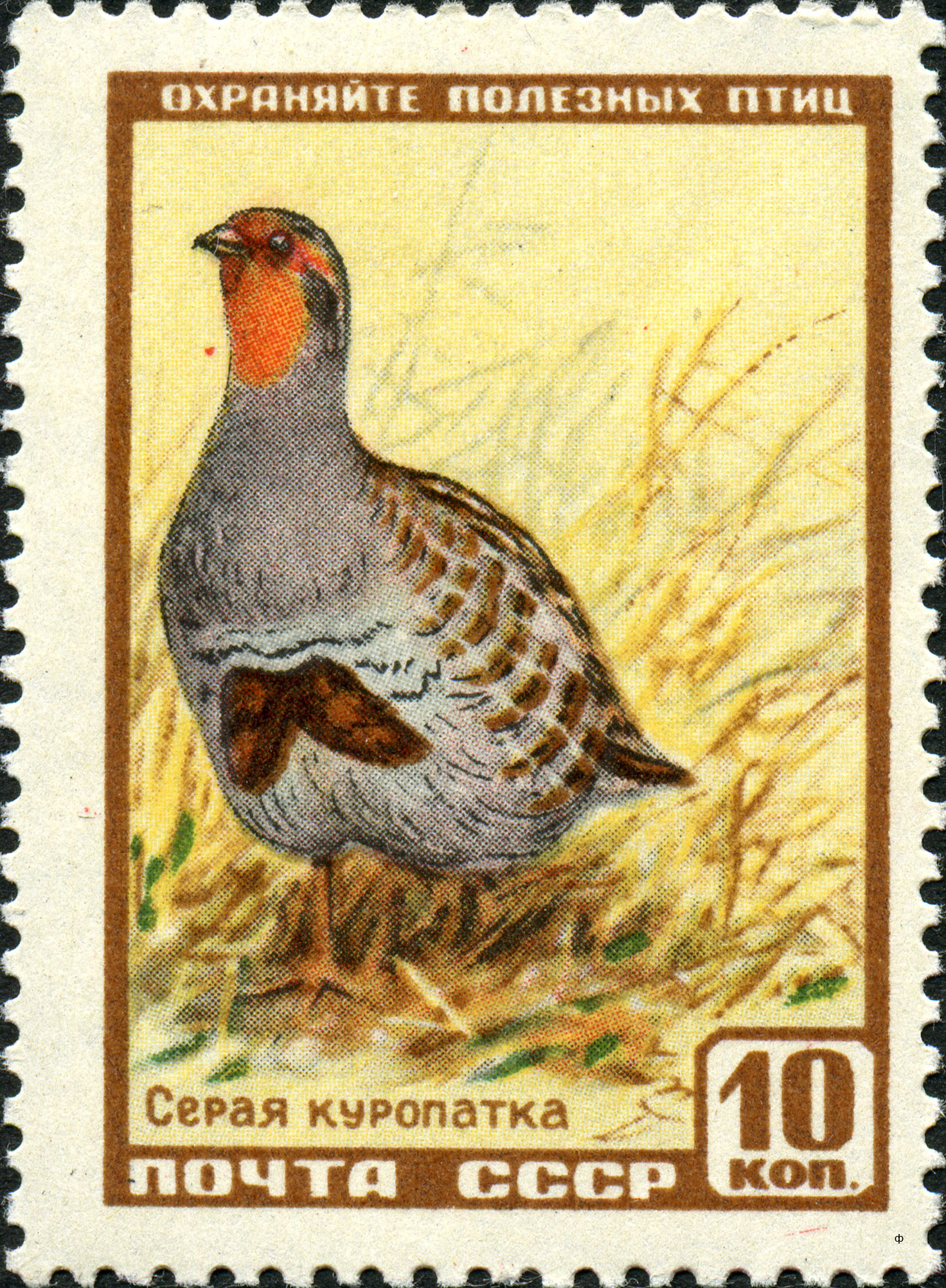
№ 1986 (1957-12-6) Серая куропатка
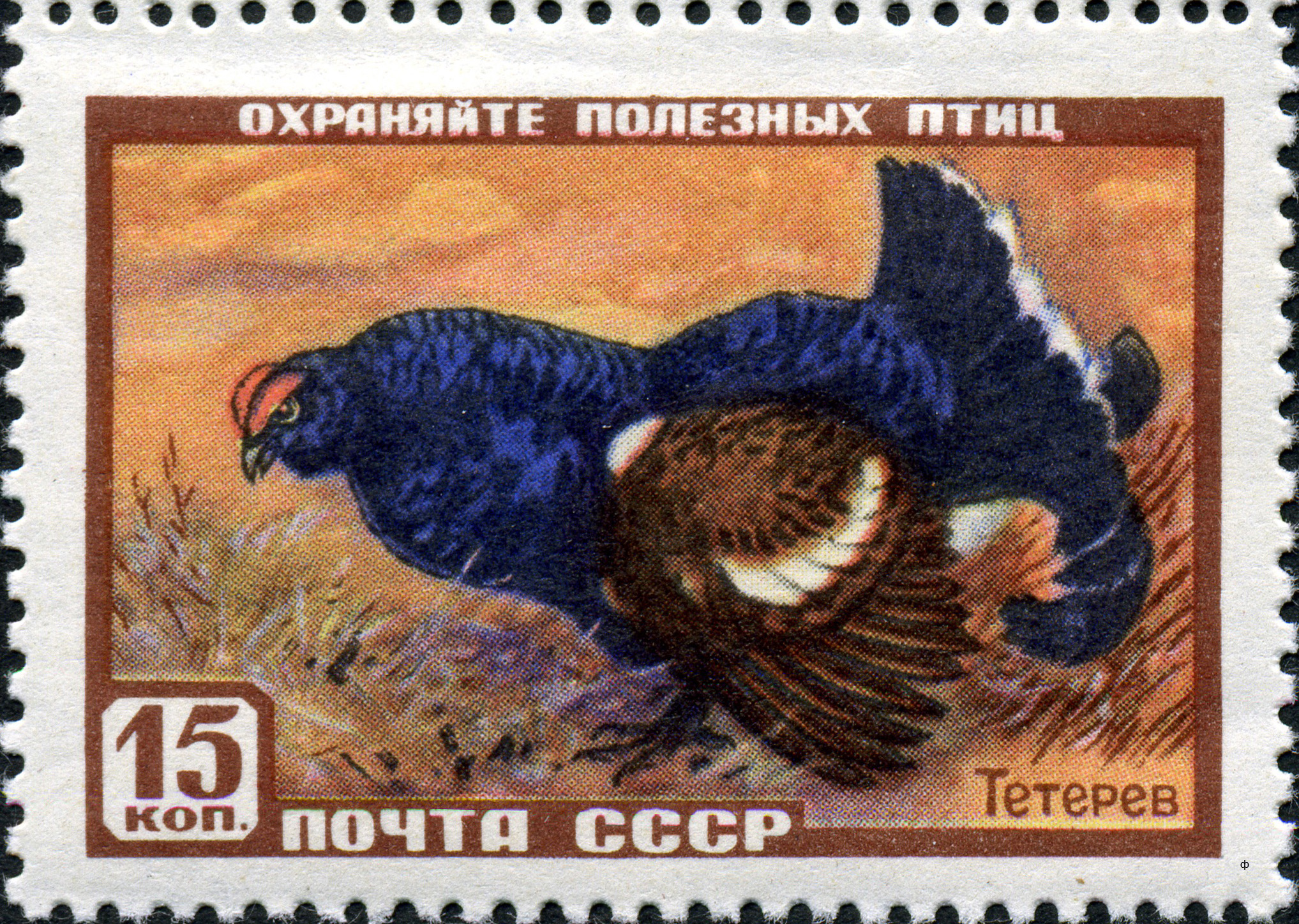
№ 1987 (1957-3-28) Тетерев
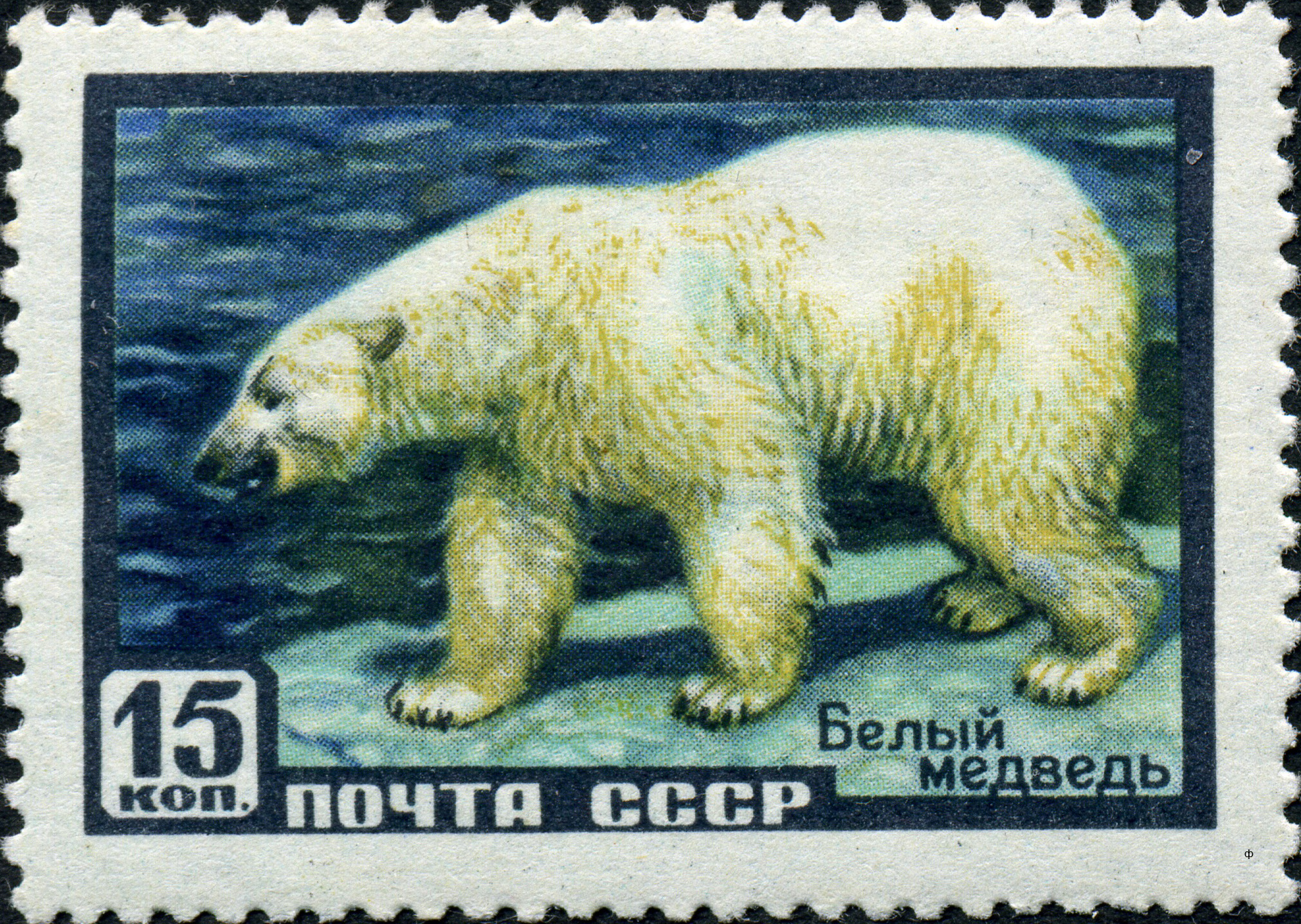
№ 1988 (1957-12-6) Белый медведь
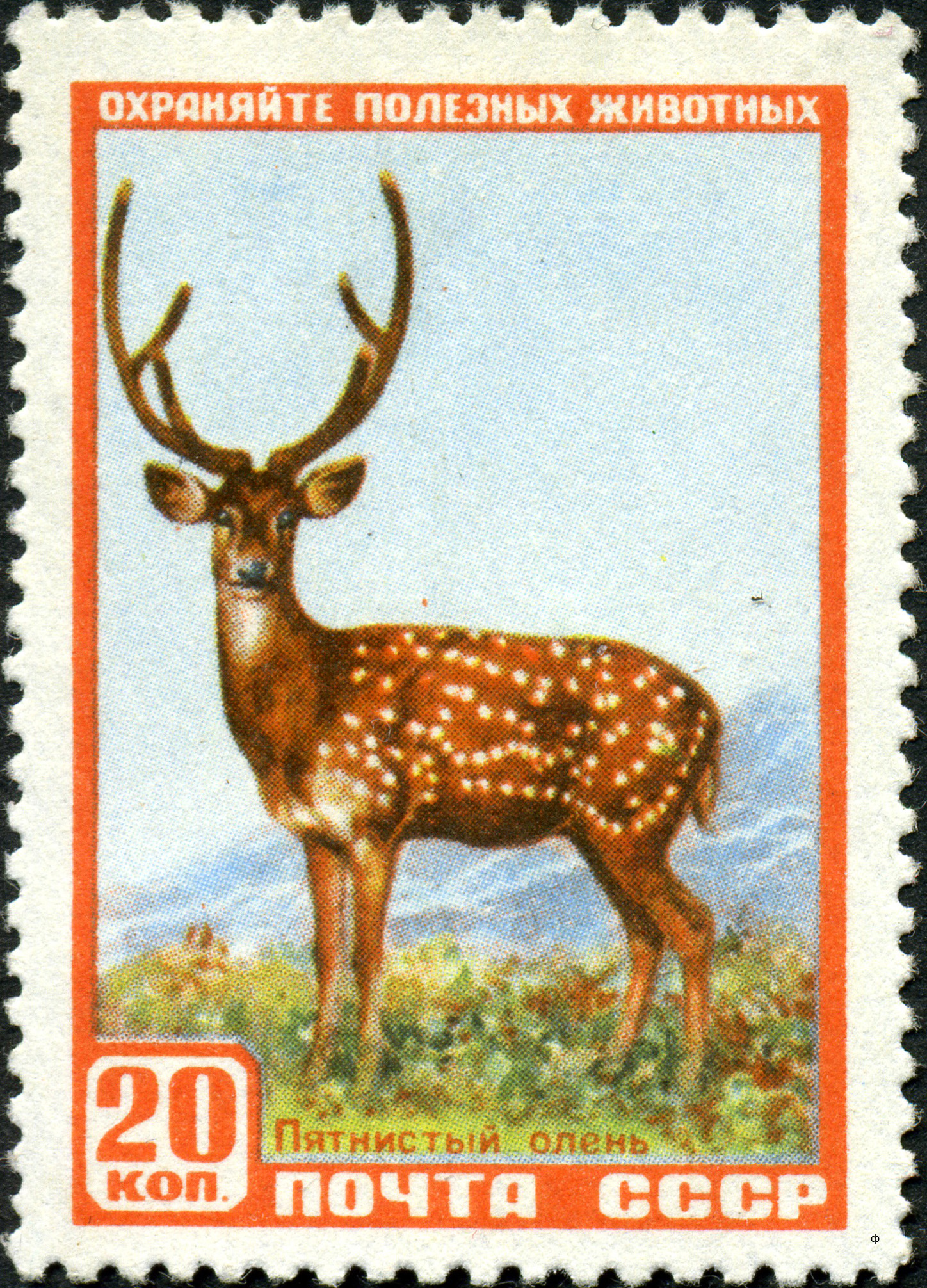
№ 1989 (1957-3-28) Пятнистый олень
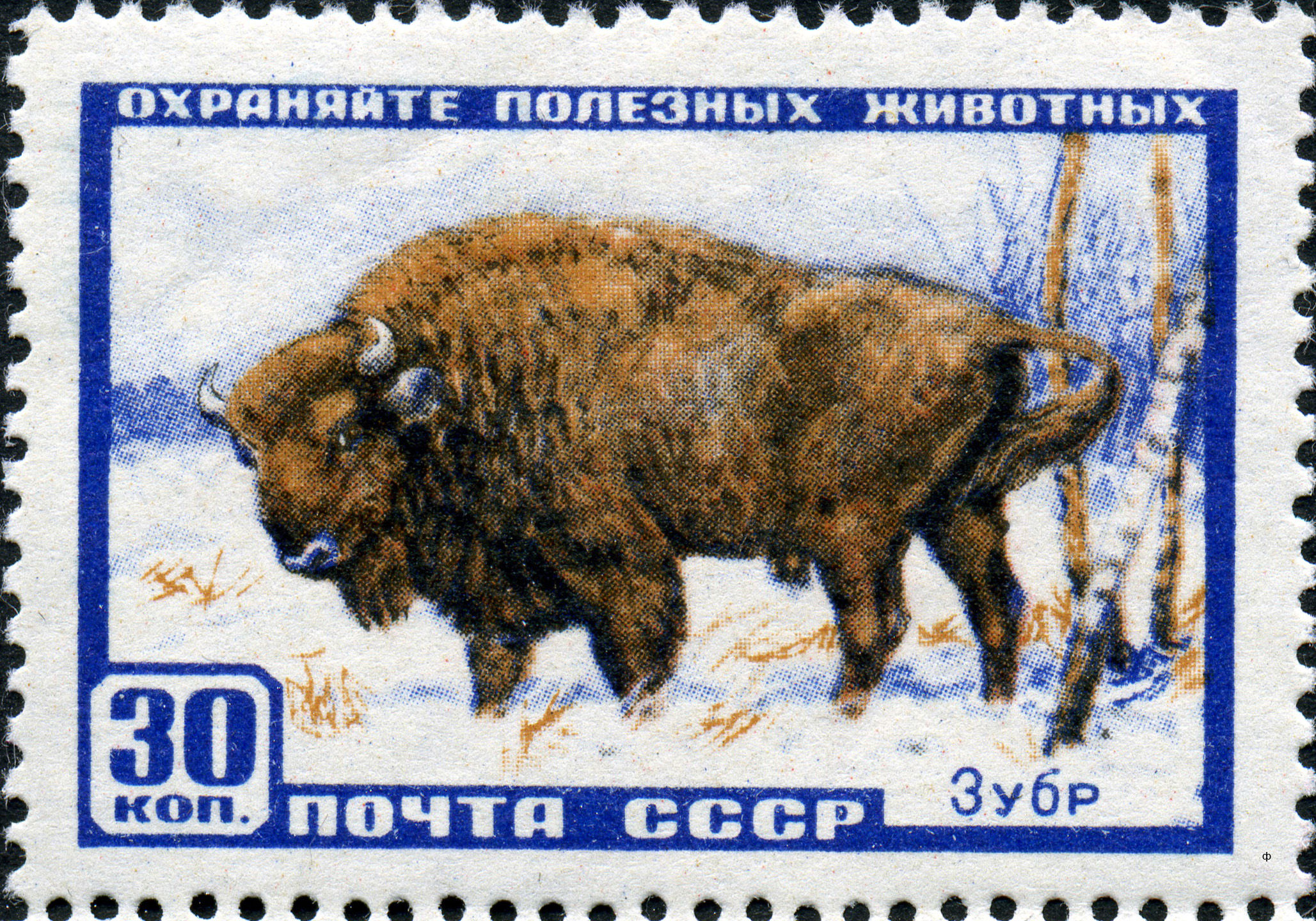
№ 1990 (1957-3-28) Зубр
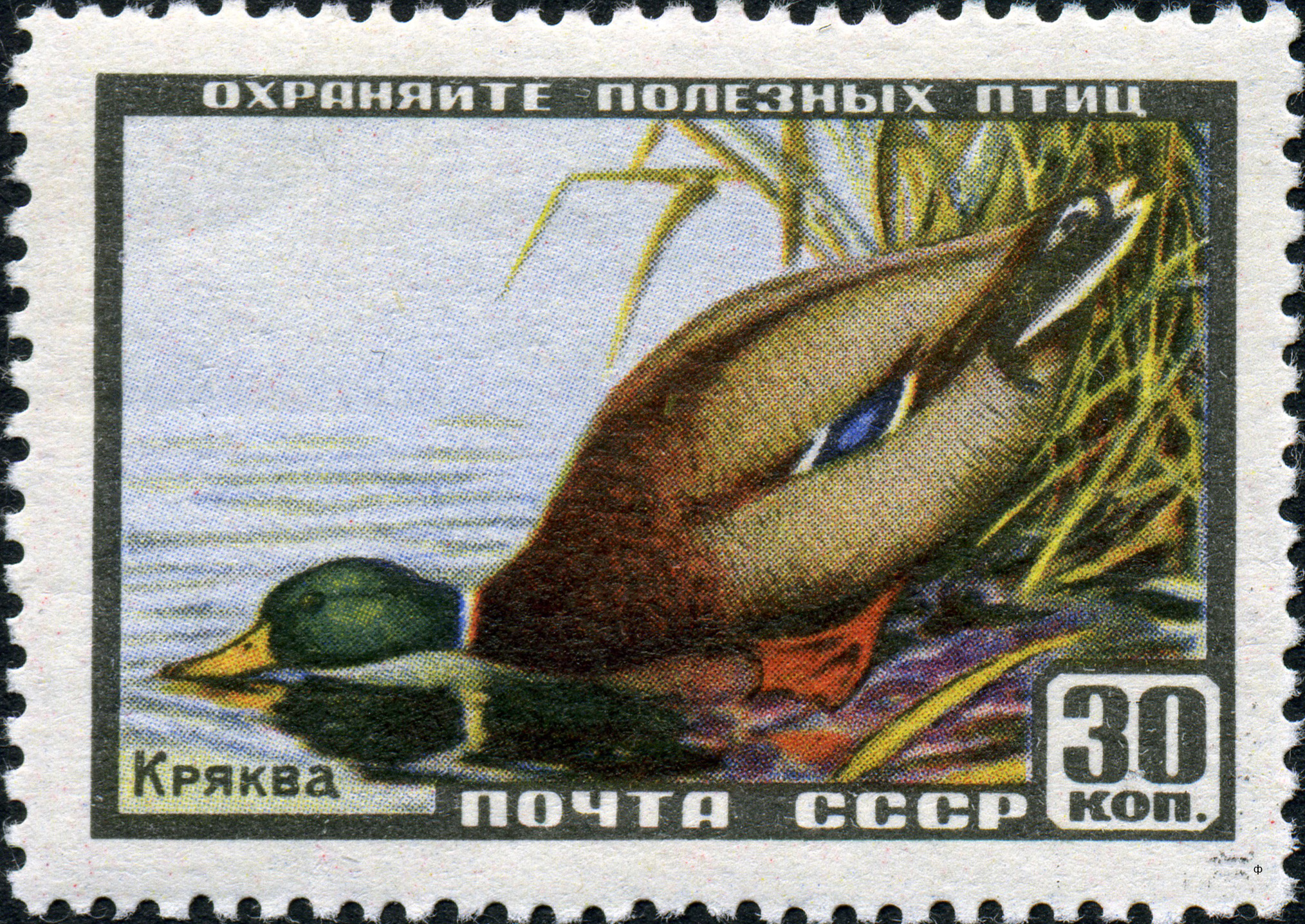
№ 1991 (1957-3-28) Кряква
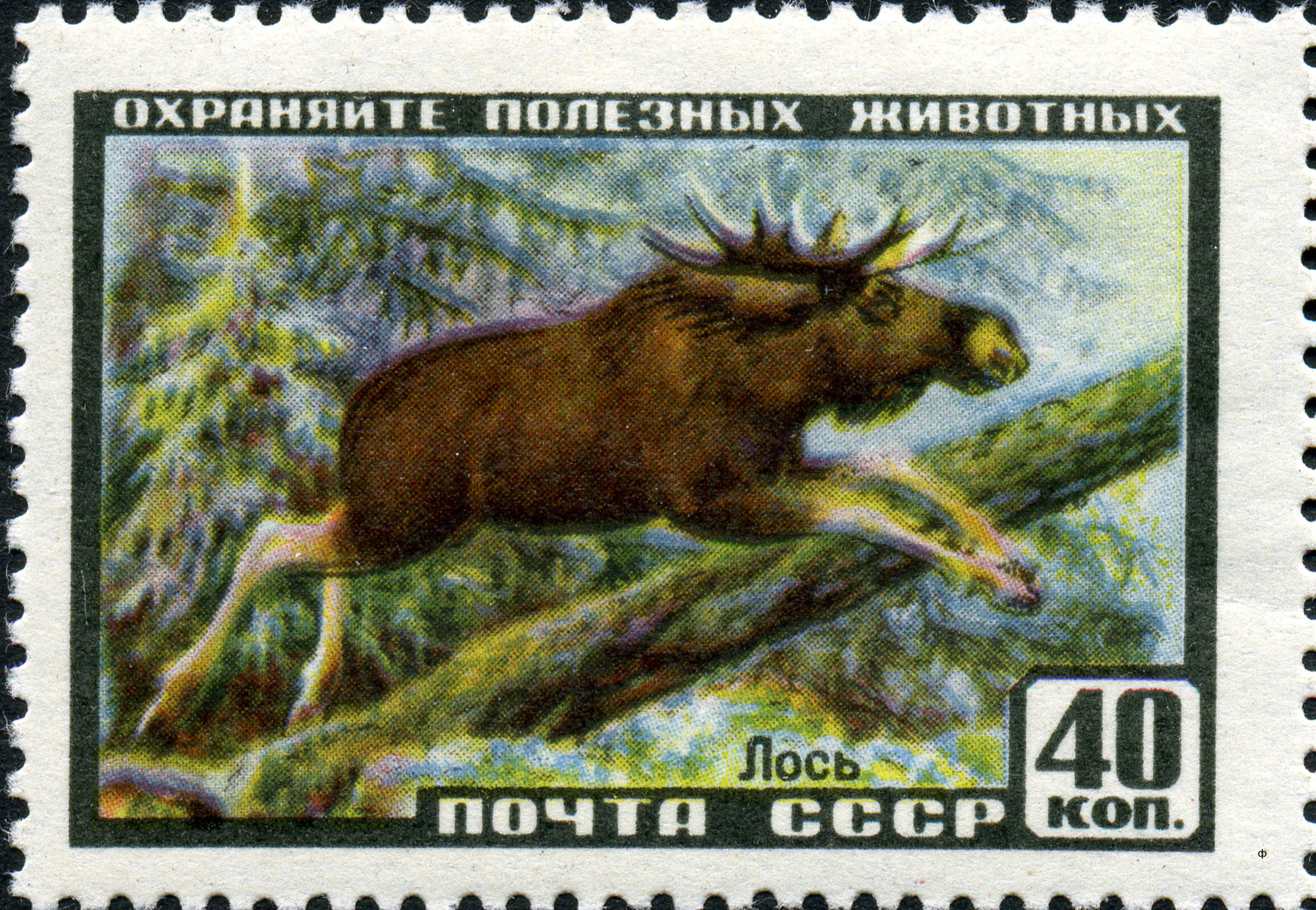
№ 1992 (1957-3-28) Европейский лось
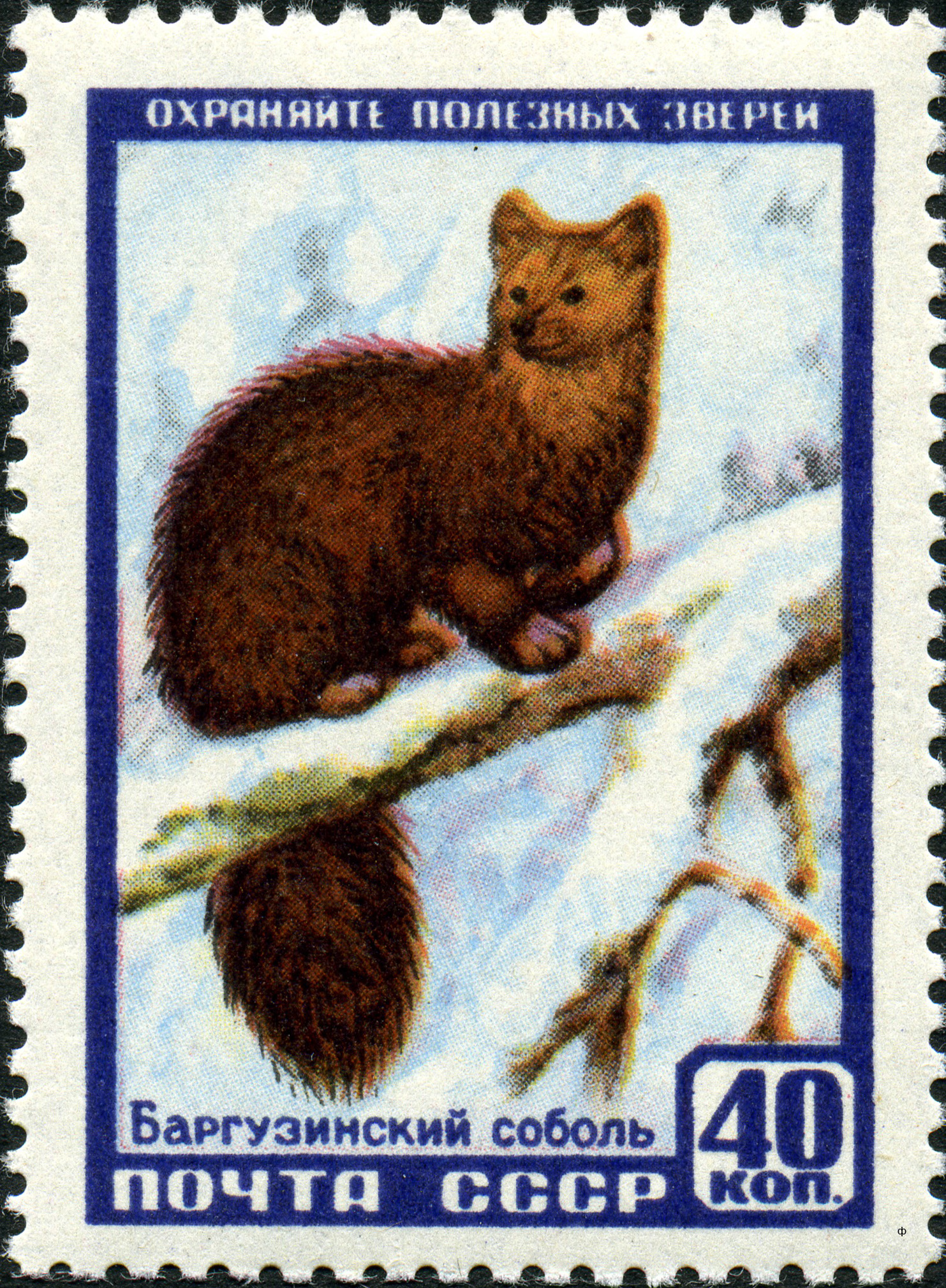
№ 1993 (1957-3-28) Соболь
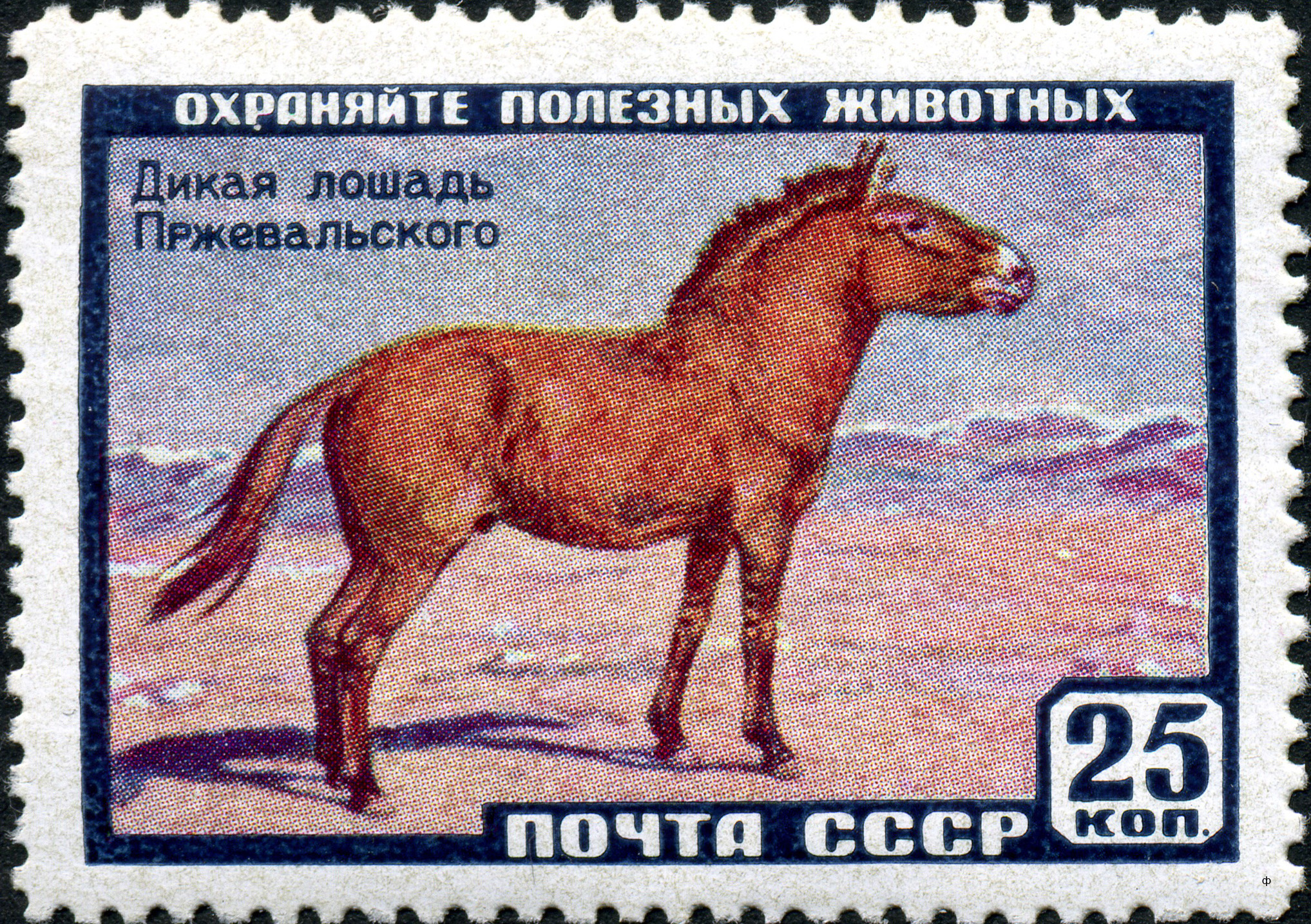
№ 2325 (1959-10-20) Лошадь Пржевальского
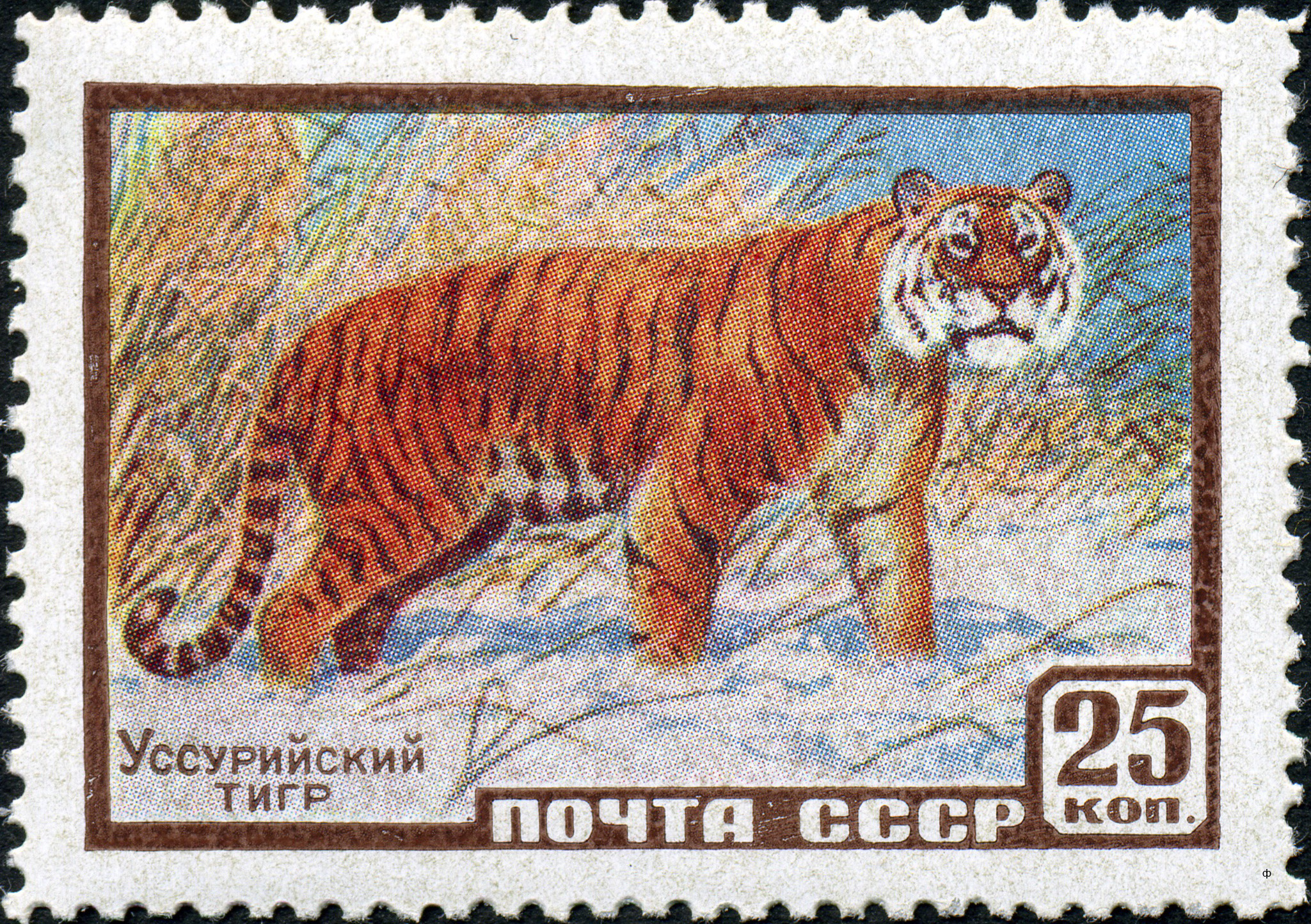
№ 2326 (1959-10-20) Амурский тигр
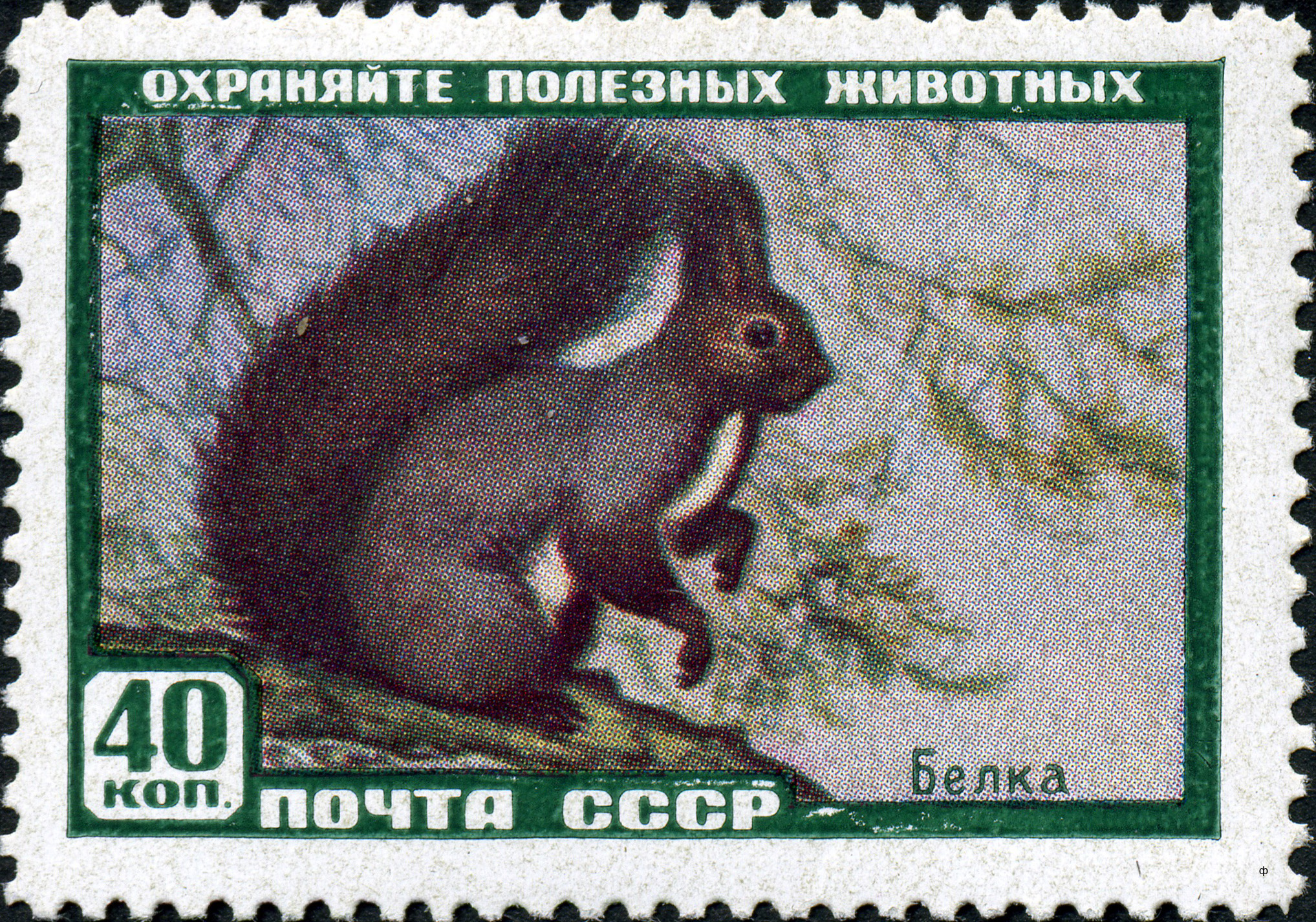
№ 2327 (1959-7-6) Обыкновенная белка
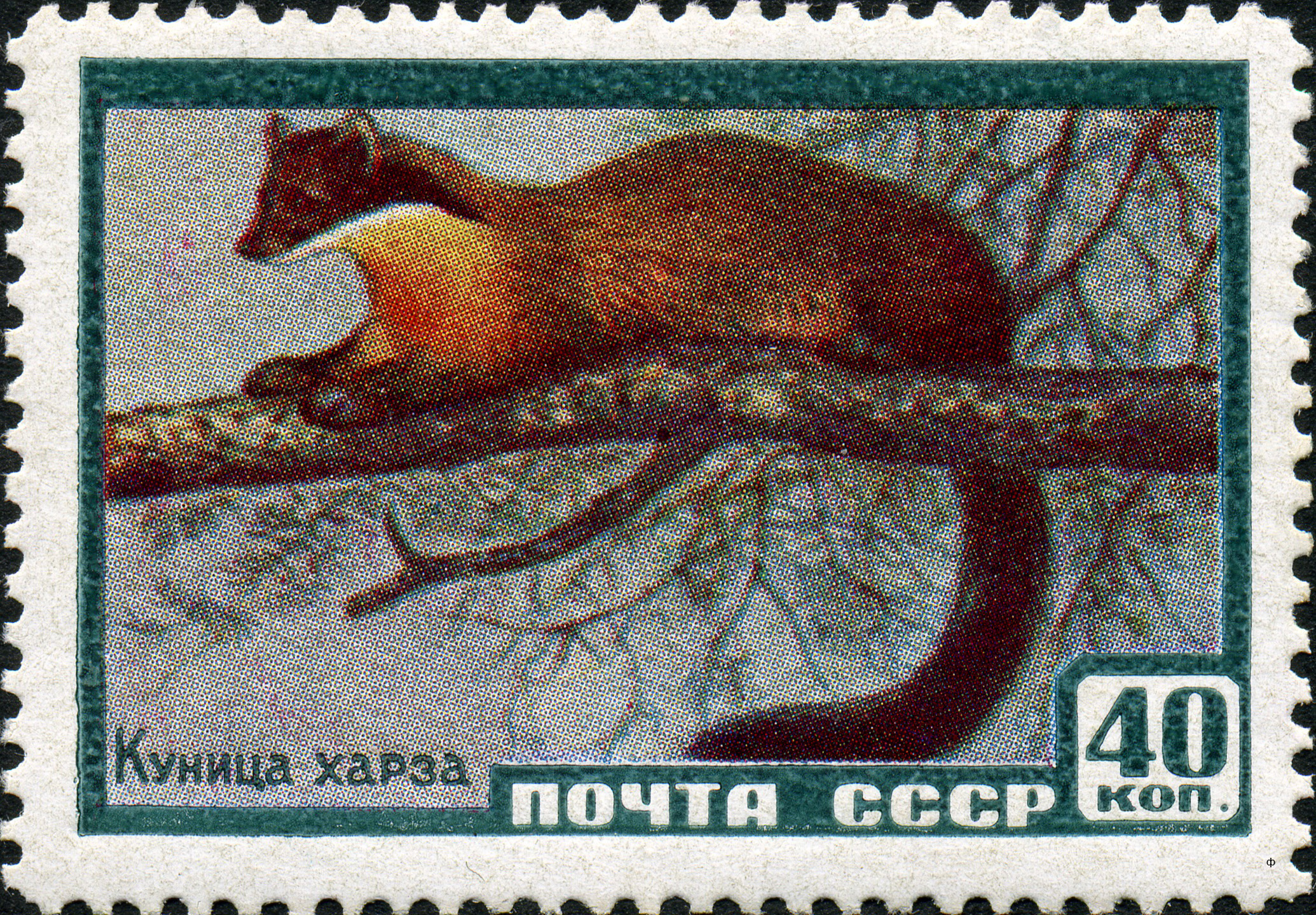
№ 2328 (1959-7-6) Харза
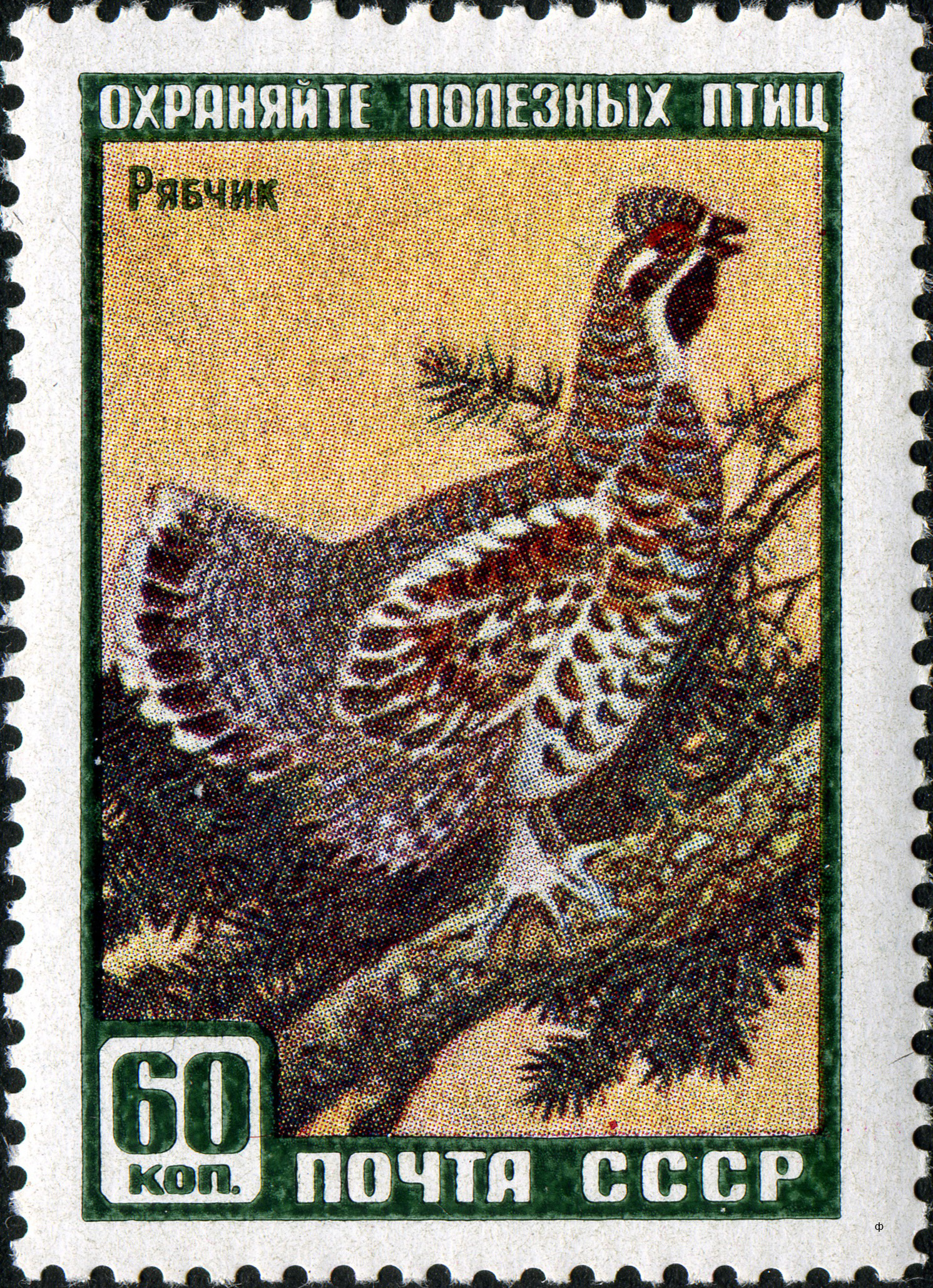
№ 2329 (1959-12-25) Рябчик
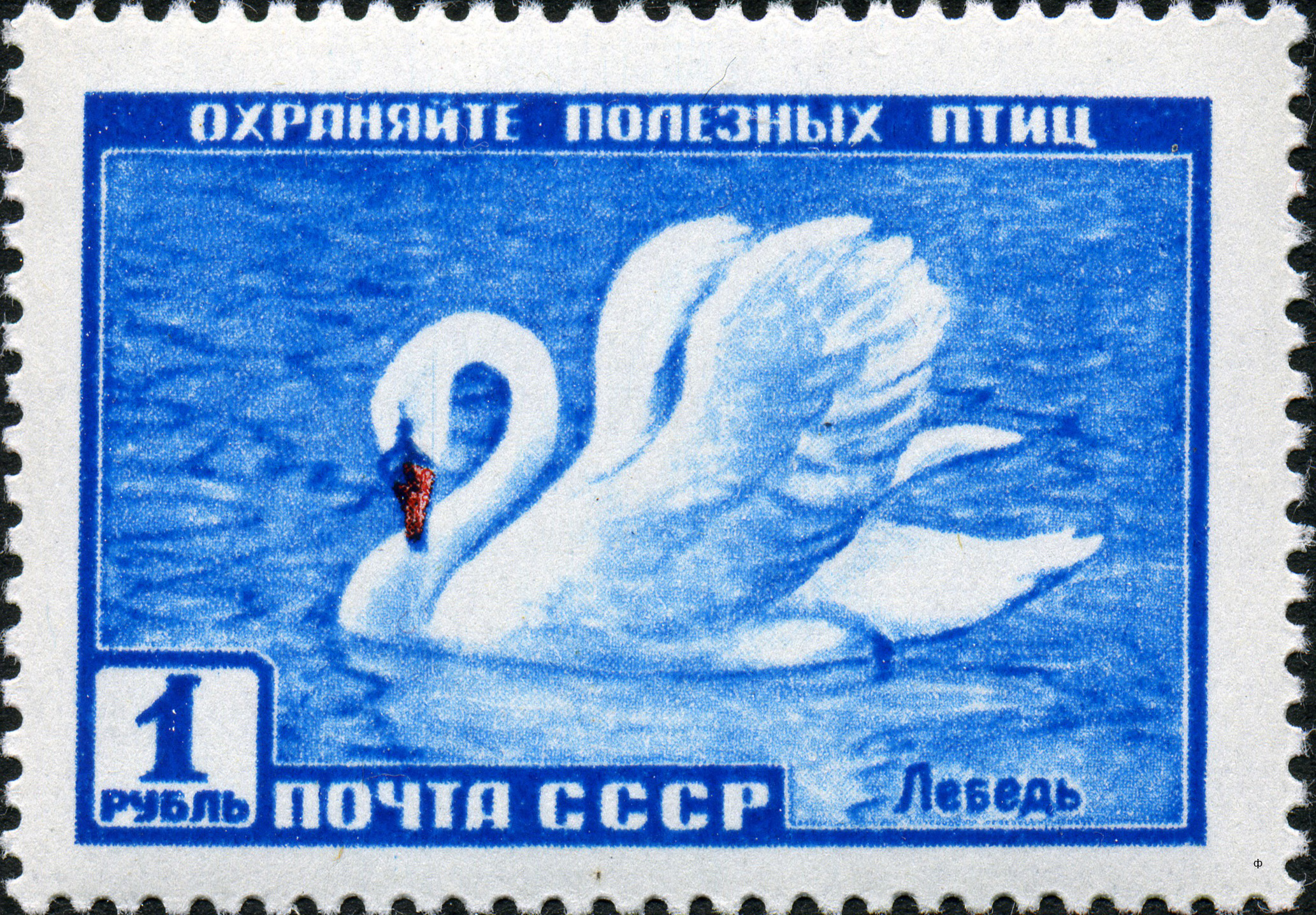
№ 2330 (1959-12-25) Лебедь-шипун
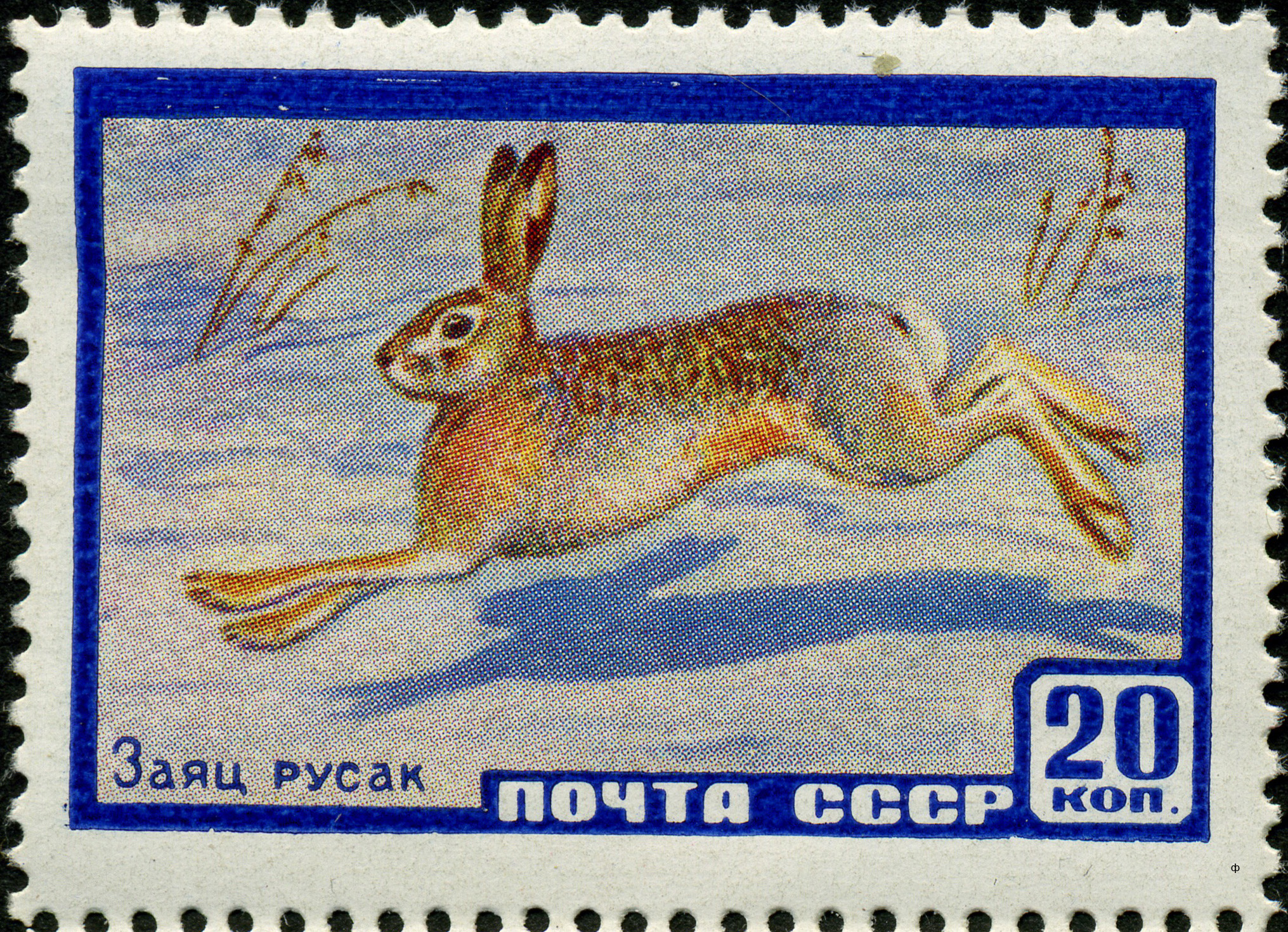
№ 2403 (1960-3-5) Заяц-русак
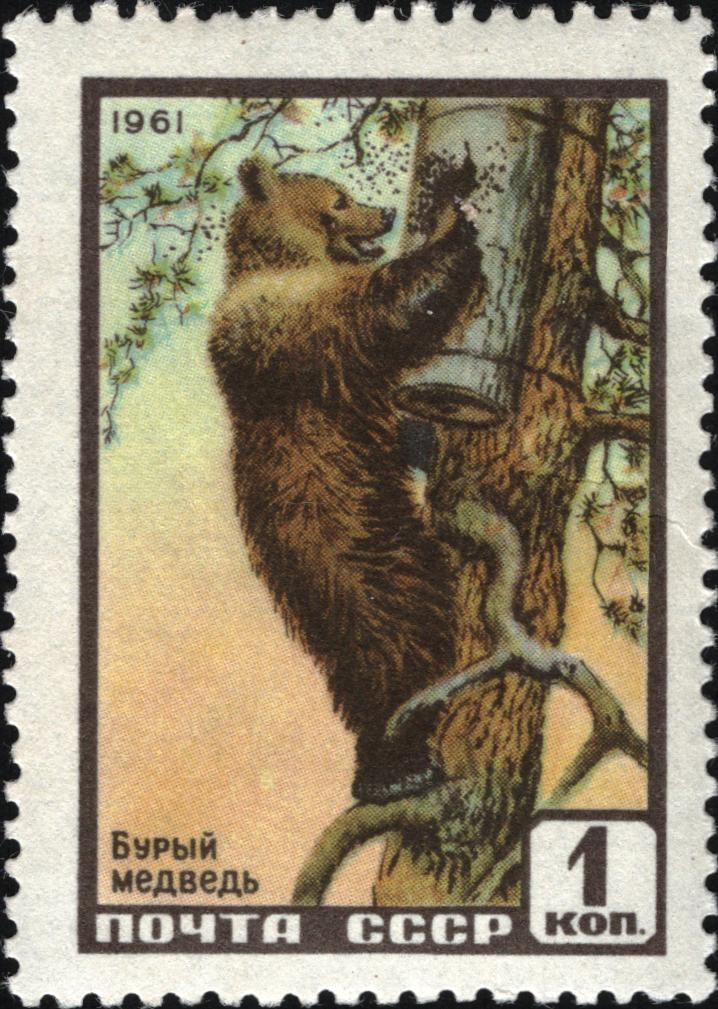
№ 2535 (1961-1-28) Бурый медведь
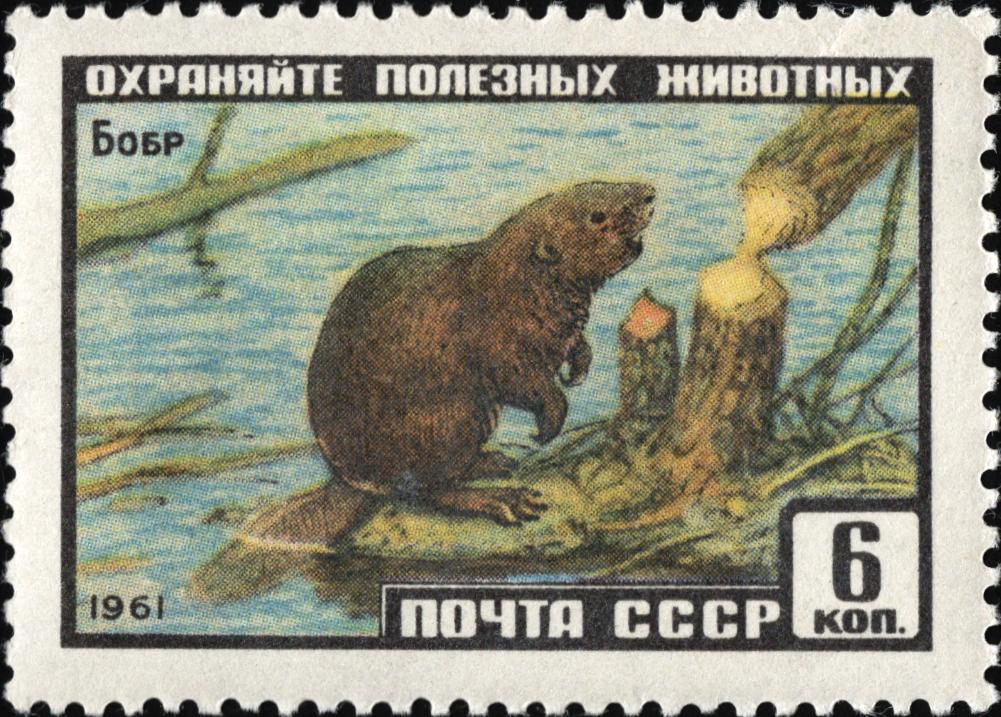
№ 2536 (1961-1-10) Обыкновенный бобр
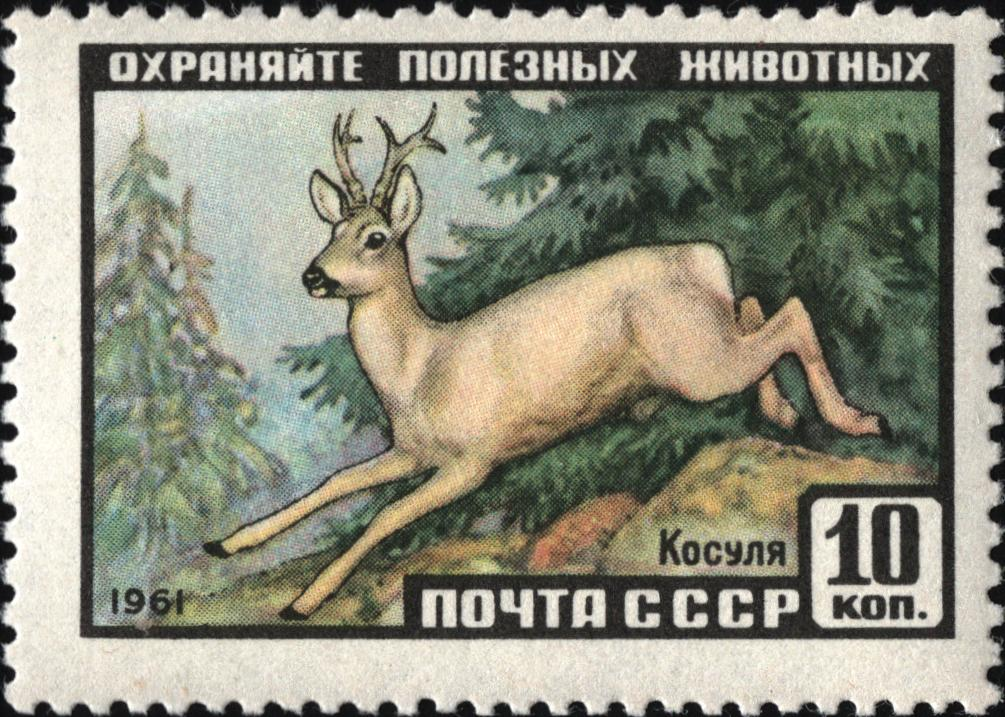
№ 2537 (1961-1-7) Сибирская косуля

Не следует путать эту многолетнюю серию с однолетней серией «Фауна СССР» 1977 года.

## Описание серии

### Содержание серии
Это пионерская для СССР легендарная серия сразу по двум направлениям:
1) охрана природы;
2) дикие животные.
1. Первые природоохранные законы, одновременно с которыми выпущена серия
С конца 1950-х годов СССР вышел, путём обновления и расширения, на новый уровень природоохранного законодательства. В 1957—1963 годах Верховными Советами всех союзных республик СССР были изданы следующие законы об охране природы.
- 1957-6-7. Закон Эстонской ССР «Об охране природы Эстонской ССР» (первый закон об охране природы в СССР)[7][8].
- 1958-5-14. Закон Армянской ССР «Об охране природы Армянской ССР»[7][9].
- 1958-11-28. Закон Грузинской ССР «Об охране природы Грузинской ССР»[7][10].
- 1959-1-16. Закон Молдавской ССР «Об охране природы и рациональном использовании природных богатств Молдавской ССР»[7].
- 1959-4-22. Закон Литовской ССР «Об охране природы»[7].
- 1959-6-15. Закон Азербайджанской ССР «Об охране природы Азербайджанской ССР»[7].
- 1959-11-19. Закон Узбекской ССР «Об охране природы в Узбекской ССР»[7][9].
- 1959-11-25. Закон Таджикской ССР «Об охране природы Таджикской ССР»[7][11].
- 1959-11-27. Закон Латвийской ССР «Об охране природы Латвийской ССР»[7][12].
- 1960-6-30. Закон Украинской ССР «Об охране природы Украинской ССР»[7][13].
- 1960-10-27. Закон РСФСР «Об охране природы в РСФСР»[7][14].
- 1961-12-21. Закон Белорусской ССР «Об охране природы в Белорусской ССР»[15].
- 1962-4-16. Указ Казахской ССР «Об охране природы Казахстана»[16].
- 1962-5-25. Закон Киргизской ССР «Об охране природы в Киргизской ССР»[17].
- 1963-3-26. Закон Туркменской ССР «Об охране природы Туркменской ССР»[18].

Под охраной в СССР оказались следующие животные:
1) полезные дикие животные для охоты, зверобойного, рыболовного и других промыслов;
2) животные, которые важны как истребители вредных животных;
3) кормовая база для промысловых и других полезных животных;
4) редкие и исчезающие виды животных;
5) фаунистический генофонд в целом.
Основой законодательства охраны животного мира являются не только республиканские законы об охране природы, но и ряд постановлений Совета Министров СССР:
- 1956-11-21. Постановление Совета Министров РСФСР «О мерах охраны животных Арктики»;
- 1958-9-15. Постановления Совета Министров СССР «О воспроизводстве и об охране рыбных запасов во внутренних водоёмах СССР»;
- 1959-5-11. Постановления Совета Министров СССР «О мерах по улучшению ведения охотничьего хозяйства».

2. Охрана природы. Первая серия, посвящённая охране природы
Серия «Фауна СССР», кроме познавательной, несёт на себе ещё и другую, общественно-политическую нагрузку. На территории СССР насчитывалось более 120 тысяч видов животных — 8,5 % общего количества видов на Земле. Но до Великой Октябрьской социалистической революции многие виды животных активно уничтожались. Почти никто не задумывался о последствиях, к которым может привести такой нерегулируемый промысел. Катастрофическое сокращением численности многих видов зверей и птиц, а также резкое уменьшение площади лесов в России вызывало решительные протесты прогрессивных учёных. Но организации заповедников, которая затрагивала право частной собственности на землю, препятствовало сопротивление владельцев земель, в том числе и крупнейших — членов царской фамилии. По словам И. В. Чехова и Л. А. Сладкова, только Великий Октябрь, упразднив власть помещиков и капиталистов, позволил природным богатствам стать на службу человеку, о чем часто рассказывают почтовые выпуски СССР. Первая такая серия «Фауна СССР» датируется 1957 годом. И марки этой серии не только призывают оберегать полезных животных, а как бы подводят итоги многолетней работы СССР в этом направлении.
Эти марки с изображениями животных физически несут полезную общественно-политическую нагрузку, имея надписи на рисунках «Охраняйте полезных животных», "Охраняйте полезных птиц, «Охраняйте полезных зверей» (см., например, раздел Содержание марок).
3. Дикие животные (млекопитающие и птицы). Первая серия, посвящённая животным
С первого 1923 года образования СССР Почта СССР выпускала коммеморативные марки, посвящённые разнообразным выставкам, государственным деятелям, достижениям авиации, спортивной тематике, Великой Отечественной войне, восстановлению народного хозяйства, видам Москвы и столиц союзных и автономных республик. Долгие годы марки с фауной считались несерьёзными. Изображения животных тем не менее встречались на почтовых миниатюрах, но не так часто, как в других странах. Да и роль им художники отводили второстепенную. Первая серия, посвящённая животным, начала выходить в СССР только в 1957 году, — это была серия «Фауна СССР».
Серия «Фауна СССР» состоит из 18 марок с изображениями животных, из них 13 зверей и 5 птиц.
4. Название серии в разных каталогах
В разных каталогах почтовых марок эта серия называется по-разному. Наиболее полно содержание серии освещают английский и французский каталоги вместе. Три каталога назвали серию очень экономно.
- В большинстве русских каталогов серия называется стандартным образом «Фауна СССР»[19][20][21][22][23][24].
- В русском каталоге Соловьёва серия называется лаконично «Фауна»[25].
- В американском каталоге «Скотт» (англ. Scott) серия тоже называется лаконично «Животные» (англ. “Animal”)[26].
- В немецком каталоге «Михель» (нем. Michel) серия снова называется лаконично «Животные» (нем. „Tiere“)[27].
- В английском каталоге «Стэнли Гиббонс» (англ. Stanley Gibbons) серия называется расширенно «Русские дикие животные» (англ. “Russian Wildlife”)[28].
- Во французском каталоге «Ивер и Телье» (фр. Yvert et Tellier) серия называется наиболее информативно: «Охрана природы. Различные животные» (фр. « Protection de la nature. Animaux divers »)[29].

### Описание серии
1. Паспорт серии.
Паспорт серии почтовых марок, то есть такое её описание, по которому можно определить, принадлежит ли конкретная марка серии или нет, состоит из содержания и шаблона.
1) Содержание серии. Содержание серии было уже определено выше в разделе Содержание серии. Осталось только подвести итог. Содержание серии — дикие животные и охрана природы.
2) Формат марки. Марка прямоугольная среднего формата. Вертикальная марка имеет размер 30×42 мм с рисунком 25×37 мм, горизонтальная полностью сохраняет форму: размер 42×30 мм с рисунком 37×25 мм (см. раздел Технические характеристики марок).
3) Рисунок. Рисунок марок многоцветный. Изображено животное в естественной среде обитания.
4) Рамка. Имеется широкая одноцветная простая рамка по контуру рисунка.
5) Номинал. Номинал напечатан внутри рамки в белом квадрате в одном из нижних углов рисунка.
6) Надписи. Внутри нижней стороны рамки сделана надпись «ПОЧТА СССР», внутри верхней может быть напечатан призыв к охране природы. Название животного напечатано внутри рамки, то есть на центре рисунка. Там же может быть напечатан год выпуска марки.
2. Общие характеристики серии.
1) Количество марок. Серия «Фауна СССР» состоит из 18 марок.
2) Длительность серии. Марки выходили в течение 4 лет (1957, 1959, 1960, 1961), но серия считается 5-летней, поскольку отрезок с первого годы выпуска до последнего захватывает 5 лет.
3) Дата выхода. Датой выхода серии считается дата выхода первого выпуска серии: 28 марта 1957 года. Под этой датой серия расположена во всех каталогах, где есть даты, кроме каталога Загорского с датой выхода серии 26 марта.
4) Первая марка. Первый номер серии по нумерации ЦФА, то есть марки с минимальным номером: 1986. Дата выпуска марки с первым номером серии: 6 декабря 1957 года.
Следует иметь в виду, что дата выхода серии (28 марта 1957 года) отличается от даты выпуска марки с первым номером (6 декабря 1957). Получается так потому, что марки двух выпусков 1957 года собраны в каталоге ЦФА вместе и отсортированы по номиналу, а марка с наименьшим номиналом оказалась во втором выпуске.
5) Среднее количество марок в год. Отношение размера серии к её длительности: 3,6. То есть в течение 5 лет каждый год выходило в среднем 3,6 марок серии.

### Порядок марок в серии
В разных каталогах почтовых марок марки серии «Фауна СССР» располагаются в разном порядке, то есть по-разному отсортированы. В начале статьи показана такая сортировка по одному из русских каталогов, использующих нумерацию ЦФА. Ниже в таблице для сравнения представлены этот и ещё два других возможных способа сортировки этой серии, используемые в трёх различных каталогах почтовых марок.
- Способ 1. Первую возможность, когда марки только одного года выпуска собраны вместе, реализует нумерация ЦФА[19]:

1) марки серии сортируются по годам выпуска;
2) внутри одного года марки серии сортируются по номиналу;
3) отсортированным по номиналу маркам присваиваются последовательные каталожные номера по порядку в соответствии с местом самой ранней марки в каталоге для каждого года отдельно.
В результате марки серии получили 4 годовые группы порядковых номеров:
1) 1986—1993 (1957 год);
2) 2325—2330 (1959 год);
3) 2403 (1960 год);
4) 2535—2537 (1961 год).
- Способ 2. Ворую возможность, когда все марки серии за все годы собраны вместе, осуществляет русский каталог-справочник Карачуна, в котором[24]:

1) все 18 марок серии сведены в одно место;
2) после этого марки отсортированы стандартным способом — по номиналу марок;
3) отсортированные по номиналу марки пронумерованы последовательными каталожными номерами по порядку в соответствии с местом марок в каталоге среди других серий, расположенных по датам их первых марок.
Некоторый сбой произошел только с последними тремя марками, номиналы которых оказались в новых денежных единицах в связи с изменением масштаба цен в СССР с 1 января 1961 года. В этом каталоге введена своя оригинальная нумерация (что вовсе не обязательно), в результате чего марки серии получили 18 последовательных порядковых номеров:
1677—1694 (1957 год).
- Способ 3. Третью возможность, когда собраны вместе только марки с одной датой выпуска, выбрал немецкий каталог «Михель» (нем. Michel), раздробив серию как можно больше, а именно[27]:

1) распределив марки серии по датам их выпуска;
2) отсортировав по номиналу марки, имеющие одну и ту же дату выпуска;
3) отсортированным по номиналу маркам присвоив последовательные каталожные номера по порядку.
Некоторый сбой произошел только с последними тремя марками, которые отсортированы не по датам выпуска, а сразу по номиналам. В этом немецком каталоге имеется своя оригинальная нумерация, в результате чего марки серии получили 7 групп порядковых номеров:
1) 1924—1929 (дата выпуска 1957-3-28);
2) 2027—2028 (дата выпуска 1957-12-6);
3) 2242—2243 (дата выпуска 1959-7-6);
4) 2275—2276 (дата выпуска 1959-10-20);
5) 2309—2310 (дата выпуска 1959-12-25);
6) 2323 (дата выпуска 1960-3-5);
7) 2448—2450 (даты выпусков соответственно 1961-1-28, 1961-1-10, 1961-1-7)
(если бы все марки были вначале отсортированы по датам, групп было бы 9).
Остальные каталоги придерживаются 1-го способа нумерации. При этом два иностранных каталога (американский и французский) объединили в одну годовую группу порядковых номеров марки выпуска сразу двух лет: 1959 и 1960, а английский каталог — марки выпуска сразу трёх лет: 1957, 1958 и 1960 (и почти достиг уровня сплошной нумерации 2-го способа).
Замечание. Когда две марки серии при одной дате выпуска имеют одинаковый номинал, каталоги могут расположить их в любом порядке относительно друг друга.
В следующей таблице показаны все три вида сортировки серии марок «Фауна СССР» (1957—1961) вместе с изображениями марок и тремя их характеристиками:
1) номиналом. У конкретной марки один и тот же;
2) каталожным номером. Зависит от каталога;
3) датой выпуска. Разные каталоги сообщают даты выпусков в разном объёме. Полные даты выпусков находятся в последнем столбце.
| №  | Каталог ЦФА Сортировка по номеру ЦФА | Каталог ЦФА Сортировка по номеру ЦФА | Каталог Карачуна Сортировка по номиналу | Каталог Карачуна Сортировка по номиналу | Каталог Michel Сортировка по дате выпуска | Каталог Michel Сортировка по дате выпуска |
| 1  |                                      | 10 к. ЦФА 1986 1957-12               |                                         | 10 к. № 1677 1957                       |                                           | 15 к. № 1924 1957-3-28                    |
| 2  |                                      | 15 к. ЦФА 1987 1957-3                |                                         | 15 к. № 1678 1957                       |                                           | 20 к. № 1925 1957-3-28                    |
| 3  |                                      | 15 к. ЦФА 1988 1957-12               |                                         | 15 к. № 1679 1957                       |                                           | 30 к. № 1926 1957-3-28                    |
| 4  |                                      | 20 к. ЦФА 1989 1957-3                |                                         | 20 к. № 1680 1957                       |                                           | 30 к. № 1927 1957-3-28                    |
| 5  |                                      | 30 к. ЦФА 1990 1957-3                |                                         | 20 к. № 1681 1960                       |                                           | 40 к. № 1928 1957-3-28                    |
| 6  |                                      | 30 к. ЦФА 1991 1957-3                |                                         | 25 к. № 1682 1959                       |                                           | 40 к. № 1929 1957-3-28                    |
| 7  |                                      | 40 к. ЦФА 1992 1957-3                |                                         | 25 к. № 1683 1959                       |                                           | 10 к. № 2027 1957-12-6                    |
| 8  |                                      | 40 к. ЦФА 1993 1957-3                |                                         | 30 к. № 1684 1957                       |                                           | 15 к. № 2028 1957-12-6                    |
| 9  |                                      | 25 к. ЦФА 2325 1959-10               |                                         | 30 к. № 1685 1957                       |                                           | 40 к. № 2242 1959-7-6                     |
| 10 |                                      | 25 к. ЦФА 2326 1959-10               |                                         | 40 к. № 1686 1957                       |                                           | 40 к. № 2243 1959-7-6                     |
| 11 |                                      | 40 к. ЦФА 2327 1959-7                |                                         | 40 к. № 1687 1957                       |                                           | 25 к. № 2275 1959-10-20                   |
| 12 |                                      | 40 к. ЦФА 2328 1959-7                |                                         | 40 к. № 1688 1959                       |                                           | 25 к. № 2276 1959-10-20                   |
| 13 |                                      | 60 к. ЦФА 2329 1959-12               |                                         | 40 к. № 1689 1959                       |                                           | 60 к. № 2309 1959-12-25                   |
| 14 |                                      | 1 р. ЦФА 2330 1959-12                |                                         | 60 к. № 1690 1959                       |                                           | 1 р. № 2310 1959-12-25                    |
| 15 |                                      | 20 к. ЦФА 2403 1960-3                |                                         | 1 р. № 1691 1959                        |                                           | 20 к. № 2323 1960-3-5                     |
| 16 |                                      | 1 к. ЦФА 2535 1961-1                 |                                         | 1 к.*[≡] № 1692 1961                    |                                           | 1 к. № 2448 1961-1-28                     |
| 17 |                                      | 6 к. ЦФА 2536 1961-1                 |                                         | 6 к. № 1693 1961                        |                                           | 1 к. № 2449 1961-1-10                     |
| 18 |                                      | 10 к. ЦФА 2537 1961-1                |                                         | 10 к. № 1694 1961                       |                                           | 10 к. № 2450 1961-1-7                     |

*[^]С 1 января 1961 года в связи с изменением масштаба цен номиналы почтовых марок СССР стали обозначаться в новых денежных единицах.

### Дерево дат выпусков марок
Здесь показано дерево дат выпусков марок серии «Фауна СССР», листьями дерева являются изображения марок. Изображения марок упорядочены следующим образом:
1) группы марок одной даты выпуска расположены в порядке времени их выхода;
2) внутри этих групп марки расположены в порядке возрастания их номиналов;
3) если в одной группе встречаются марки с одинаковыми номиналами, то их порядок соответствует каталогам со стандартной для СССР нумерацией ЦФА.
Такого порядка марок серии «Фауна СССР» строго по датам выпусков нет ни в одном каталоге почтовых марок.
| 15 к. ЦФА 1987 |
|                |
| 20 к. ЦФА 1989 |
|                |
| 30 к. ЦФА 1990 |
|                |
| 30 к. ЦФА 1991 |
|                |
| 40 к. ЦФА 1992 |
|                |
| 40 к. ЦФА 1993 |
|                |

| 10 к. ЦФА 1986 |
|                |
| 15 к. ЦФА 1988 |
|                |

| 15 к. ЦФА 1987 |
|                |
| 20 к. ЦФА 1989 |
|                |
| 30 к. ЦФА 1990 |
|                |
| 30 к. ЦФА 1991 |
|                |
| 40 к. ЦФА 1992 |
|                |
| 40 к. ЦФА 1993 |
|                |

| 10 к. ЦФА 1986 |
|                |
| 15 к. ЦФА 1988 |
|                |

| 40 к. ЦФА 2327 |
|                |
| 40 к. ЦФА 2328 |
|                |

| 25 к. ЦФА 2325 |
|                |
| 25 к. ЦФА 2326 |
|                |

| 60 к. ЦФА 2329 |
|                |
| 1 р. ЦФА 2330  |
|                |

| 40 к. ЦФА 2327 |
|                |
| 40 к. ЦФА 2328 |
|                |

| 25 к. ЦФА 2325 |
|                |
| 25 к. ЦФА 2326 |
|                |

| 60 к. ЦФА 2329 |
|                |
| 1 р. ЦФА 2330  |
|                |

| 1961‑1‑7. 10 к. ЦФА 2537 |
|                          |
| 1961‑1‑10. 6 к. ЦФА 2536 |
|                          |
| 1961‑1‑28. 1 к. ЦФА 2535 |
|                          |

| 15 к. ЦФА 1987 |
|                |
| 20 к. ЦФА 1989 |
|                |
| 30 к. ЦФА 1990 |
|                |
| 30 к. ЦФА 1991 |
|                |
| 40 к. ЦФА 1992 |
|                |
| 40 к. ЦФА 1993 |
|                |

| 10 к. ЦФА 1986 |
|                |
| 15 к. ЦФА 1988 |
|                |

| 15 к. ЦФА 1987 |
|                |
| 20 к. ЦФА 1989 |
|                |
| 30 к. ЦФА 1990 |
|                |
| 30 к. ЦФА 1991 |
|                |
| 40 к. ЦФА 1992 |
|                |
| 40 к. ЦФА 1993 |
|                |

| 10 к. ЦФА 1986 |
|                |
| 15 к. ЦФА 1988 |
|                |

| 40 к. ЦФА 2327 |
|                |
| 40 к. ЦФА 2328 |
|                |

| 25 к. ЦФА 2325 |
|                |
| 25 к. ЦФА 2326 |
|                |

| 60 к. ЦФА 2329 |
|                |
| 1 р. ЦФА 2330  |
|                |

| 40 к. ЦФА 2327 |
|                |
| 40 к. ЦФА 2328 |
|                |

| 25 к. ЦФА 2325 |
|                |
| 25 к. ЦФА 2326 |
|                |

| 60 к. ЦФА 2329 |
|                |
| 1 р. ЦФА 2330  |
|                |

| 1961‑1‑7. 10 к. ЦФА 2537 |
|                          |
| 1961‑1‑10. 6 к. ЦФА 2536 |
|                          |
| 1961‑1‑28. 1 к. ЦФА 2535 |
|                          |

| 15 к. ЦФА 1987 |
|                |
| 20 к. ЦФА 1989 |
|                |
| 30 к. ЦФА 1990 |
|                |
| 30 к. ЦФА 1991 |
|                |
| 40 к. ЦФА 1992 |
|                |
| 40 к. ЦФА 1993 |
|                |

| 10 к. ЦФА 1986 |
|                |
| 15 к. ЦФА 1988 |
|                |

| 15 к. ЦФА 1987 |
|                |
| 20 к. ЦФА 1989 |
|                |
| 30 к. ЦФА 1990 |
|                |
| 30 к. ЦФА 1991 |
|                |
| 40 к. ЦФА 1992 |
|                |
| 40 к. ЦФА 1993 |
|                |

| 10 к. ЦФА 1986 |
|                |
| 15 к. ЦФА 1988 |
|                |

| 40 к. ЦФА 2327 |
|                |
| 40 к. ЦФА 2328 |
|                |

| 25 к. ЦФА 2325 |
|                |
| 25 к. ЦФА 2326 |
|                |

| 60 к. ЦФА 2329 |
|                |
| 1 р. ЦФА 2330  |
|                |

| 40 к. ЦФА 2327 |
|                |
| 40 к. ЦФА 2328 |
|                |

| 25 к. ЦФА 2325 |
|                |
| 25 к. ЦФА 2326 |
|                |

| 60 к. ЦФА 2329 |
|                |
| 1 р. ЦФА 2330  |
|                |

| 1961‑1‑7. 10 к. ЦФА 2537 |
|                          |
| 1961‑1‑10. 6 к. ЦФА 2536 |
|                          |
| 1961‑1‑28. 1 к. ЦФА 2535 |
|                          |

| 15 к. ЦФА 1987 |
|                |
| 20 к. ЦФА 1989 |
|                |
| 30 к. ЦФА 1990 |
|                |
| 30 к. ЦФА 1991 |
|                |
| 40 к. ЦФА 1992 |
|                |
| 40 к. ЦФА 1993 |
|                |

| 10 к. ЦФА 1986 |
|                |
| 15 к. ЦФА 1988 |
|                |

| 15 к. ЦФА 1987 |
|                |
| 20 к. ЦФА 1989 |
|                |
| 30 к. ЦФА 1990 |
|                |
| 30 к. ЦФА 1991 |
|                |
| 40 к. ЦФА 1992 |
|                |
| 40 к. ЦФА 1993 |
|                |

| 10 к. ЦФА 1986 |
|                |
| 15 к. ЦФА 1988 |
|                |

| 40 к. ЦФА 2327 |
|                |
| 40 к. ЦФА 2328 |
|                |

| 25 к. ЦФА 2325 |
|                |
| 25 к. ЦФА 2326 |
|                |

| 60 к. ЦФА 2329 |
|                |
| 1 р. ЦФА 2330  |
|                |

| 40 к. ЦФА 2327 |
|                |
| 40 к. ЦФА 2328 |
|                |

| 25 к. ЦФА 2325 |
|                |
| 25 к. ЦФА 2326 |
|                |

| 60 к. ЦФА 2329 |
|                |
| 1 р. ЦФА 2330  |
|                |

| 1961‑1‑7. 10 к. ЦФА 2537 |
|                          |
| 1961‑1‑10. 6 к. ЦФА 2536 |
|                          |
| 1961‑1‑28. 1 к. ЦФА 2535 |
|                          |

### Формирование серии в каталогах
Каталоги марок, в которых достаточное внимание определению серий не уделяется, а потому практически никаких серий нет, в том числе и «Фауна СССР», не учитываются. Ниже приведены цитаты только из тех каталогов, в которых серия «Фауна СССР» определена. Поскольку серия определена во всех каталогах, отслеживающих серии, она называется фиксированной. Фактически эти цитаты суть определения серии в указанных каталогах. Книжные страницы цитат не указаны, поскольку они легко находятся по каталожным номерам марок. Цитаты не являются полными копиями описания марок серии, они только передают основные моменты описания.
- Каталог Спивака. Многолетняя серия определена объявлениями в заголовках подсерий и ссылками в конце них[19].

В каталоге Спивака, вышедшем при СССР, проиллюстрированы все марки серии «Фауна СССР». Поэтому в следующей цитате они не показаны. Нумерация марок здесь ЦФА. Видно, что в этом каталоге серия называется «Фауна СССР». Серия определена достаточно аккуратно, хотя и есть некоторые недочёты.

1957. Март—декабрь. Фауна СССР. Начало серии.<…>
1986. 10 к.<…> 1993. 40 к.<…>
Продолжение серии см. 2325—2330, 2535—2537.<…>
1959. Июль—декабрь. Фауна СССР. Продолжение серии.<…>
2325. 25 к.<…> 2330. 1 р.<…>
Начало серии см. 1986—1993, продолжение 2403, 2535—2537.<…>
1960. Март. Фауна СССР. Продолжение серии.<…>
2403. 20 к.<…>
Начало серии см. 1986—1993, 2325—2330.<…>
1961. Январь. Фауна СССР. Окончание серии.<…>
2535. 1 к.<…> 2537. 19 к.<…>
Начало серии см. 1986—1993, продолжение 2403, 2535—2537, 2403.<…>
— Каталог Спивака
- Каталог Загорского. Многолетняя серия определена только ссылками в конце подсерий[21].

В каталоге Загорского, вышедшем в РФ, проиллюстрированы все марки серии «Фауна СССР». Поэтому в следующей цитате они не показаны. Нумерация марок здесь своя, оригинальная. Видно, что в этом каталоге серия называется «Фауна СССР».

1957. 26 марта — 6 декабря. Фауна СССР.<…>
1906 10 к.<…> 1913 40 к.<…>
См. также 2240—2245, 2318, 2445—2447.<…>
1959. 6 июля — 25 декабря. Фауна СССР.<…>
2240 25 к.<…> 2245 1 р.<…>
См. также 1906—1913, 2318, 2445—2447.<…>
1960. 5 марта. Фауна СССР.<…>
2318 20 к.<…>
См. также 1906—1913, 2240—2245, 2445—2447.<…>
1961. 7—28 января. Фауна СССР.<…>
2445 1 к.<…> 2447 10 к.<…>
См. также 1906—1913, 2240—2245, 2318
— Каталог Загорского
- Каталог Соловьёва. Многолетняя серия определена списком номеров марок в конце каталога[25].

В каталоге Соловьёва, вышедшем в РФ, проиллюстрированы все марки серии «Фауна СССР». Поэтому в следующей цитате они не показаны. Нумерация марок здесь ЦФА. Видно, что в этом каталоге серия называется «Фауна». К описанию серии присоединены 3 лишних однолетних выпуска, которые не учитываются.

Фауна / Fauna (1957—1970): № 1986—93, 2325—30, 2403 (т. 4), 2535—37, 3674—79, 3794—98, 3915—19
— Каталог Соловьева
- Каталог Карачуна. Многолетняя серия определена единым списком[24].

В каталоге Карачуна, вышедшем в СССР, проиллюстрированы только две марки серии «Фауна СССР», первая и последняя по списку. Нумерация марок здесь своя, оригинальная, для серий сплошная. Видно, что в этом каталоге серия называется «Фауна СССР».

1957—1961. Фауна СССР.
1677<…> 1694<…>
— Каталог Карачуна
- Каталог «Скотт». Многолетняя серия определена ссылками в конце первой подсерии и типами марок[26].

В американском каталоге «Скотт» используются специальные фирменные типы рисунков марок, которые помогают определять многолетние серии. Марки с рисунками одного типа имеют одинаковые оформление и формат марок. Марки серии «Фауна СССР» американский каталог разбил на два типа рисунков: горизонтальные (A1023) и вертикальные (A1024). Нумерация марок здесь своя, оригинальная. Видно, что в этом каталоге серия называется «Животные» (англ. “Animal”). Серия определена достаточно аккуратно, хотя и есть некоторые пунктуационные недочёты.

Black Grouse A1023 
 Axis Deer — A1024<…>
1957, Mar. 28
Center in Natural Colors
1916 A1024 10k yel brown<…>
1917 A1023 15k brown<…>
1923 A1024 40k violet blue<…>
See Nos. 2213—2219, 2429—2431.<…>
Animal Types of 1957<…>
1959-60<…>
Center in Natural Colors
2213 A1023 20k vio blue ('60)<…>
2214 A1023 25k blue black<…>
2219 A1023 1r bright blue<…>
Animal Types of 1957
1961, Jan. 7<…>
2429 A1024 1k Brown bear<…>
2430 A1023 6k Beaver<…>
2431 A1023 10k Roe deer<…>
— Каталог «Скотт»
- Каталог «Михель». Многолетняя серия определена номерами в заголовках подсерий и ссылками в конце первой подсерии, а последующие подсерии ссылаются на эти ссылки[27].

В немецком каталоге «Михель» проиллюстрированы все марки серии «Фауна СССР». Поэтому в следующей цитате они не показаны. Нумерация марок здесь своя, оригинальная. Также немецкий каталог «Михель» ведёт буквенные коды рисунков марок, упорядоченные по алфавиту. Видно, что в этом каталоге серия называется «Животные» (нем. „Tiere“).

1957, 28. März. Tiere (I).<…>
1924 15 K mehrfarbig bcg<…>
1929 40 K mehrfarbig bcm<…>
Weitere Werte: MiNr. 2027—2028, 2242—2243, 2275—2276, 2309 bis 2310, 2323, 2448—2450<…>
1957, 6. Dez. Tiere (II).<…>
2027 10 K mehrfarbig bgc<…>
2028 15 K mehrfarbig bgd<…>
Weitere Werte siehe Fußnote nach MiNr. 1929.<…>
1960, 5. März. Tiere (VI).<…>
2323 20 K mehrfarbig btg<…>
Weitere Werte siehe Fußnote nach MiNr. 1929.<…>
1961, 7./28. Jan. Tiere (VII).<…>
2448 A 1 K mehrfarbig (28. Jan.) byc<…>
2449 A 6 K mehrfarbig (10. Jan.) byd<…>
2450 A 10 K mehrfarbig (7. Jan.) bye<…>
Weitere Werte siehe Fußnote nach MiNr. 1929.
— Каталог «Михель»
- Каталог «Стэнли Гиббонс». Многолетняя серия определена ссылками в конце первой подсерии и типами марок[28].

В английском каталоге «Стэнли Гиббонс» используются специальные фирменные типы рисунков марок, которые помогают определять многолетние серии. Марки с рисунками одного типа имеют только одинаковое оформление рисунков, в отличие от каталога «Скотт». Все марки серии «Фауна СССР» имеют один тип рисунков Type 653. Нумерация марок здесь своя, оригинальная. Видно, что в этом каталоге серия называется «Русские дикие животные» (англ. “Russian Wildlife”).

 653 Sika Deer
1957. Russian Wildlife. Multicoloured.
2057a 10k. Grey partridge<…>
2058 15k. Black grouse<…>
2063d 1r. Mute swan<…>
See also Nos. 2534/6.<…>
1961. Russian Wild Life. As T 653 but inscr «1961». Centres in natural colours. Frame colours given.
2534 1k. sepia (Brown bear)<…>
2535 6k. black (Eurasian beaver)<…>
2536 10k. black (Roe deer)<…>
The 1k. is vert and the rest horiz.
— Каталог «Стэнли Гиббонс»
- Каталог «Ивер и Телье». Многолетняя серия определена только ссылками в конце подсерий[29].

Во французском каталоге «Ивер и Телье» нумерация марок своя, оригинальная. Видно, что в этом каталоге серия полностью называется «Охрана природы. Различные животные» (фр. « Protection de la nature. Animaux divers »).

1957. — Animaux divers.<…>

<…>
1903C 10 k. brun et polychrome<…>
1904 15 k. brun et polychrome<…>
1909 40 k. vert-noir et polychrome<…>
Ces timbres forment série avec les nos 2178 à 2184 et 2381 à 2383.<…>
1959-60. — Animaux divers<…>

<…>
2178 20 k. bleu et polychrome<…>
2183 80 k. vert foncé et polychrome<…>

2184 1 r. bleu, bleu clair et rouge<…>
Voir également les nos 1903C à 1909 et 2381 à 2383.<…>
1961. — Protection de la nature. Animaux divers<…>

<…>
2381 1 k. polychrome<…>
2382 6 k. polychrome<…>
2383 10 k. polychrome<…>
Voir également les nos 1903C à 1909 et 2178 à 2184.
— Каталог «Ивер и Телье»

## Описание марок

### Содержание марок
По призывам, напечатанным на верхней стороне рамки, марки серии «Фауна СССР» делятся на четыре группы:
- «Охраняйте полезных птиц» (5 марок — все птицы серии);
- «Охраняйте полезных животных» (7 марок);
- «Охраняйте полезных зверей» (1 марка);
- призыв отсутствует (5 марок).

Иногда каталоги при описании марки называют не тот вид (или подвид), который изображён на марке, а другой. Например, немецкий каталог указал правильное латинское название изображённого подвида белки и неправильное — немецкое. Все подобные случае подправлены или оговорены в таблице.
Также на марках серии «Фауна СССР» изображены:
- дерево или лес (10 марок);
- снег (5 марок);
- вода (4 марки);
- горы (2 марки);
- камыши (1 марка);
- пчёлы (1 марка).

| №  | Изображение марки | Надписи                                                                        | Название животного: рус. (лат. , англ. , англ. , нем. , фр. ). Описание рисунка |
| 1  |                   | «ОХРАНЯЙТЕ ПОЛЕЗНЫХ ПТИЦ. Серая куропатка. ПОЧТА СССР. 10 коп.»                | Се́рая куропа́тка (лат. Perdix perdix, англ. grey partridge, нем. Rebhuhn). Серая куропатка на равнине (фр. perdrix de plaine)                                                                                                 |
| 2  |                   | «ОХРАНЯЙТЕ ПОЛЕЗНЫХ ПТИЦ. Тетерев. ПОЧТА СССР. 15 коп.»                        | Те́терев (лат. Tetrao tetrix, англ. black grouse, нем. Birkhuhn, фр. [petit] coq de bruyère). Тетерев на земле |
| 3  |                   | «Белый медведь. ПОЧТА СССР. 15 коп.»                                           | Бе́лый медве́дь (лат. Ursus maritimus, англ. polar bear, нем. Eisbär, фр. ours polaire). Белый медведь на снегу у воды |
| 4  |                   | «ОХРАНЯЙТЕ ПОЛЕЗНЫХ ЖИВОТНЫХ. Пятнистый олень. ПОЧТА СССР. 20 коп.»            | Пятни́стый оле́нь (лат. Cervus nippon dybowski, англ. axis deer — другой вид, англ. Sika deer, нем. Dybowski-Hirsch, фр. cerf axis — другой вид). Пятнистый олень на фоне гор                                                  |
| 5  |                   | «ОХРАНЯЙТЕ ПОЛЕЗНЫХ ЖИВОТНЫХ. Зубр. ПОЧТА СССР. 30 коп.»                       | Зубр (лат. Bison bonasus, англ. [european] bison, англ. european bison, нем. Wisent, фр. bison [d'Europe]). Зубр в снегу на поляне                                                                                           |
| 6  |                   | «ОХРАНЯЙТЕ ПОЛЕЗНЫХ ПТИЦ. Кряква. ПОЧТА СССР. 30 коп.»                         | Кря́ква (лат. Anas platyrhynchos, англ. mallard, нем. Stockente, фр. canard colvert). Кряква в камышах у воды |
| 7  |                   | «ОХРАНЯЙТЕ ПОЛЕЗНЫХ ЖИВОТНЫХ. Лось. ПОЧТА СССР. 40 коп.»                       | Европе́йский лось (лат. Alces alces, англ. european elk, англ. elk, нем. Elch, фр. élan). Лось в еловом лесу прыгает через валежник                                                                                           |
| 8  |                   | «ОХРАНЯЙТЕ ПОЛЕЗНЫХ ЗВЕРЕЙ. Баргузинский соболь. ПОЧТА СССР. 40 коп.»          | Со́боль (лат. Martes zibellina, англ. sable, нем. Zobel, фр. zibeline). Соболь на заснеженной ветке в лесу |
| 9  |                   | «ОХРАНЯЙТЕ ПОЛЕЗНЫХ ЖИВОТНЫХ. Дикая лошадь Пржевальского. ПОЧТА СССР. 25 коп.» | Ло́шадь Пржева́льского (лат. Equus przewalskii, англ. siberian horse, англ. wild horse, нем. Przewalski-Wildpferd, фр. cheval Przewalski). Лошадь Пржевальского в пустыне                                                      |
| 10 |                   | «Уссурийский тигр. ПОЧТА СССР. 25 коп.»                                        | Аму́рский тигр (лат. Panthera tigris altaica, англ. [Siberian] tiger, нем. [Sibirische] Tiger, фр. tigre [de Sibérie]). Тигр в снегу на поляне                                                                                |
| 11 |                   | «ОХРАНЯЙТЕ ПОЛЕЗНЫХ ЖИВОТНЫХ. Белка. ПОЧТА СССР. 40 коп.»                      | Бе́лка обыкнове́нная (лат. Sciurus vulgaris varius, англ. red squirrel, англ. Eurasian red squirrel, нем. sibirisches Eichhörnchen — другой подвид, фр. écureuil). Белка на ветке лиственного дерева                           |
| 12 |                   | «Куница харза. ПОЧТА СССР. 40 коп.»                                            | Харза́ (лат. Martes flavigula (в немецком каталоге другой вид Martes martes), англ. pine marten — другой вид, англ. yellow-throated marten, нем. Baummarder — другой вид, фр. martre) — род, а не вид. Харза на хвойной ветке |
| 13 |                   | «ОХРАНЯЙТЕ ПОЛЕЗНЫХ ПТИЦ. Рябчик. ПОЧТА СССР. 60 коп.»                         | Ря́бчик (лат. Tetrastes bonasia, англ. hazel hen, англ. hazel grouse, нем. Haselhuhn, фр. gélinottel). Рябчик на хвойной ветке                                                                                                |
| 14 |                   | «ОХРАНЯЙТЕ ПОЛЕЗНЫХ ПТИЦ. Лебедь. ПОЧТА СССР. 1 рубль»                         | Ле́бедь-шипу́н (лат. Cygnus olor, англ. mute swan, нем. Höckerschwan, фр. cygne [tuberculé]). Лебедь-шипун на воде |
| 15 |                   | «Заяц русак. ПОЧТА СССР. 20 коп.»                                              | За́яц-руса́к (лат. Lepus europaeus, англ. [European] hare, англ. brown hare, нем. Feldhase, фр. lièvre [d'Europe]). Заяц бежит по снегу                                                                                        |
| 16 |                   | «Бурый медведь. ПОЧТА СССР. 1961. 1 коп.»                                      | Бу́рый медве́дь (лат. Ursus arctos, англ. brown bear, нем. Braunbär, фр. ours [brun]). Медведь добирается до мёда в колоде на дереве в окружении пчёл                                                                          |
| 17 |                   | «ОХРАНЯЙТЕ ПОЛЕЗНЫХ ЖИВОТНЫХ. Бобр. 1961. ПОЧТА СССР. 6 коп.»                  | Обыкнове́нный бобр (лат. Castor fiber, англ. [Eurasian] beaver, англ. Eurasian beaver, нем. [Europäische] Biber, фр. Castor [d’Europe]). Бобр повалил дерево у воды                                                           |
| 18 |                   | «ОХРАНЯЙТЕ ПОЛЕЗНЫХ ЖИВОТНЫХ. Косуля. 1961. ПОЧТА СССР. 10 коп.»               | Сиби́рская косу́ля (лат. Capreólus pygárgus, англ. [Siberian] roe deer, нем. Sibirische Rehbock, фр. chevreuil [d'Asie]). Косуля бежит в горном еловом лесу                                                                    |

### Биологическая классификация животных на марках
Здесь показана краткая кладограмма животных серии «Фауна СССР». Использованы только основные таксоны: царство (лат. regnum) — тип (лат. phylum) — класс (лат. classis) — отряд (лат. ordo) — семейство (лат. familia) — род (лат. genus) — вид (лат. species). Ветви, которые не содержат животных серии, не показаны совсем. Кладограмма начинается с царства животных. На диаграмме таксон объединён с подтаксоном, если подтаксон единственный в этой кладограмме, что значительно сокращает её площадь. В качестве иллюстраций видов животных приведены марки серии.
Животные, изображённые на марках серии «Фауна СССР» (18 марок), принадлежат всего двум классам:
- млекопитающие (13 марок);
- птицы (5 марок).

Млекопитающие представлены четырьмя отрядами:
- грызуны (2 марки);
- зайцеобразные (1 марка);
- парнокопытные (китопарнокопытные) (5 марок);
- хищные (5 марок).

Птицы уместились в два отряда:
- гусеобразные (2 марки);
- курообразные (3 марки).

| семейство Беличьи род Белка вид Белка обыкновенная |
|                                                    |
| семейство Бобровые род Бобры вид Бобр обыкновенный |
|                                                    |

| семейство Лошадиные род Лошади вид Лошадь Пржевальского | |
|                                                         | |
| семейство Оленевые                                      | \| род Косули вид[36] Сибирская косуля \| \| \| \| род Лоси вид[37] Европейский лось \| \| \| \| род Настоящие олени вид[38] Пятнистый олень \| \| \| |
|                                                         | \| род Косули вид[36] Сибирская косуля \| \| \| \| род Лоси вид[37] Европейский лось \| \| \| \| род Настоящие олени вид[38] Пятнистый олень \| \| \| |
| семейство Полорогие род Бизоны вид Зубр                 | |
|                                                         | |
| род Косули вид Сибирская косуля                         | |
|                                                         | |
| род Лоси вид Европейский лось                           | |
|                                                         | |
| род Настоящие олени вид Пятнистый олень                 | |
|                                                         | |

| род Косули вид Сибирская косуля         |
|                                         |
| род Лоси вид Европейский лось           |
|                                         |
| род Настоящие олени вид Пятнистый олень |
|                                         |

| вид Соболь |
|            |
| вид Харза  |
|            |

| вид Белый медведь |
|                   |
| вид Бурый медведь |
|                   |

| вид Соболь |
|            |
| вид Харза  |
|            |

| вид Белый медведь |
|                   |
| вид Бурый медведь |
|                   |

| семейство Беличьи род Белка вид Белка обыкновенная |
|                                                    |
| семейство Бобровые род Бобры вид Бобр обыкновенный |
|                                                    |

| семейство Лошадиные род Лошади вид Лошадь Пржевальского | |
|                                                         | |
| семейство Оленевые                                      | \| род Косули вид[36] Сибирская косуля \| \| \| \| род Лоси вид[37] Европейский лось \| \| \| \| род Настоящие олени вид[38] Пятнистый олень \| \| \| |
|                                                         | \| род Косули вид[36] Сибирская косуля \| \| \| \| род Лоси вид[37] Европейский лось \| \| \| \| род Настоящие олени вид[38] Пятнистый олень \| \| \| |
| семейство Полорогие род Бизоны вид Зубр                 | |
|                                                         | |
| род Косули вид Сибирская косуля                         | |
|                                                         | |
| род Лоси вид Европейский лось                           | |
|                                                         | |
| род Настоящие олени вид Пятнистый олень                 | |
|                                                         | |

| род Косули вид Сибирская косуля         |
|                                         |
| род Лоси вид Европейский лось           |
|                                         |
| род Настоящие олени вид Пятнистый олень |
|                                         |

| вид Соболь |
|            |
| вид Харза  |
|            |

| вид Белый медведь |
|                   |
| вид Бурый медведь |
|                   |

| вид Соболь |
|            |
| вид Харза  |
|            |

| вид Белый медведь |
|                   |
| вид Бурый медведь |
|                   |

| род Лебеди вид Лебедь-шипун |
|                             |
| род Речные утки вид Кряква  |
|                             |

| род Куропатки вид Серая куропатка |
|                                   |
| род Рябчики вид Рябчик            |
|                                   |
| род Тетерева вид Тетерев-косач    |
|                                   |

| род Лебеди вид Лебедь-шипун |
|                             |
| род Речные утки вид Кряква  |
|                             |

| род Куропатки вид Серая куропатка |
|                                   |
| род Рябчики вид Рябчик            |
|                                   |
| род Тетерева вид Тетерев-косач    |
|                                   |

| семейство Беличьи род Белка вид Белка обыкновенная |
|                                                    |
| семейство Бобровые род Бобры вид Бобр обыкновенный |
|                                                    |

| семейство Лошадиные род Лошади вид Лошадь Пржевальского | |
|                                                         | |
| семейство Оленевые                                      | \| род Косули вид[36] Сибирская косуля \| \| \| \| род Лоси вид[37] Европейский лось \| \| \| \| род Настоящие олени вид[38] Пятнистый олень \| \| \| |
|                                                         | \| род Косули вид[36] Сибирская косуля \| \| \| \| род Лоси вид[37] Европейский лось \| \| \| \| род Настоящие олени вид[38] Пятнистый олень \| \| \| |
| семейство Полорогие род Бизоны вид Зубр                 | |
|                                                         | |
| род Косули вид Сибирская косуля                         | |
|                                                         | |
| род Лоси вид Европейский лось                           | |
|                                                         | |
| род Настоящие олени вид Пятнистый олень                 | |
|                                                         | |

| род Косули вид Сибирская косуля         |
|                                         |
| род Лоси вид Европейский лось           |
|                                         |
| род Настоящие олени вид Пятнистый олень |
|                                         |

| вид Соболь |
|            |
| вид Харза  |
|            |

| вид Белый медведь |
|                   |
| вид Бурый медведь |
|                   |

| вид Соболь |
|            |
| вид Харза  |
|            |

| вид Белый медведь |
|                   |
| вид Бурый медведь |
|                   |

| семейство Беличьи род Белка вид Белка обыкновенная |
|                                                    |
| семейство Бобровые род Бобры вид Бобр обыкновенный |
|                                                    |

| семейство Лошадиные род Лошади вид Лошадь Пржевальского | |
|                                                         | |
| семейство Оленевые                                      | \| род Косули вид[36] Сибирская косуля \| \| \| \| род Лоси вид[37] Европейский лось \| \| \| \| род Настоящие олени вид[38] Пятнистый олень \| \| \| |
|                                                         | \| род Косули вид[36] Сибирская косуля \| \| \| \| род Лоси вид[37] Европейский лось \| \| \| \| род Настоящие олени вид[38] Пятнистый олень \| \| \| |
| семейство Полорогие род Бизоны вид Зубр                 | |
|                                                         | |
| род Косули вид Сибирская косуля                         | |
|                                                         | |
| род Лоси вид Европейский лось                           | |
|                                                         | |
| род Настоящие олени вид Пятнистый олень                 | |
|                                                         | |

| род Косули вид Сибирская косуля         |
|                                         |
| род Лоси вид Европейский лось           |
|                                         |
| род Настоящие олени вид Пятнистый олень |
|                                         |

| вид Соболь |
|            |
| вид Харза  |
|            |

| вид Белый медведь |
|                   |
| вид Бурый медведь |
|                   |

| вид Соболь |
|            |
| вид Харза  |
|            |

| вид Белый медведь |
|                   |
| вид Бурый медведь |
|                   |

| род Лебеди вид Лебедь-шипун |
|                             |
| род Речные утки вид Кряква  |
|                             |

| род Куропатки вид Серая куропатка |
|                                   |
| род Рябчики вид Рябчик            |
|                                   |
| род Тетерева вид Тетерев-косач    |
|                                   |

| род Лебеди вид Лебедь-шипун |
|                             |
| род Речные утки вид Кряква  |
|                             |

| род Куропатки вид Серая куропатка |
|                                   |
| род Рябчики вид Рябчик            |
|                                   |
| род Тетерева вид Тетерев-косач    |
|                                   |

| семейство Беличьи род Белка вид Белка обыкновенная |
|                                                    |
| семейство Бобровые род Бобры вид Бобр обыкновенный |
|                                                    |

| семейство Лошадиные род Лошади вид Лошадь Пржевальского | |
|                                                         | |
| семейство Оленевые                                      | \| род Косули вид[36] Сибирская косуля \| \| \| \| род Лоси вид[37] Европейский лось \| \| \| \| род Настоящие олени вид[38] Пятнистый олень \| \| \| |
|                                                         | \| род Косули вид[36] Сибирская косуля \| \| \| \| род Лоси вид[37] Европейский лось \| \| \| \| род Настоящие олени вид[38] Пятнистый олень \| \| \| |
| семейство Полорогие род Бизоны вид Зубр                 | |
|                                                         | |
| род Косули вид Сибирская косуля                         | |
|                                                         | |
| род Лоси вид Европейский лось                           | |
|                                                         | |
| род Настоящие олени вид Пятнистый олень                 | |
|                                                         | |

| род Косули вид Сибирская косуля         |
|                                         |
| род Лоси вид Европейский лось           |
|                                         |
| род Настоящие олени вид Пятнистый олень |
|                                         |

| вид Соболь |
|            |
| вид Харза  |
|            |

| вид Белый медведь |
|                   |
| вид Бурый медведь |
|                   |

| вид Соболь |
|            |
| вид Харза  |
|            |

| вид Белый медведь |
|                   |
| вид Бурый медведь |
|                   |

| семейство Беличьи род Белка вид Белка обыкновенная |
|                                                    |
| семейство Бобровые род Бобры вид Бобр обыкновенный |
|                                                    |

| семейство Лошадиные род Лошади вид Лошадь Пржевальского | |
|                                                         | |
| семейство Оленевые                                      | \| род Косули вид[36] Сибирская косуля \| \| \| \| род Лоси вид[37] Европейский лось \| \| \| \| род Настоящие олени вид[38] Пятнистый олень \| \| \| |
|                                                         | \| род Косули вид[36] Сибирская косуля \| \| \| \| род Лоси вид[37] Европейский лось \| \| \| \| род Настоящие олени вид[38] Пятнистый олень \| \| \| |
| семейство Полорогие род Бизоны вид Зубр                 | |
|                                                         | |
| род Косули вид Сибирская косуля                         | |
|                                                         | |
| род Лоси вид Европейский лось                           | |
|                                                         | |
| род Настоящие олени вид Пятнистый олень                 | |
|                                                         | |

| род Косули вид Сибирская косуля         |
|                                         |
| род Лоси вид Европейский лось           |
|                                         |
| род Настоящие олени вид Пятнистый олень |
|                                         |

| вид Соболь |
|            |
| вид Харза  |
|            |

| вид Белый медведь |
|                   |
| вид Бурый медведь |
|                   |

| вид Соболь |
|            |
| вид Харза  |
|            |

| вид Белый медведь |
|                   |
| вид Бурый медведь |
|                   |

| род Лебеди вид Лебедь-шипун |
|                             |
| род Речные утки вид Кряква  |
|                             |

| род Куропатки вид Серая куропатка |
|                                   |
| род Рябчики вид Рябчик            |
|                                   |
| род Тетерева вид Тетерев-косач    |
|                                   |

| род Лебеди вид Лебедь-шипун |
|                             |
| род Речные утки вид Кряква  |
|                             |

| род Куропатки вид Серая куропатка |
|                                   |
| род Рябчики вид Рябчик            |
|                                   |
| род Тетерева вид Тетерев-косач    |
|                                   |

| семейство Беличьи род Белка вид Белка обыкновенная |
|                                                    |
| семейство Бобровые род Бобры вид Бобр обыкновенный |
|                                                    |

| семейство Лошадиные род Лошади вид Лошадь Пржевальского | |
|                                                         | |
| семейство Оленевые                                      | \| род Косули вид[36] Сибирская косуля \| \| \| \| род Лоси вид[37] Европейский лось \| \| \| \| род Настоящие олени вид[38] Пятнистый олень \| \| \| |
|                                                         | \| род Косули вид[36] Сибирская косуля \| \| \| \| род Лоси вид[37] Европейский лось \| \| \| \| род Настоящие олени вид[38] Пятнистый олень \| \| \| |
| семейство Полорогие род Бизоны вид Зубр                 | |
|                                                         | |
| род Косули вид Сибирская косуля                         | |
|                                                         | |
| род Лоси вид Европейский лось                           | |
|                                                         | |
| род Настоящие олени вид Пятнистый олень                 | |
|                                                         | |

| род Косули вид Сибирская косуля         |
|                                         |
| род Лоси вид Европейский лось           |
|                                         |
| род Настоящие олени вид Пятнистый олень |
|                                         |

| вид Соболь |
|            |
| вид Харза  |
|            |

| вид Белый медведь |
|                   |
| вид Бурый медведь |
|                   |

| вид Соболь |
|            |
| вид Харза  |
|            |

| вид Белый медведь |
|                   |
| вид Бурый медведь |
|                   |

| семейство Беличьи род Белка вид Белка обыкновенная |
|                                                    |
| семейство Бобровые род Бобры вид Бобр обыкновенный |
|                                                    |

| семейство Лошадиные род Лошади вид Лошадь Пржевальского | |
|                                                         | |
| семейство Оленевые                                      | \| род Косули вид[36] Сибирская косуля \| \| \| \| род Лоси вид[37] Европейский лось \| \| \| \| род Настоящие олени вид[38] Пятнистый олень \| \| \| |
|                                                         | \| род Косули вид[36] Сибирская косуля \| \| \| \| род Лоси вид[37] Европейский лось \| \| \| \| род Настоящие олени вид[38] Пятнистый олень \| \| \| |
| семейство Полорогие род Бизоны вид Зубр                 | |
|                                                         | |
| род Косули вид Сибирская косуля                         | |
|                                                         | |
| род Лоси вид Европейский лось                           | |
|                                                         | |
| род Настоящие олени вид Пятнистый олень                 | |
|                                                         | |

| род Косули вид Сибирская косуля         |
|                                         |
| род Лоси вид Европейский лось           |
|                                         |
| род Настоящие олени вид Пятнистый олень |
|                                         |

| вид Соболь |
|            |
| вид Харза  |
|            |

| вид Белый медведь |
|                   |
| вид Бурый медведь |
|                   |

| вид Соболь |
|            |
| вид Харза  |
|            |

| вид Белый медведь |
|                   |
| вид Бурый медведь |
|                   |

| род Лебеди вид Лебедь-шипун |
|                             |
| род Речные утки вид Кряква  |
|                             |

| род Куропатки вид Серая куропатка |
|                                   |
| род Рябчики вид Рябчик            |
|                                   |
| род Тетерева вид Тетерев-косач    |
|                                   |

| род Лебеди вид Лебедь-шипун |
|                             |
| род Речные утки вид Кряква  |
|                             |

| род Куропатки вид Серая куропатка |
|                                   |
| род Рябчики вид Рябчик            |
|                                   |
| род Тетерева вид Тетерев-косач    |
|                                   |

### Две подсерии
Биологическая классификация животных на марках позволяет естественным образом выделить две подсерии.
1. Млекопитающие (лат. Mammalia)
В первой подсерии млекопитающих 13 марок, годы выпусков 1957, 1959—1961.

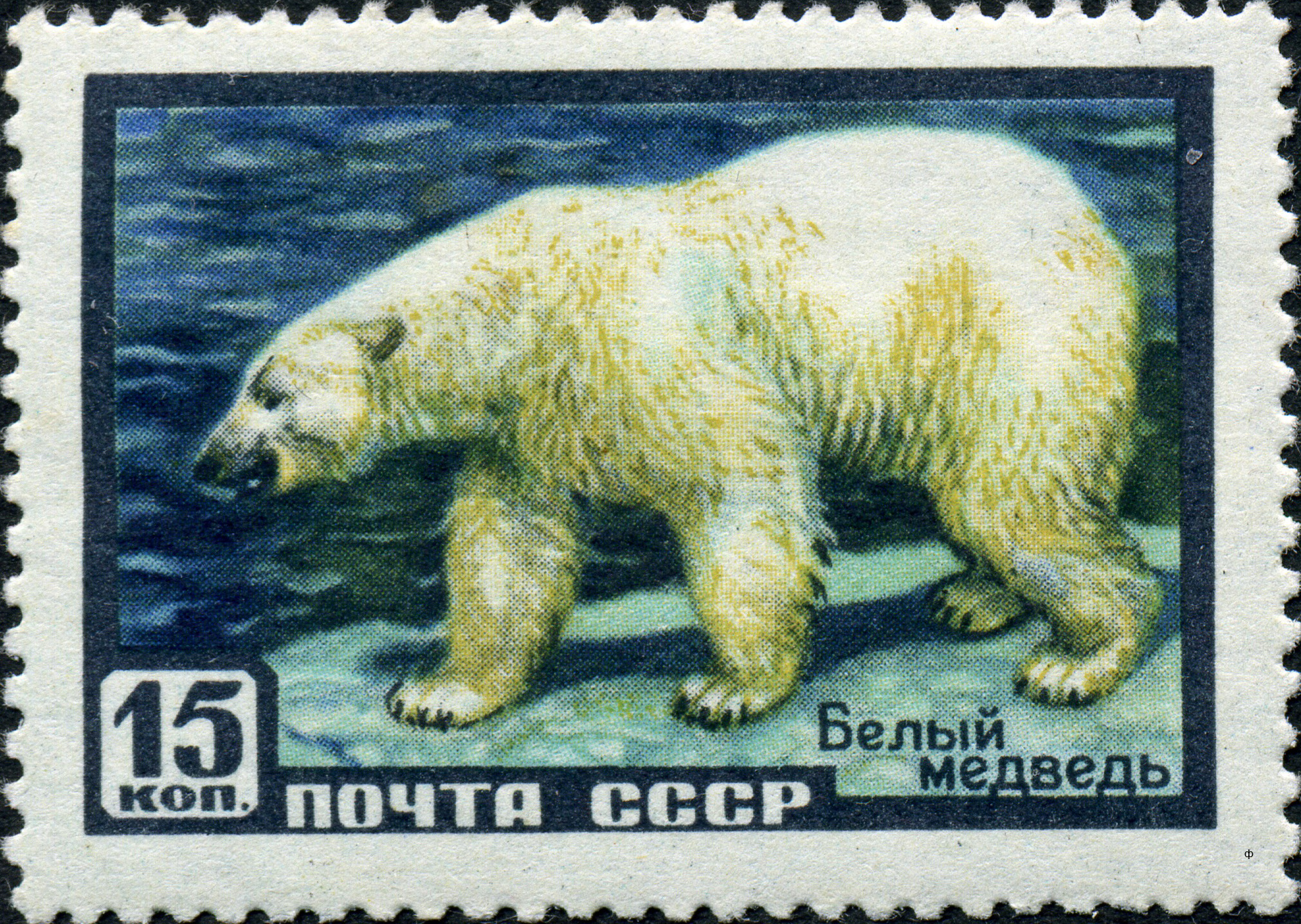
№ 1988 Белый медведь
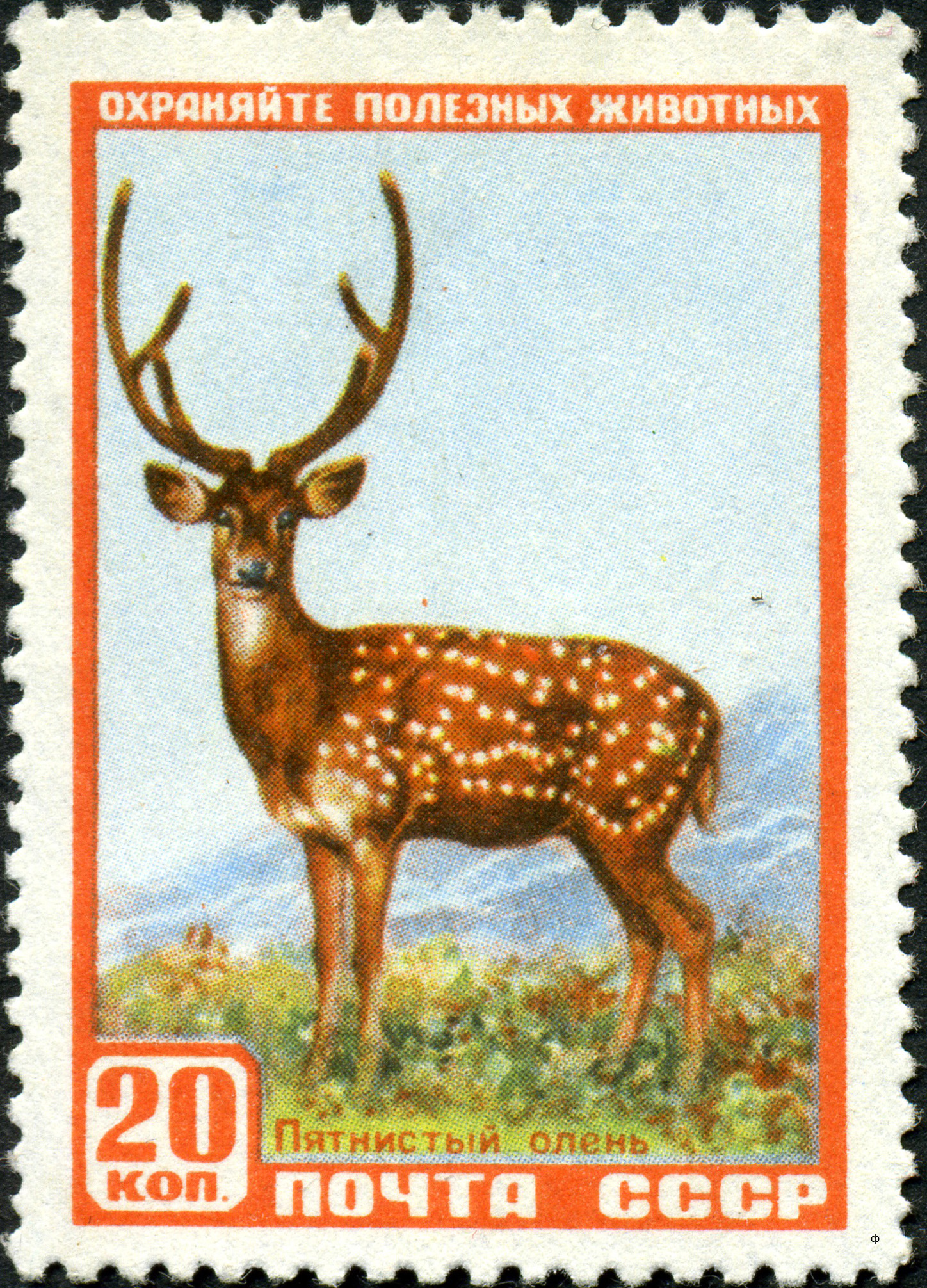
№ 1989 Пятнистый олень
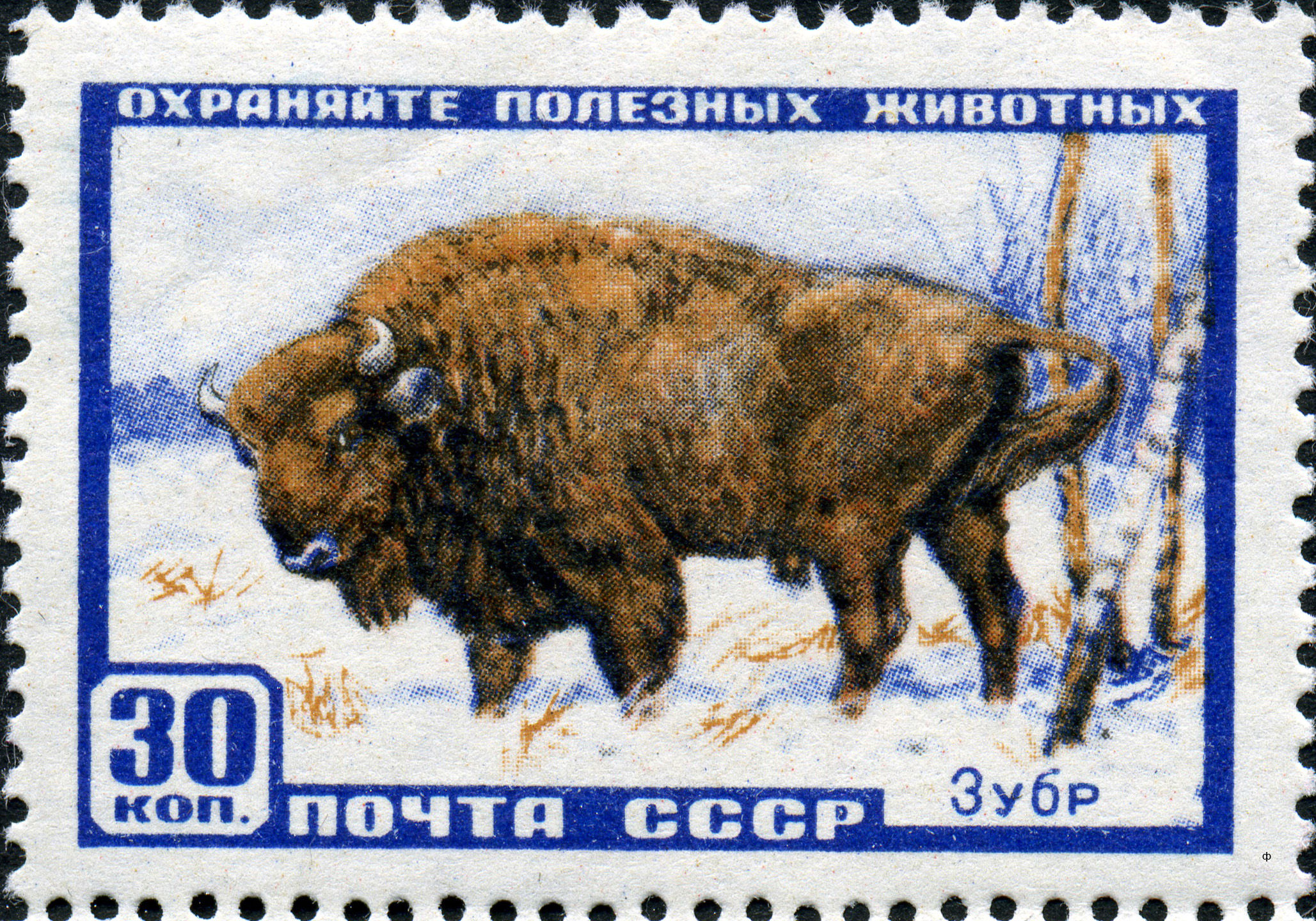
№ 1990 Зубр
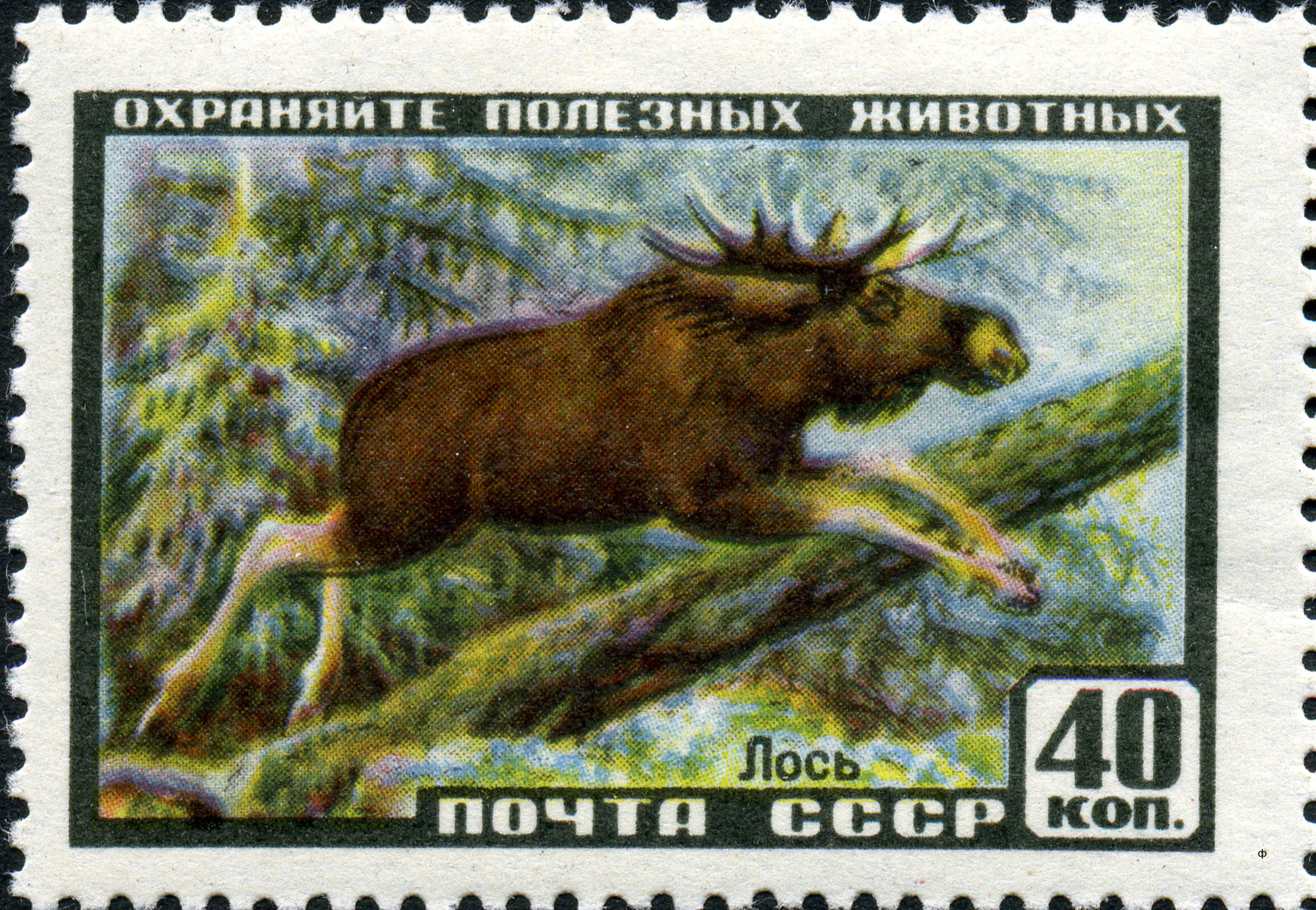
№ 1992 Европейский лось
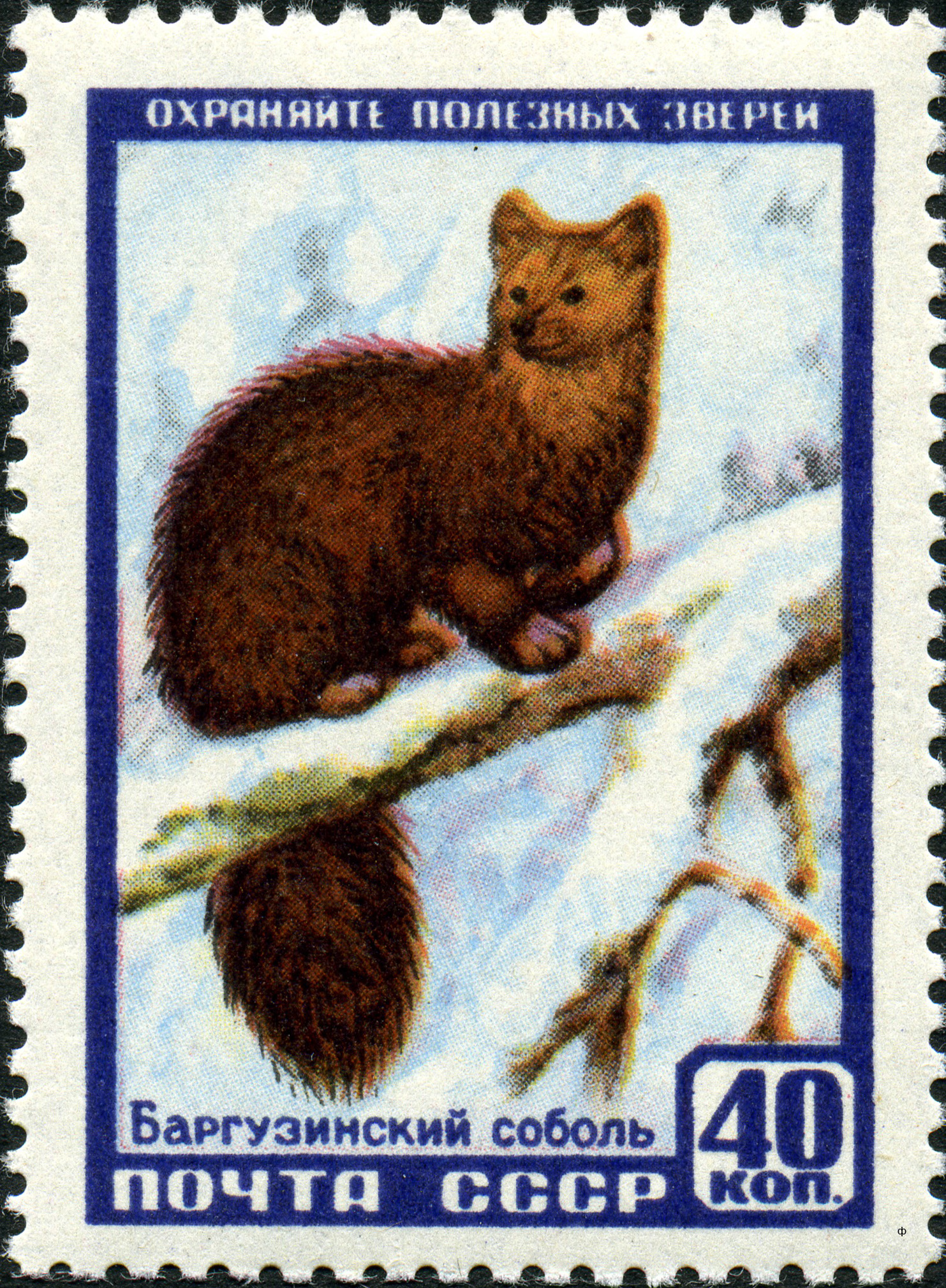
№ 1993 Соболь
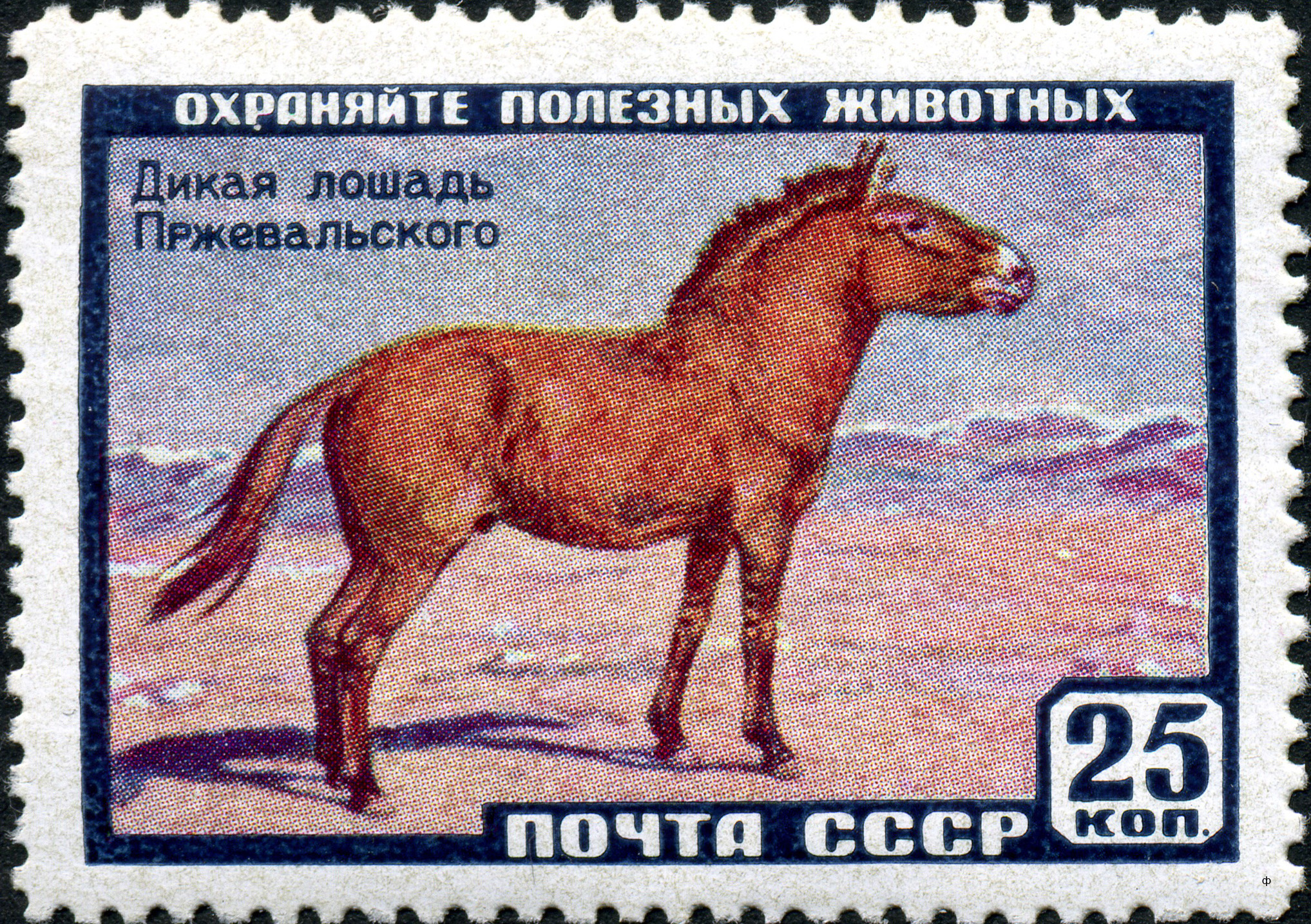
№ 2325 Лошадь Пржевальского
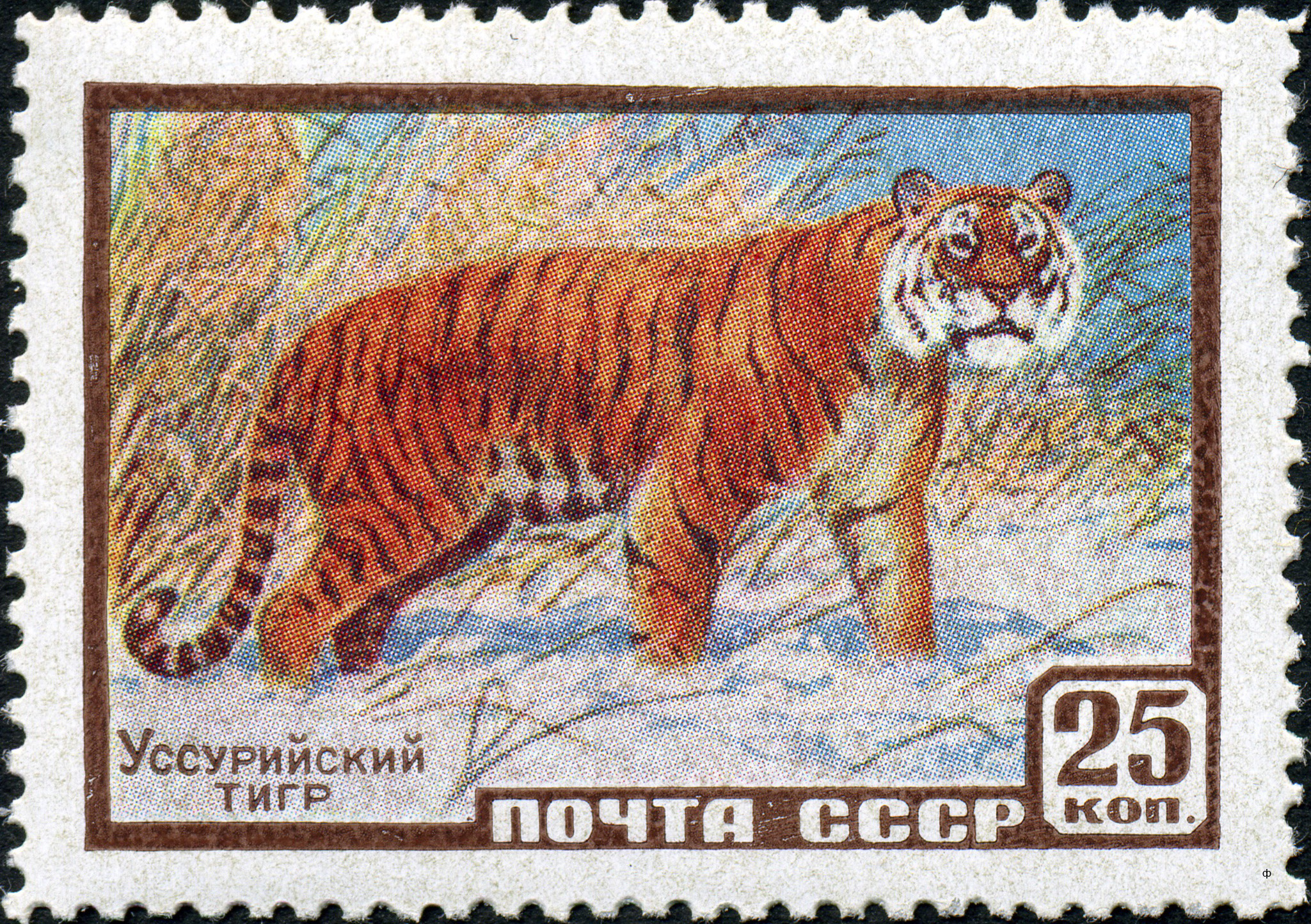
№ 2326 Амурский тигр
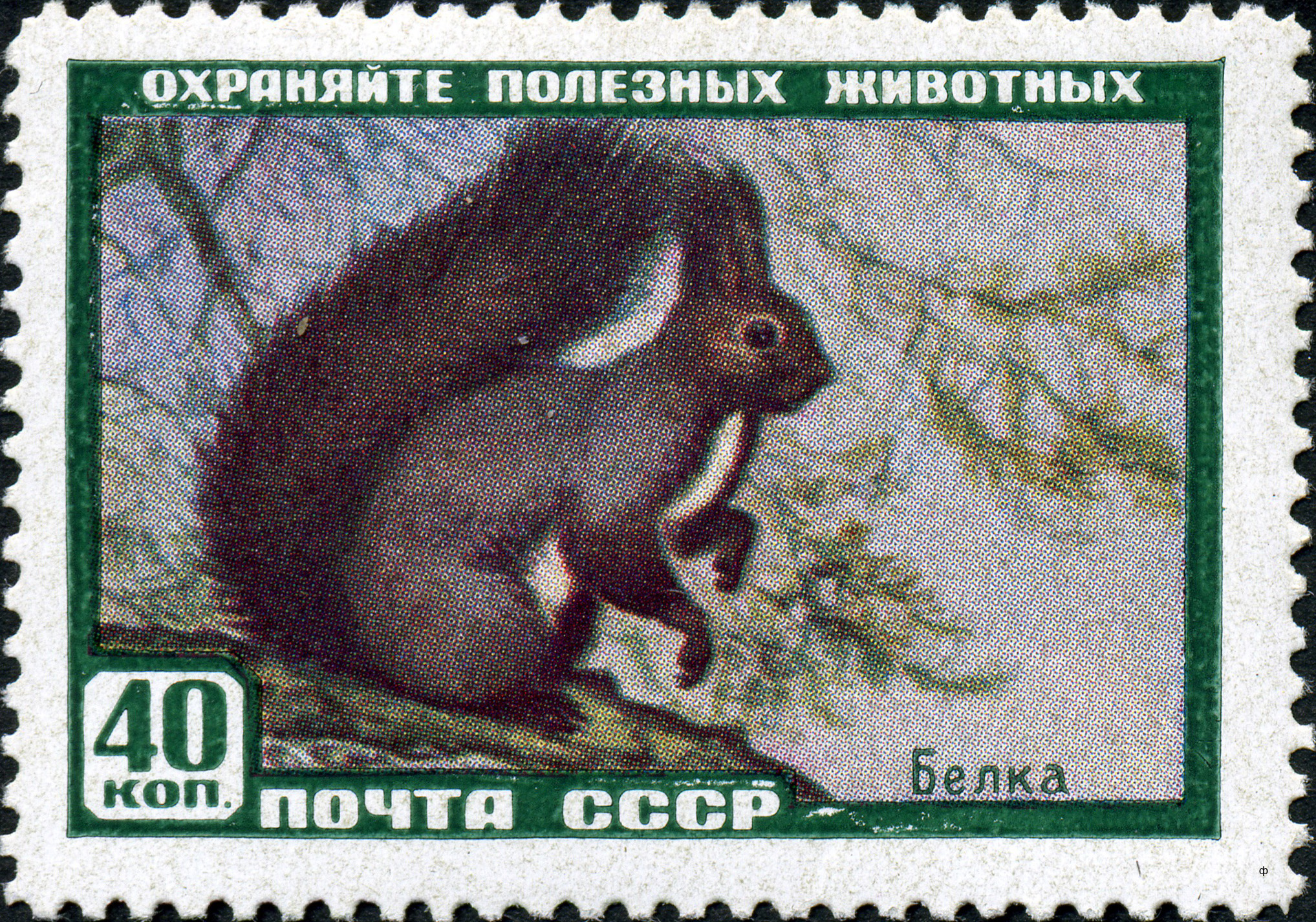
№ 2327 Обыкновенная белка
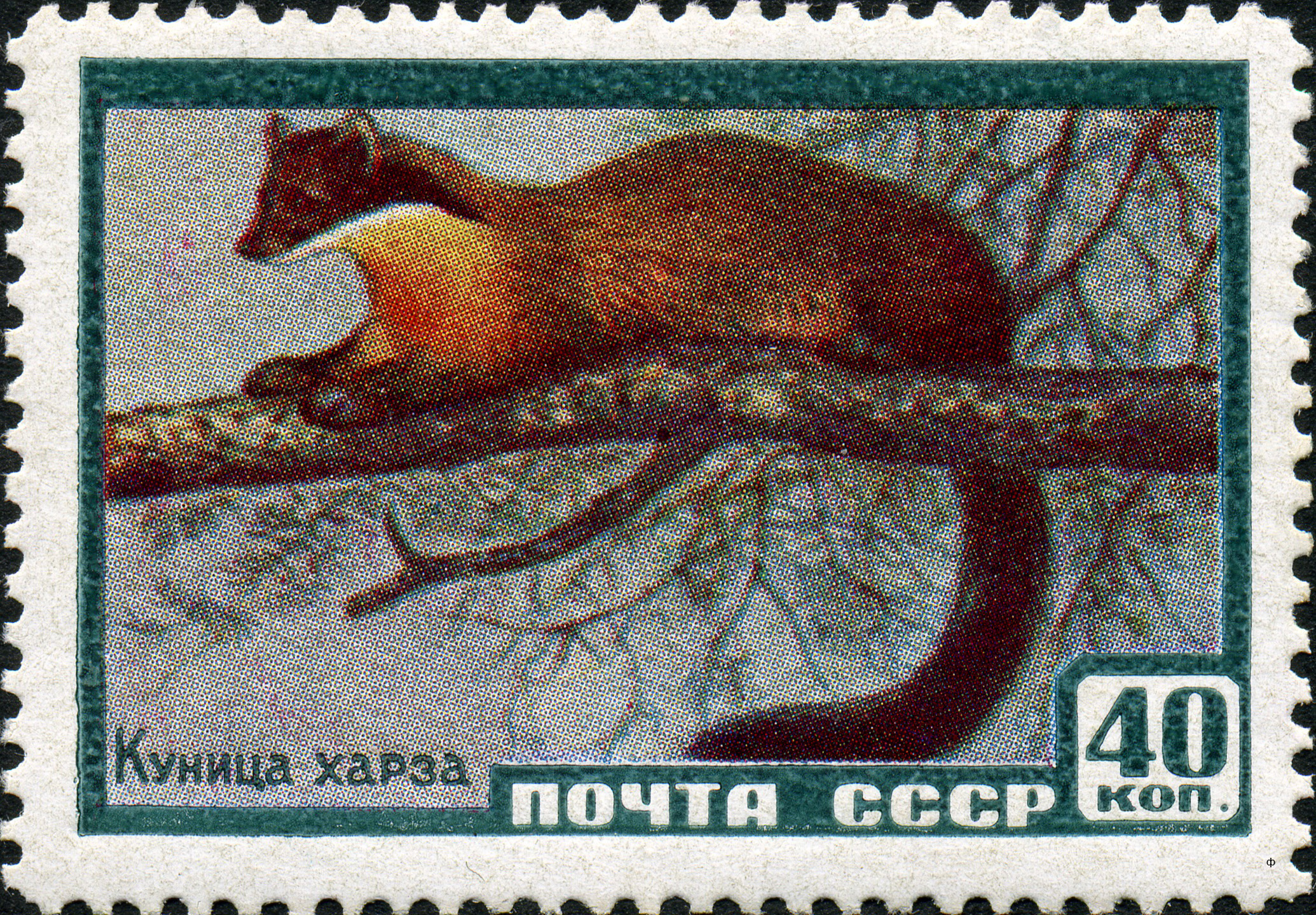
№ 2328 Харза
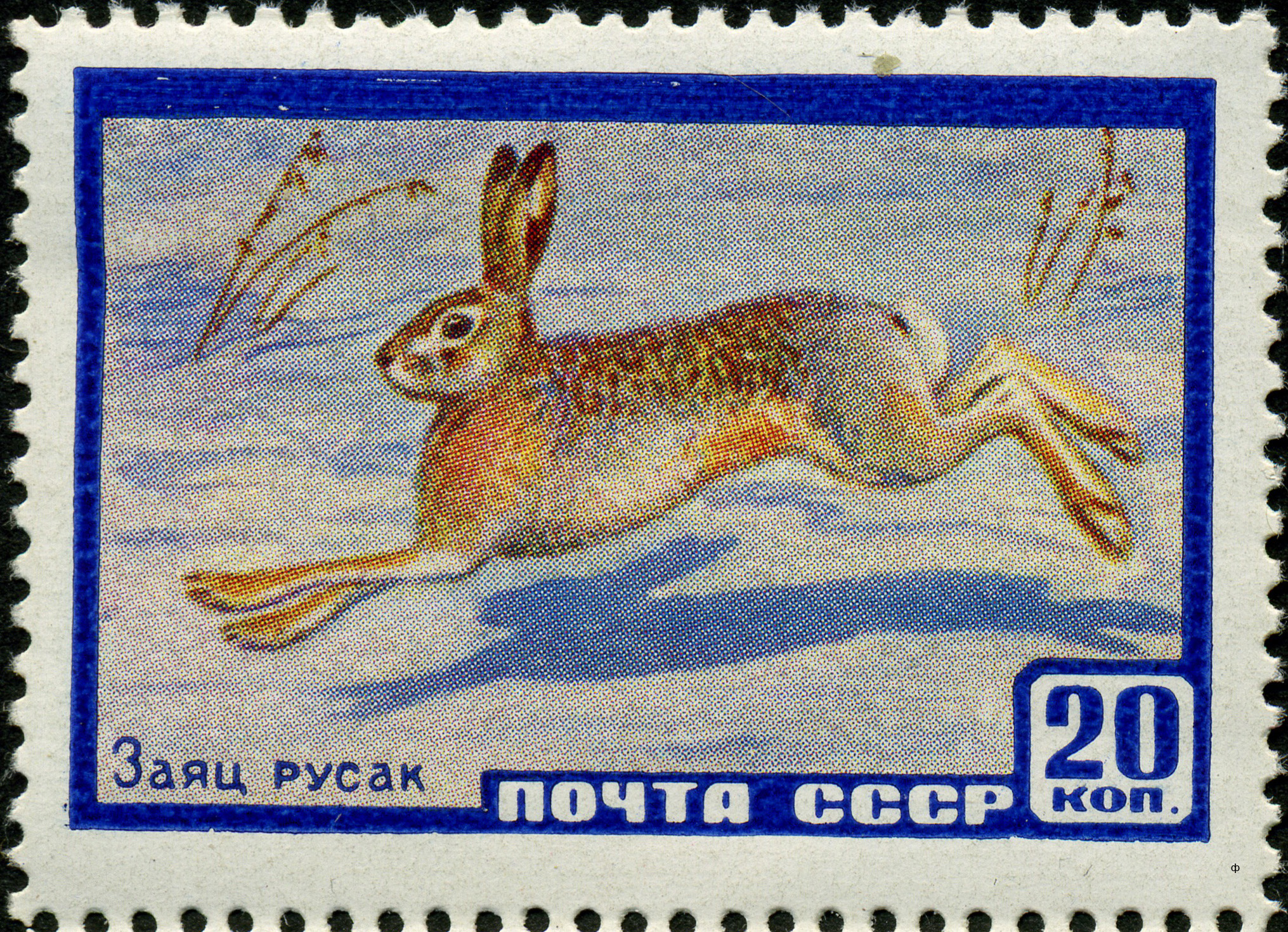
№ 2403 Заяц-русак
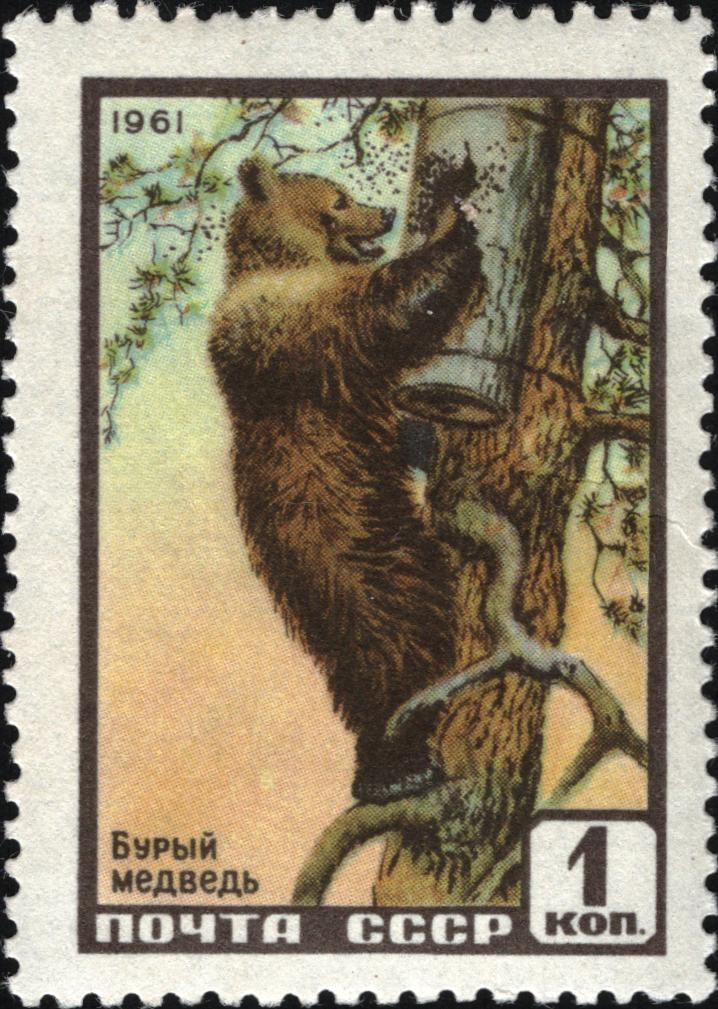
№ 2535 Бурый медведь
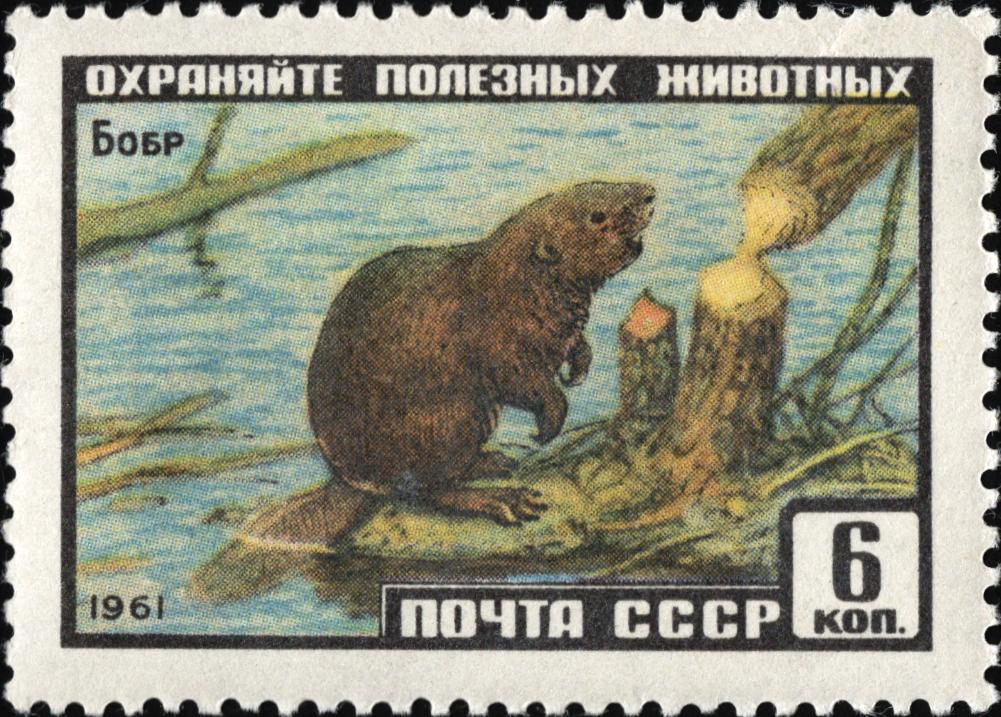
№ 2536 Обыкновенный бобр
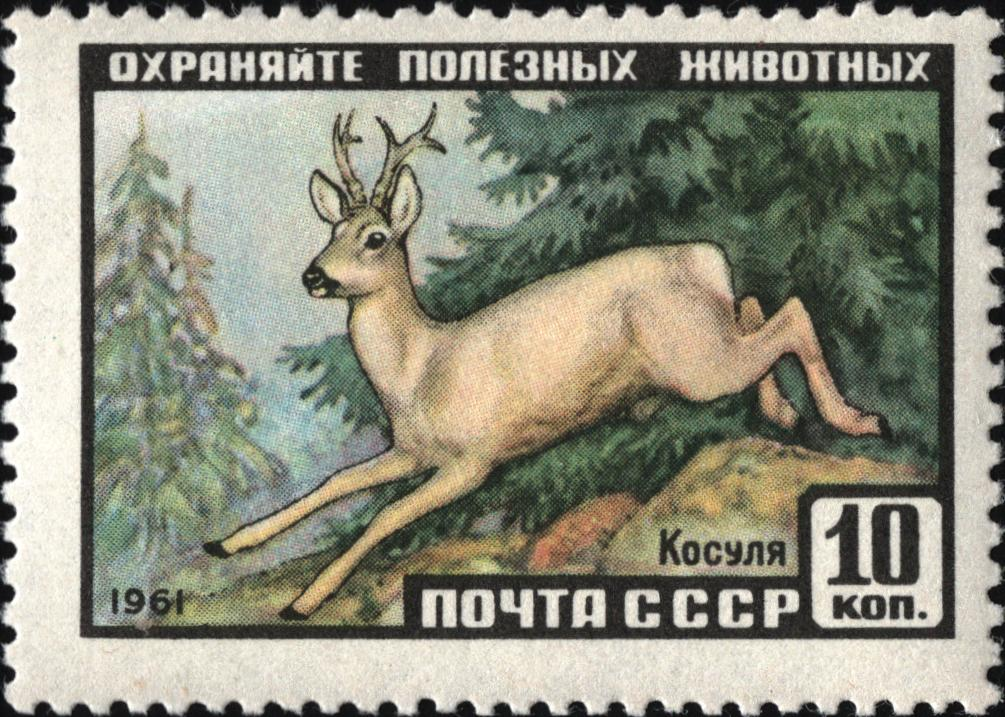
№ 2537 Сибирская косуля

2. Птицы (лат. Aves)
Во второй подсерии птиц 5 марок, годы выпусков 1957, 1959.

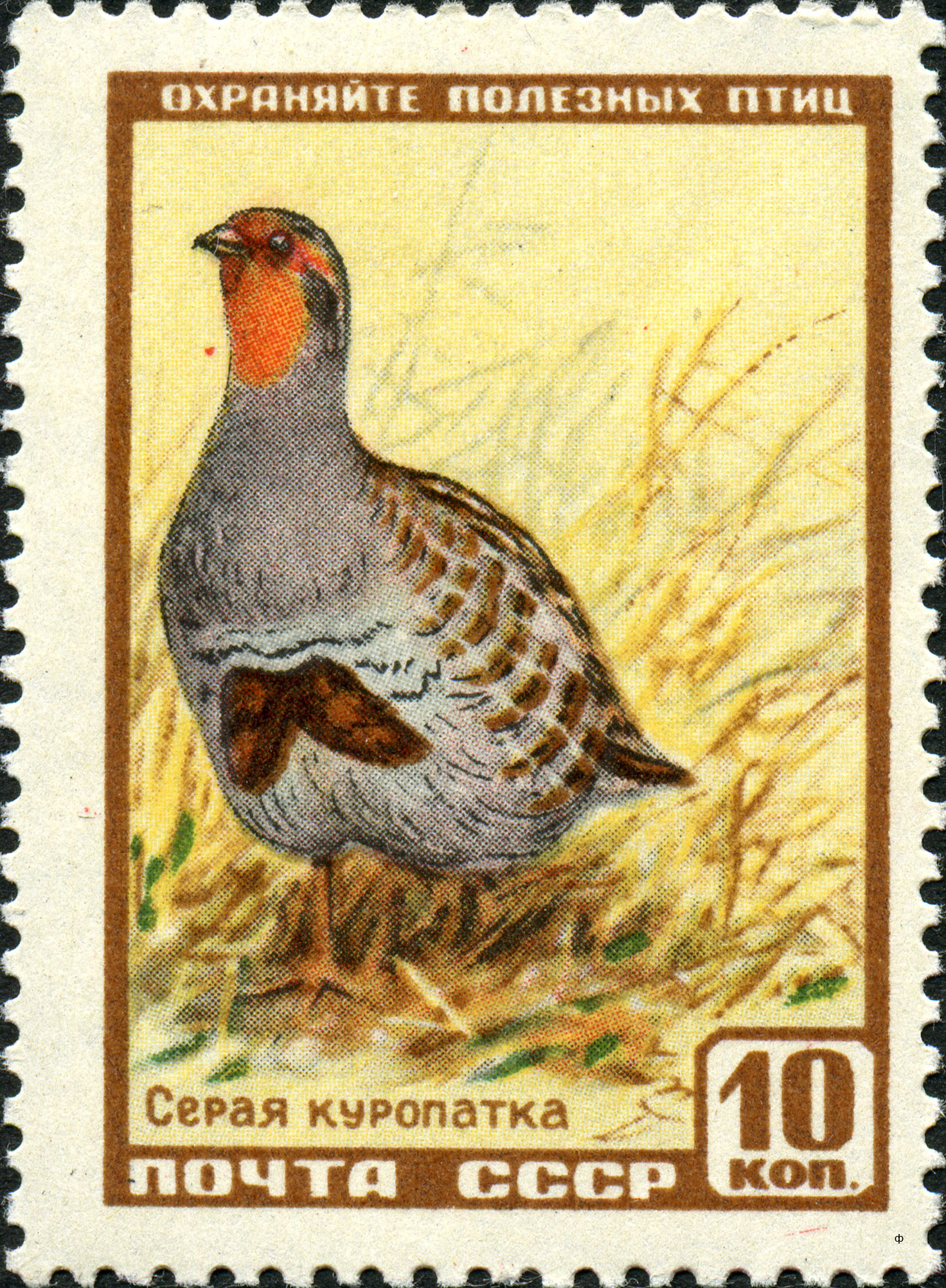
№ 1986 Серая куропатка
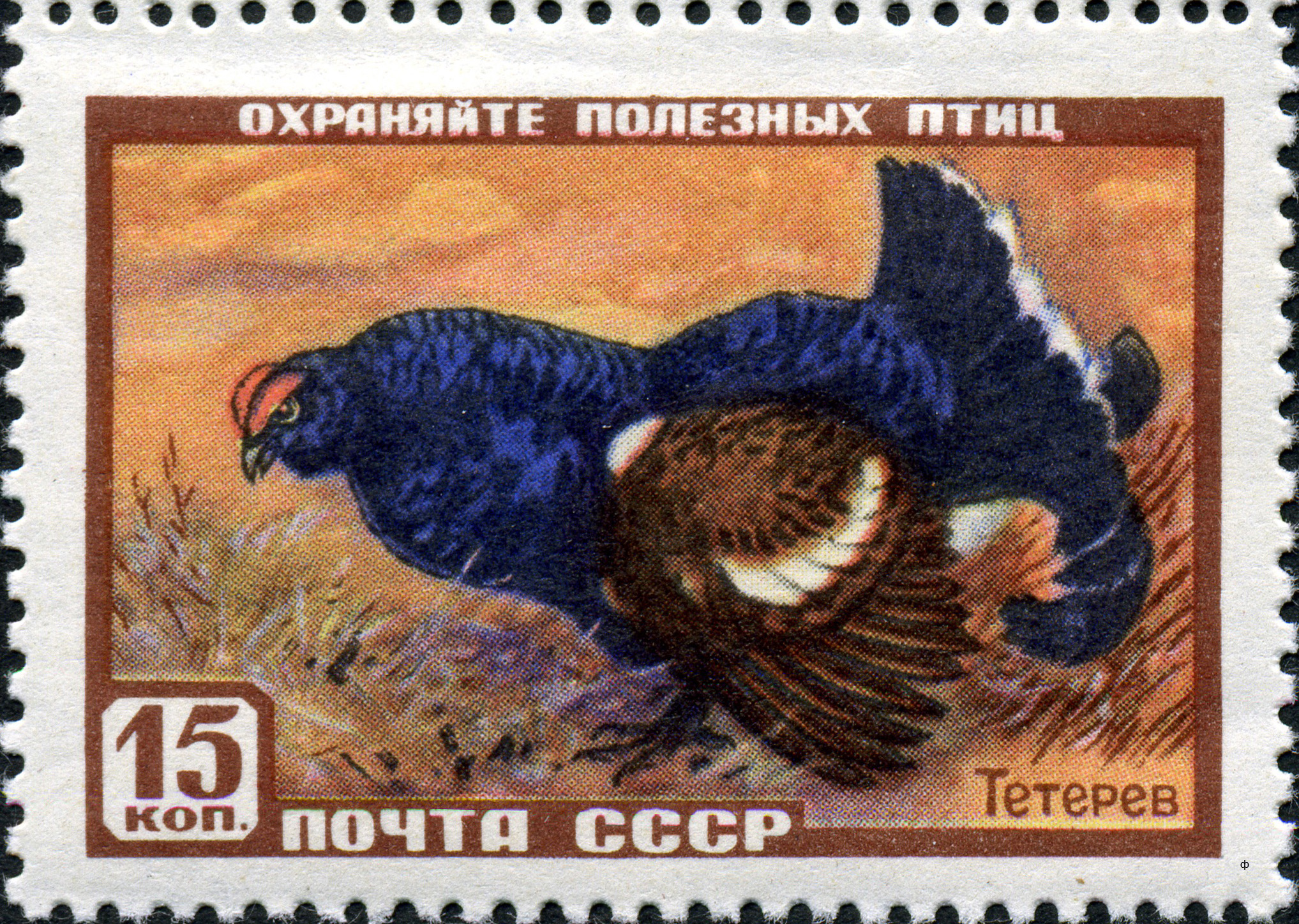
№ 1987 Тетерев
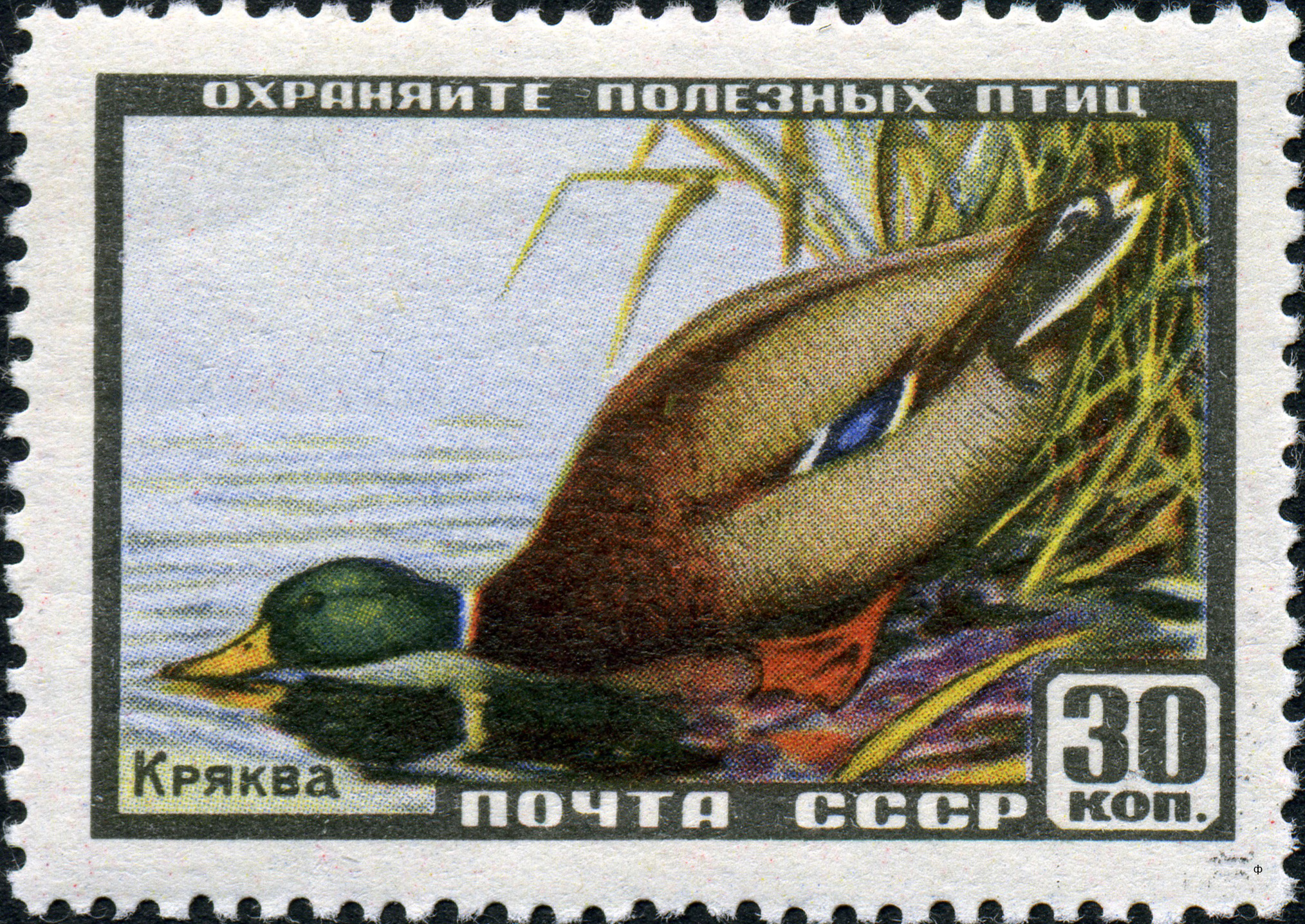
№ 1991 Кряква
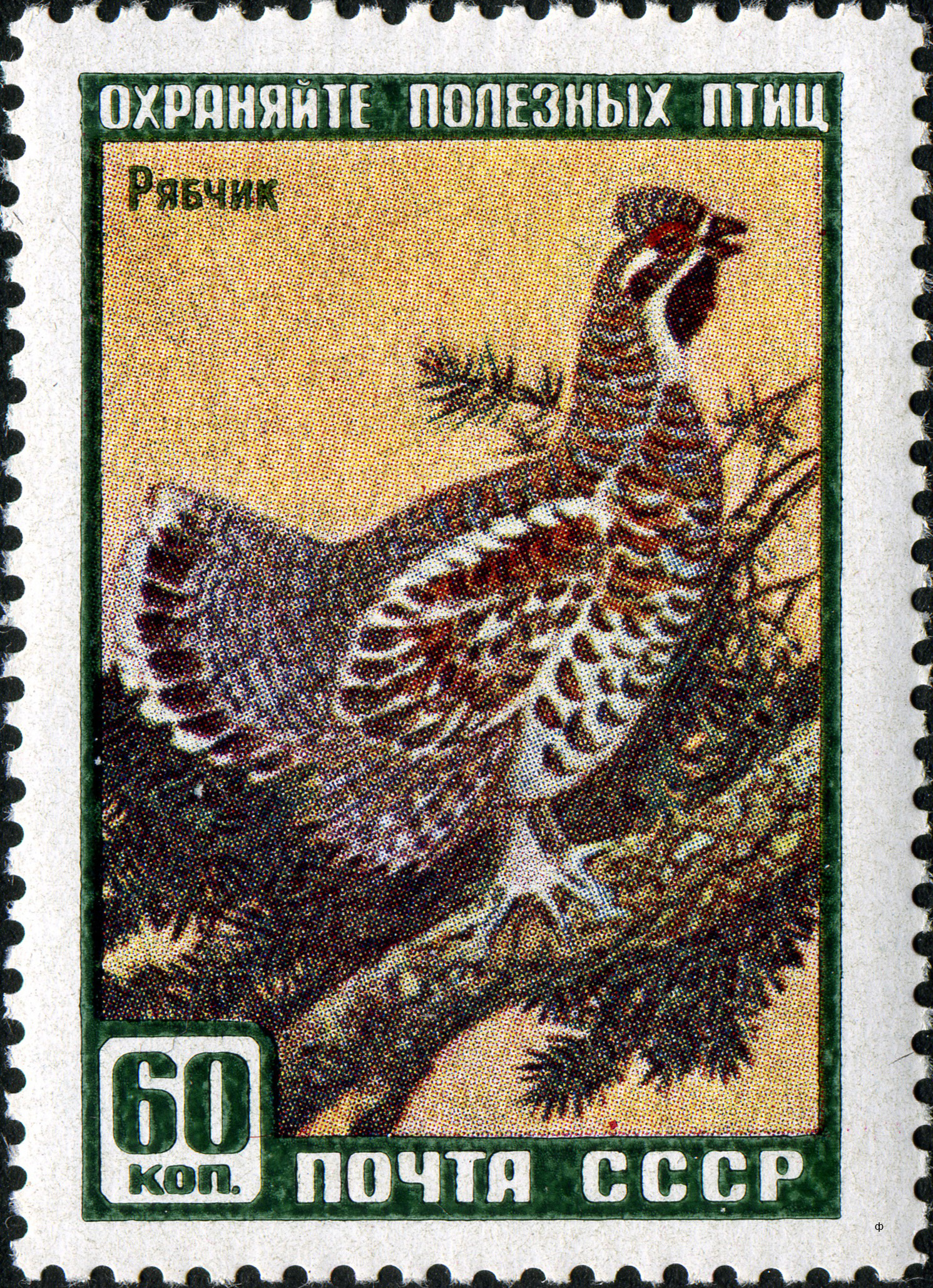
№ 2329 Рябчик
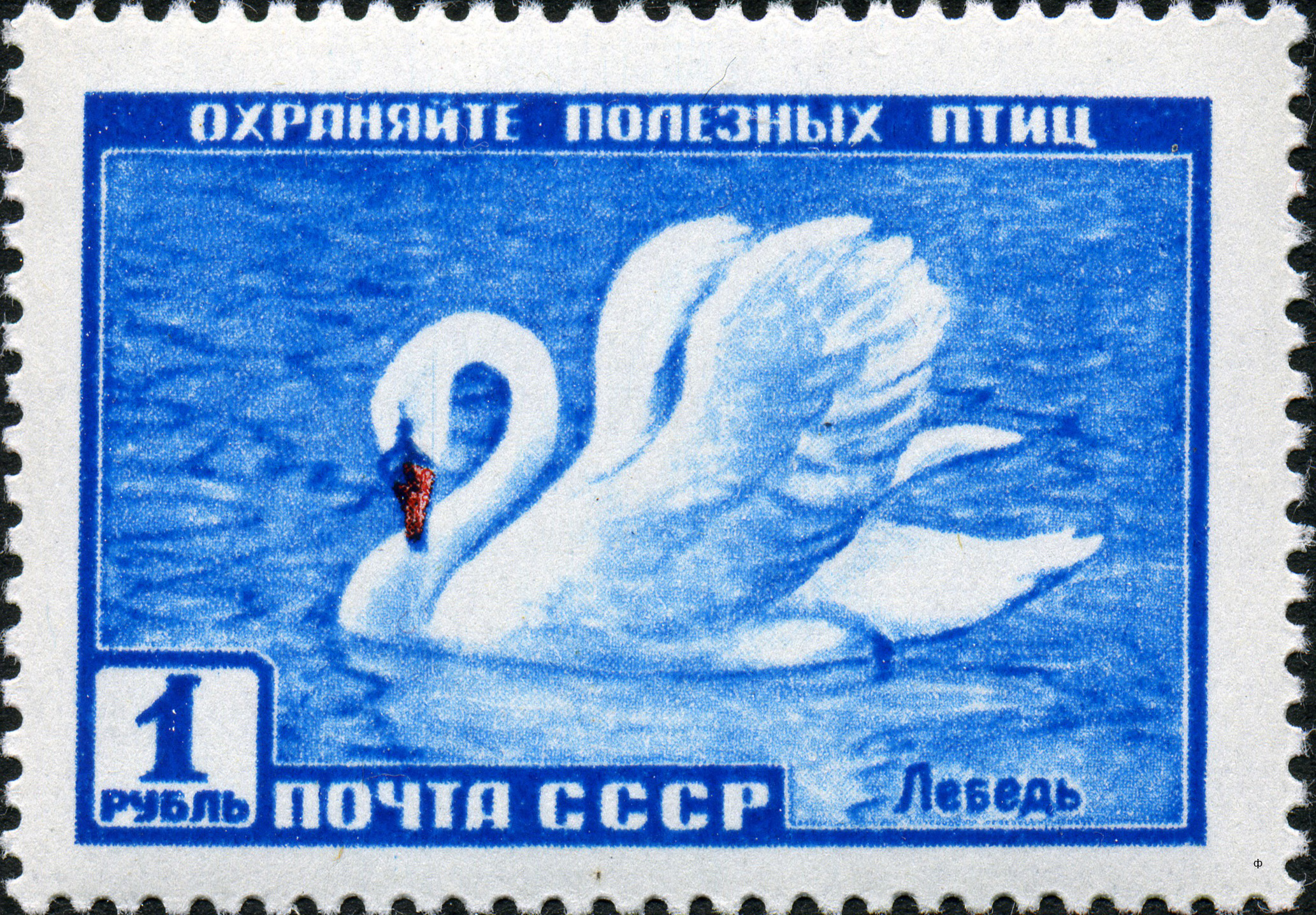
№ 2330 Лебедь-шипун

### Технические характеристики марок
Общие технические характеристики следующие.
- Художник у всех марок один: русский и советский живописец, скульптор, анималист, народный художник РСФСР А. Н. Комаров[19][50].
- Зубцовка практически тоже одинаковая, двух типов[19]:

1) гребенчатая на короткой стороне 12, на длинной 12½ (чуть-чуть более густо);
2) линейная 12½.
- Размер короткой стороны марки 30 мм, длинной — 42 мм. Вертикальная марка 30×42 мм, горизонтальная 42×30 мм[19].
- Размер короткой стороны рисунка 25 мм, длинной — 37 мм[19].
- Марочные листы[23][27]:

1) 72 (12×6), вертикальные марки, 1957 год;
2) 72 (6×12), горизонтальные марки, 1957 год;
3) 25 (5×5), вертикальные и горизонтальные марки, 1959, 1960, 1961 годы, кроме марки с лебедем (ЦФА 2330);
4) 50 (5×10), горизонтальная марка с лебедем (ЦФА 2330), 1959 год.
- Тиражи от 2,0 млн до 2,8 млн[19][23][27].

| №  | Изображение марки | Цвет рамки и центра рисунка                                                                                  | Художник. Печать. Зубцовка                                                             | Размер марки и рисунка. Марочный лист. Тираж                                     |
| 1  |                   | Жёлто-коричневая и многоцветная (англ. yellow brown. Center in natural colors, фр. brun et polychrome)       | Художник А. Н. Комаров. Офсетная печать. Гребенчатая зубцовка 12:12½.                  | Размер марки 30×42 мм и рисунка 25×37 мм. Марочный лист 72 (12×6). Тираж 2,0 млн |
| 2  |                   | Коричневая и многоцветная (англ. brown. Center in natural colors, фр. brun et polychrome)                    | Художник А. Н. Комаров. Офсетная печать. Гребенчатая зубцовка 12½:12                   | Размер марки 42×30 мм и рисунка 37×25 мм. Марочный лист 72 (6×12). Тираж 2,0 млн |
| 3  |                   | Тёмно-синяя и многоцветная (англ. state blue. Center in natural colors, фр. noir et polychrome)              | Художник А. Н. Комаров. Офсетная печать. Гребенчатая зубцовка 12½:12                   | Размер марки 42×30 мм и рисунка 37×25 мм. Марочный лист 72 (6×12). Тираж 2,0 млн |
| 4  |                   | Красно-оранжевая и многоцветная (англ. red orange. Center in natural colors, фр. orange et polychrome)       | Художник А. Н. Комаров. Офсетная печать. Гребенчатая зубцовка 12:12½                   | Размер марки 30×42 мм и рисунка 25×37 мм. Марочный лист 72 (12×6). Тираж 2,0 млн |
| 5  |                   | Синяя, коричневая и жёлто-коричневая                                                                         | Художник А. Н. Комаров. Офсетная печать. Гребенчатая зубцовка 12½:12                   | Размер марки 42×30 мм и рисунка 37×25 мм. Марочный лист 72 (6×12). Тираж 2,0 млн |
| 6  |                   | Тёмно-зелёная и многоцветная (англ. dark olive green. Center in natural colors, фр. vert-noir et polychrome) | Художник А. Н. Комаров. Офсетная печать. Гребенчатая зубцовка 12½:12                   | Размер марки 42×30 мм и рисунка 37×25 мм. Марочный лист 72 (6×12). Тираж 2,0 млн |
| 7  |                   | Тёмно-зелёная и многоцветная (англ. dark olive green. Center in natural colors, фр. vert-noir et polychrome) | Художник А. Н. Комаров. Офсетная печать. Гребенчатая зубцовка 12½:12                   | Размер марки 42×30 мм и рисунка 37×25 мм. Марочный лист 72 (6×12). Тираж 2,0 млн |
| 8  |                   | Сине-фиолетовая и многоцветная (англ. violet blue. Center in natural colors, фр. bleu-violet et polychrome)  | Художник А. Н. Комаров. Офсетная печать. Гребенчатая зубцовка 12:12½                   | Размер марки 30×42 мм и рисунка 25×37 мм. Марочный лист 72 (12×6). Тираж 2,0 млн |
| 9  |                   | Чёрно-синяя и многоцветная (англ. blue black. Center in natural colors, фр. noir et polychrome)              | Художник А. Н. Комаров. Автотипия на мелованной бумаге. Линейная зубцовка 12½          | Размер марки 42×30 мм и рисунка 37×25 мм. Марочный лист 25 (5×5). Тираж 2,5 млн  |
| 10 |                   | Коричневая и многоцветная (англ. brown. Center in natural colors, фр. brun et polychrome)                    | Художник А. Н. Комаров. Автотипия на мелованной бумаге. Линейная зубцовка 12½          | Размер марки 42×30 мм и рисунка 37×25 мм. Марочный лист 25 (5×5). Тираж 2,5 млн  |
| 11 |                   | Тёмно-зелёная и многоцветная (англ. deep green. Center in natural colors, фр. vert et polychrome)            | Художник А. Н. Комаров. Автотипия на мелованной бумаге. Линейная зубцовка 12½          | Размер марки 42×30 мм и рисунка 37×25 мм. Марочный лист 25 (5×5). Тираж 2,5 млн  |
| 12 |                   | Тёмно-зелёная и многоцветная (англ. dark green. Center in natural colors, фр. vert foncé et polychrome)      | Художник А. Н. Комаров. Автотипия на мелованной бумаге. Линейная зубцовка 12½          | Размер марки 42×30 мм и рисунка 37×25 мм. Марочный лист 25 (5×5). Тираж 2,5 млн  |
| 13 |                   | Тёмно-зелёная и многоцветная (англ. dark green. Center in natural colors, фр. vert foncé et polychrome)      | Художник А. Н. Комаров. Автотипия на мелованной бумаге. Линейная зубцовка 12½          | Размер марки 30×42 мм и рисунка 25×37 мм. Марочный лист 25 (5×5). Тираж 2,0 млн  |
| 14 |                   | Голубая, синяя, красная (фр. bleu, bleu clair et rouge)                                                      | Художник А. Н. Комаров. Печать глубокая на простой бумаге. Гребенчатая зубцовка 12½:12 | Размер марки 42×30 мм и рисунка 37×25 мм. Марочный лист 50 (5×10). Тираж 2,0 млн |
| 15 |                   | Фиолетово-синяя и многоцветная (англ. violet blue. Center in natural colors, фр. bleu et polychrome)         | Художник А. Н. Комаров. Автотипия на мелованной бумаге. Линейная зубцовка 12½          | Размер марки 42×30 мм и рисунка 37×25 мм. Марочный лист 25 (5×5). Тираж 2,5 млн  |
| 16 |                   | Тёмно-коричневая и многоцветная (англ. sepia. Centre in natural colour)                                      | Художник А. Н. Комаров. Офсетная печать. Гребенчатая зубцовка 12:12½                   | Размер марки 30×42 мм и рисунка 25×37 мм. Марочный лист 25 (5×5). Тираж 2,8 млн  |
| 17 |                   | Чёрная и многоцветная (англ. black. Centre in natural colour)                                                | Художник А. Н. Комаров. Офсетная печать. Гребенчатая зубцовка 12½:12                   | Размер марки 42×30 мм и рисунка 37×25 мм. Марочный лист 25 (5×5). Тираж 2,1 млн  |
| 18 |                   | Чёрная и многоцветная (англ. black. Centre in natural colour)                                                | Художник А. Н. Комаров. Офсетная печать. Гребенчатая зубцовка 12½:12                   | Размер марки 42×30 мм и рисунка 37×25 мм. Марочный лист 25 (5×5). Тираж 2,1 млн  |

### Нумерация марок
Многие каталоги почтовых марок имеют свои собственные оригинальные и даже запатентованные системы нумераций (например, система нумерации каталога «Скотт» защищена авторским правом). В этот раздел включена таблица, в которой каталожные номера марок серии «Фауна СССР» взяты из восьми разных систем нумерации.
Таблица состоит из пяти основных столбцов, которые озаглавлены следующим образом.
- №. Номер марки серии «Фауна СССР» по порядку. Порядок марок стандартный, соответствующий нумерации ЦФА (ИТЦ «Марка»)[19].
- Изображение марки. Копия марки[19].
- Дата. Даты взяты из немецкого каталога «Михель», что отмечено в номере нижним индексом «Mi»[27]. Иногда в русском каталоге Загорского приводится другая дата, в этом случае эта дата показана в таблице с нижним индексом «SC»[21].
- Номинал. Номинал марки[19].
- ЦФА. Номера марок в стандартной системе нумерации ЦФА, которая поддерживается большинством русских каталогов. Иллюстрации всех марок присутствуют в этих каталогах[19][20][22][25].
- Каталоги марок. Сборный столбец, состоящий из семи подстолбцов, в которые включены разные системы нумерации семи каталогов. Обозначения семи каталогов следующие.

1) SC. Русский каталог Загорского. Иллюстрации всех марок присутствуют в каталоге.
2) −Ляпин. Русский каталог Ляпина. Это единственный каталог в этой статье, в котором не формируются серии, в том числе и не определена серия «Фауна СССР». Поэтому у названия столбца поставлен верхний правый индекс минус «−», и все его ячейки с номерами залиты серым цветом. Иллюстрации всех марок присутствуют в каталоге.
3) Кар. Русский каталог Карачуна и Карлинского. Полужирным выделены номера двух марок, которыми проиллюстрирован каталог.
4) Scott. Американский каталог «Скотт». Марки серии «Фауна СССР» здесь разбиты на два типа рисунков: горизонтальный (A1023) и вертикальный (A1024). В таблице у двух марок, которыми проиллюстрирован каталог «Скотт» как образцами типов рисунков, эти два типа выделены полужирным шрифтом.
5) Michel. Немецкий каталог «Михель». После номеров марок показаны их буквенные коды. Иллюстрации всех марок присутствуют в каталоге.
6) SG. Английский каталог «Стэнли Гиббонс». Все марки серии «Фауна СССР» здесь имеют одинаковый тип рисунка (Type 653). В таблице он указан у номера марки, которой проиллюстрирован каталог с указанием типа рисунка.
7) Yvert. Французский каталог Ивер и Телье. Полужирным выделены номера тех семи марок, которыми проиллюстрирован каталог.
| №  | Изображение марки | Дата                 | Номинал | ЦФА  | Номера в каталогах | Номера в каталогах | Номера в каталогах | Номера в каталогах | Номера в каталогах | Номера в каталогах | Номера в каталогах |
| №  | Изображение марки | Дата                 | Номинал | ЦФА  | SC                 | −Ляпин             | Кар.               | Scott              | Michel             | SG                 | Yvert              |
| 1  |                   | 1957-12-6Mi          | 10к     | 1986 | 1906               | 1941               | 1677               | 1916 A1024         | 2027 bgc           | 2057a              | 1903C              |
| 2  |                   | 1957-3-28Mi (3-26SC) | 15к     | 1987 | 1907               | 1942               | 1678               | 1917 A1023         | 1924 bcg           | 2058               | 1904               |
| 3  |                   | 1957-12-6Mi          | 15к     | 1988 | 1908               | 1943               | 1679               | 1918 A1023         | 2028 bgd           | 2058a              | 1904A              |
| 4  |                   | 1957-3-28Mi (3-26SC) | 20к     | 1989 | 1909               | 1944               | 1680               | 1919 A1024         | 1925 bch           | 2059 Type 653      | 1905               |
| 5  |                   | 1957-3-28Mi (3-26SC) | 30к     | 1990 | 1910               | 1945               | 1684               | 1920 A1023         | 1927 bck           | 2061               | 1907               |
| 6  |                   | 1957-3-28Mi (3-26SC) | 30к     | 1991 | 1911               | 1946               | 1685               | 1921 A1023         | 1926 bci           | 2060               | 1906               |
| 7  |                   | 1957-3-28Mi (3-26SC) | 40к     | 1992 | 1912               | 1947               | 1686               | 1922 A1023         | 1929 bcm           | 2062               | 1909               |
| 8  |                   | 1957-3-28Mi (3-26SC) | 40к     | 1993 | 1913               | 1948               | 1687               | 1923 A1024         | 1928 bcl           | 2063               | 1908               |
| 9  |                   | 1959-10-20Mi         | 25к     | 2325 | 2240               | 2276               | 1682               | 2214 A1023         | 2276 brh           | 2059c              | 2180               |
| 10 |                   | 1959-10-20Mi         | 25к     | 2326 | 2241               | 2277               | 1683               | 2215 A1023         | 2275 brg           | 2059b              | 2179               |
| 11 |                   | 1959-7-6Mi           | 40к     | 2327 | 2242               | 2278               | 1688               | 2216 A1023         | 2243 boz           | 2063a              | 2182               |
| 12 |                   | 1959-7-6Mi           | 40к     | 2328 | 2243               | 2279               | 1689               | 2217 A1023         | 2242 boy           | 2063b              | 2181               |
| 13 |                   | 1959-12-25Mi         | 60к     | 2329 | 2244               | 2280               | 1690               | 2218 A1024         | 2309 bss           | 2063c              | 2183               |
| 14 |                   | 1959-12-25Mi         | 1р      | 2330 | 2245               | 2281               | 1691               | 2219 A1023         | 2310 bst           | 2063d              | 2184               |
| 15 |                   | 1960-3-5Mi           | 20к     | 2403 | 2318               | 2354               | 1681               | 2213 A1023         | 2323 btg           | 2059a              | 2178               |
| 16 |                   | 1961-1-28Mi          | 1к      | 2535 | 2445               | 2480               | 1692               | 2429 A1024         | 2448 byc           | 2534               | 2381               |
| 17 |                   | 1961-1-10Mi          | 6к      | 2536 | 2446               | 2481               | 1693               | 2430 A1023         | 2449 byd           | 2535               | 2382               |
| 18 |                   | 1961-1-7Mi           | 10к     | 2537 | 2447               | 2482               | 1694               | 2431 A1023         | 2450 bye           | 2536               | 2383               |

## Разное

### Медведь в лесах Башкирии

Комаров, Алексей Никанорович. «Медведь в лесах Башкирии». 1947 год

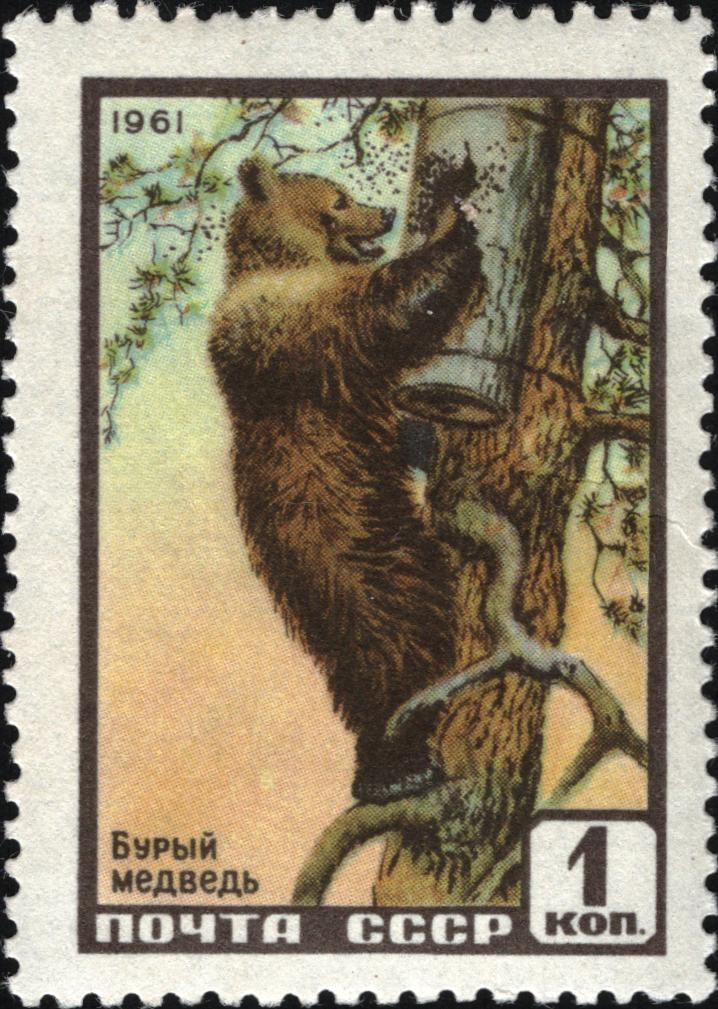
Почтовая марка СССР ЦФА № 2535. Выпуск 28 января 1961 года

Изображение на почтовой марке из серии «Фауна СССР» с бурым медведем имеет свою историю. В 1947 году русский и советский художник-анималист Алексей Никанорович Комаров написал картину «Медведь в лесах Башкирии». Картина экспонируется в Дарвиновском музее под номером КП ОФ-7667/1425. Размеры карины 140×112 см, материал и техника:
холст, масло. Краткое описание картины (см. иллюстрацию справа):

Полотно вертикального формата, основная колористическая гамма тёплая. На первом плане картины слева изображён бурый медведь, залезший высоко на дерево за мёдом. Улей представляет собой деревянную колоду, привязанную к дереву. Медведь запустил левую переднюю лапу в улей, не обращая внимания на рой пчёл, окружающих его. Пасть медведя приоткрыта, видны желтоватые зубы. Ствол дерева, на котором находится улей, — серовато-коричневатый, а его хвоя —- тёмно-зелёная. В правой части картины внизу изображены два дерева с сухими верхушками. На заднем плане виднеется обобщенно написанный голубовато-зелёный лес. Медведь изображён на фоне рассветного (или закатного) ясного желтовато-розового неба. Освещение нейтральное. Краски наложены плотно, пастозно, фактура мазка хорошо видна.
— Сайт «Коллекции Государственного Дарвиновского Музея»
Для выпуска 1961 года серии потовых марок «Фауна СССР» А. Н. Комаров перерисовал свою карину 1947 года в зеркальном изображении, сохранив основной сюжет (см. иллюстрацию справа).
В 1969 году издательство Советский художник выпустило почтовую открытку 145×100 см с репродукцией картины А. Н. Комарова 1947 года.
В 2013 году художник Золотникова Ольга (Россия, Псков), работающая в нестандартном и незаслуженно забытом направлении росписи по берёсте, выполнила копию картины А. Н. Комарова 1947 года на берёсте размером 50×30 см.

### Марочные листы
Для марок серии «Фауна СССР» сохранились полные марочные листы. В таблице показаны некоторые марочные листы, как чистые, негашёные, так и гашёные. Поскольку марочный лист на конверт полностью наклеить нельзя из-за его величины, гашёные марочные листы однозначно дают пример фиктивного гашения.
|  |  |

|  |  |

### Разновидности
Описания разновидностей концентрируются на специализированном сайте.
Марки серии «Фауна СССР» имеют множество разновидностей. Некоторые из них описаны в каталогах, изданных на твёрдом носителе — на бумаге. Ниже приведена эта информация. Постоянно регистрируются новые, неизвестные ранее, разновидности. Некоторые разновидности, не описанные пока в бумажных каталогах, показаны ниже в таблице.
1. Разновидности по цвету
- ЦФА 1986. Куропатка. Без зелёной краски[21][22][23][25][27].

2. Разновидности по бумаге
- ЦФА 1987. Тетерев. На сероватой бумаге[23][25].
- ЦФА 1989. Олень. На сероватой бумаге[19][22][23][25].
- ЦФА 1990. Зубр. На сероватой бумаге[23][25].
- ЦФА 1993. Соболь. На желтоватой бумаге[22][23][25].

3. Разновидности по клише
- ЦФА 1986. Куропатка. Оранжевая точка слева от птицы[22][23].
- ЦФА 1986. Куропатка. Разбита «Т» в «ПОЧТА»[22][23].
- ЦФА 1988. Белый медведь. Штрих над номиналом (12-я марка)[22][23].
- ЦФА 1990. Зубр. «З» с зазубриной в «Зубр»[22][25].
- ЦФА 2325. Лошадь. Горизонтальный штрих на «Ч» в «ПОЧТА»[23].
- ЦФА 2325. Лошадь. Точка после «коп.» соединена с рамкой[23].
- ЦФА 2326. Тигр. Разбита «п» в «коп.»[23].
- ЦФА 2536. Бобр. Разбита «Я» в «ОХРАНЯЙТЕ» (VIII/8)[22].
- ЦФА 2537. Бурый медведь. Разбита рамка над номиналом (V/9)[22].
- ЦФА 2537. Бурый медведь. Разбита «О» в «ПОЛЕЗНЫХ» (V/17)[22].
- ЦФА 2537. Бурый медведь. Штрих на «П» в «ПОЧТА» (VI/25)[22].

4. Разновидности по зубцовке
Эти разновидности не были отмечены в русских каталогах, изданных при СССР.
- ЦФА 2535. Бурый медведь. Зубцовка линейная 12½[22][25][27].
- ЦФА 2536. Бобр. Зубцовка линейная 12½[22][25][27].
- ЦФА 2537. Косуля. Зубцовка линейная 12½[27]. Это ошибочная запись[23].

5. Разновидности по перфорации
- ЦФА 1986. Куропатка. Двойная перфорация слева[23].
- ЦФА 2325. Лошадь. Пропуск перфорации сверху[21][23].
- ЦФА 2325. Лошадь. Пропуск перфорации снизу[21][23].
- ЦФА 2326. Тигр. Пропуск перфорации сверху[21][23][27].
- ЦФА 2327. Белка. Пропуск перфорации слева[21][23][27].
- ЦФА 2328. Харза. Пропуск перфорации слева[21][23][27].
- ЦФА 2328. Харза. Пропуск перфорации сверху[21].
- ЦФА 2329. Рябчик. Пропуск перфорации сверху[21][23][27].
- ЦФА 2329. Рябчик. Пропуск перфорации снизу[21][23].

Копии разновидностей для следующей таблицы взяты в основном со специализированного сайта по разновидностям русских марок.
| №  | Оригинал                                                          | Разновидность                                                   | Разновидность                                                         | Разновидность                                                   | Разновидность                                       |
| №  | Оригинал                                                          | Изображение                                                     | Описание                                                              | Изображение                                                     | Описание                                            |
| 1  |                                                                   |                                                                 | Пропуск зелёного цвета                                                |                                                                 |                                                     |
| 2  |                                                                   |                                                                 |                                                                       |                                                                 |                                                     |
| 3  |                                                                   |                                                                 | Разбитая внизу «5» в номинале                                         |                                                                 | Разбитая вверху «5» в номинале                      |
| 3  |                                                                   | Чёрное пятно на задней ноге                                     |                                                                       | Синяя точка на номинале                                         |                                                     |
| 4  |                                                                   |                                                                 | Желтоватая бумага                                                     |                                                                 | Двойная печать и несведение цветов. «Объёмные рога» |
| 4  | Марочное место № 64 (см. раздел Марочные листы) «Шишка на голове» |                                                                 | Желтоватая бумага                                                     |                                                                 |                                                     |
| 5  |                                                                   |                                                                 | Разбитая вверху слева «З» в «Зубр»                                    |                                                                 | Разбитая вверху справа «З» в «Зубр»                 |
| 6  |                                                                   |                                                                 |                                                                       |                                                                 |                                                     |
| 7  |                                                                   |                                                                 |                                                                       |                                                                 |                                                     |
| 8  |                                                                   |                                                                 | Желтоватая бумага                                                     |                                                                 | Двойная печать чёрного цвета без смещения           |
| 8  |                                                                   | Сдвиг центра рисунка вверх вправо                               |                                                                       | Двойная печать чёрного цвета со смещением вниз. «Двойные глаза» |                                                     |
| 9  |                                                                   |                                                                 | Точка на номинале соединена с рамкой                                  |                                                                 | Разбит горизонтальный штрих 'Т' в 'ПОЧТА'           |
| 9  |                                                                   | Точка на номинале соединена с рамкой и точка вверху 'о' в 'коп' |                                                                       | Разбит вертикальный штрих 'Т' в 'ПОЧТА'                         |                                                     |
| 9  |                                                                   | Точка вверху 'о' в 'коп'                                        |                                                                       | Разбита 'Ы' в 'ПОЛЕЗНЫХ'                                        |                                                     |
| 10 |                                                                   |                                                                 | Пара марок: у 1-й марки нет перфорации сверху и снизу, у 2-й — сверху |                                                                 | Нет перфорации сверху                               |
| 10 | «Красный тигр». «Перелита» красная краска                         |                                                                 | Пара марок: у 1-й марки нет перфорации сверху и снизу, у 2-й — сверху |                                                                 |                                                     |
| 11 |                                                                   |                                                                 |                                                                       |                                                                 |                                                     |
| 12 |                                                                   |                                                                 |                                                                       |                                                                 |                                                     |
| 13 |                                                                   |                                                                 |                                                                       |                                                                 |                                                     |
| 14 |                                                                   |                                                                 |                                                                       |                                                                 |                                                     |
| 15 |                                                                   |                                                                 |                                                                       |                                                                 |                                                     |
| 16 |                                                                   |                                                                 | Перфорация линейная 12½                                               |                                                                 |                                                     |
| 17 |                                                                   |                                                                 | Перфорация линейная 12½                                               |                                                                 | Разновидности по цвету                              |
| 18 |                                                                   |                                                                 |                                                                       |                                                                 |                                                     |

### Фальсификаты
Для серии «Фауна СССР» (1957—1961) известны частичные фальсификаты в ущерб коллекционерам с изменением краски. Постоянно регистрируются новые фальсификаты, некоторые из них приведены в таблице ниже.
| №  | Оригинал            | Оригинал    | Фальсификат | Фальсификат                                                       |
| №  | Дата и номер        | Изображение | Изображение | Способ и результат                                                |
| 1  | 1957-12-6 ЦФА 1986  |             |             |                                                                   |
| 2  | 1957-3-28 ЦФА 1987  |             |             |                                                                   |
| 3  | 1957-12-6 ЦФА 1988  |             |             | Изменение цвета химическим путем: удаление жёлтой краски          |
| 4  | 1957-3-28 ЦФА 1989  |             |             | Изменение цвета химическим путем: удаление жёлтой краски          |
| 5  | 1957-3-28 ЦФА 1990  |             |             |                                                                   |
| 6  | 1957-3-28 ЦФА 1991  |             |             |                                                                   |
| 7  | 1957-3-28 ЦФА 1992  |             |             |                                                                   |
| 8  | 1957-3-28 ЦФА 1993  |             |             | Изменение цвета химическим путем: удаление краски                 |
| 9  | 1959-10-20 ЦФА 2325 |             |             |                                                                   |
| 10 | 1959-10-20 ЦФА 2326 |             |             |                                                                   |
| 11 | 1959-7-6 ЦФА 2327   |             |             | «Красная белка». Изменение цвета химическим путём: обесцвечивание |
| 12 | 1959-7-6 ЦФА 2328   |             |             | Изменение цвета химическим путем: удаление жёлтой краски          |
| 13 | 1959-12-25 ЦФА 2329 |             |             |                                                                   |
| 14 | 1959-12-25 ЦФА 2330 |             |             |                                                                   |
| 15 | 1960-3-5 ЦФА 2403   |             |             |                                                                   |
| 16 | 1961-1-28 ЦФА 2335  |             |             | Изменение цвета химическим путём: цвет фона розоватый вместо охры |
| 17 | 1961-1-10 ЦФА 2336  |             |             | Изменение цвета химическим путем: удаление жёлтой краски          |
| 18 | 1961-1-7 ЦФА 2337   |             |             | Изменение цвета химическим путем: удаление жёлтой краски          |

## Конверты и карточки

### Марки, прошедшие почту
Иногда трудно установить, имеет ли марка нормальное гашение, то есть гашение письма, прошедшего почту. Гашёная марка, наклеенная на конверте и прошедшая вместе с ним почту, однозначно даёт пример марки, прошедшей почту и точно не являющейся примером фиктивного гашения.
Конверты первого дня неизвестны.
| №  | Изображение конверта | Описание конверта |
| 1  |                      | Простой конверт. Наклеена марка № ЦФА 1986 (серая куропатка). Международное авиа-отправление по маршруту: отправлено 1960-01-12 из Сталинска, СССР; получено в Пеллегрю (Жиронда), Франция |
| 2  |                      | Простой гостиничный конверт. Наклеены марки № ЦФА 1987 (тетерев) и 1989 (пятнистый олень). Международное отправление по маршруту: отправлено 1957-04-15 из Ленинграда, СССР; получено в Праге, Чехословакия |
| 3  |                      | Простой конверт. Наклеены марки № ЦФА 1988 (белый медведь) и 1991 (кряква). Международное отправление по маршруту: отправлено 1957-12-08 из Москвы, СССР; получено в Праге, Чехословакия |
| 4  |                      | Простой конверт. Наклеена марка № ЦФА 1990 (зубр). Международное авиа-отправление по маршруту: отправлено 1957-04-13 из Киева, СССР; получено в Праге, Чехословакия |
| 5  |                      | Простой конверт. Наклеена марка № ЦФА 1992 (лось). Международное отправление по маршруту: отправлено 1957-03-30 из Москвы, СССР; получено в Праге, Чехословакия |
| 6  |                      | Простой конверт. Наклеена марка № ЦФА 1993 (баргузинский соболь). Международное отправление по маршруту: отправлено 1957-04-20 из Москвы, СССР; получено в Праге, Чехословакия |
| 7  |                      | Художественный маркированный конверт. Каталог Лапкина № 59-214(1082) (Лыжники, вдали железнодорожный состав). Наклеены дополнительные марки № ЦФА 2325 (лошадь Пржевальского) и 2330 (лебедь). Международное авиа-отправление по маршруту: отправлено 1960-01-24 из Екабпилса, СССР; получено в Ройтлингене, Германия |
| 8  |                      | Простой конверт. Наклеены марки № ЦФА 2327 (белка) и 2328 (харза). Международное авиа-отправление по маршруту: отправлено 1959-10-01 из Сталинска, СССР; получено в Пеллегрю (Жиронда), Франция |
| 9  |                      | Простой конверт. Наклеены марки № ЦФА 2329 (рябчик) и 2330 (лебедь). Международное авиа-отправление по маршруту: отправлено 1960-04-22 из Риги, СССР; получено в Кембридже, США |
| 10 |                      | Художественный маркированный конверт. Каталог Лапкина № 82-492(15922) (Лось). Наклеена дополнительная марка № ЦФА 2535 (бурый медведь). Международное отправление по маршруту: отправлено 1984-03-14 из Новосибирска, СССР; получено 1984-03-21 в Софии, НРБ                                                          |
| 11 |                      | Простой конверт. Наклеена марка № ЦФА 2536 (бобр). Международное отправление по маршруту: отправлено 1963-04-14 из Москвы, СССР; получено в Долни Доброуче, Чехословакия |
| 11 |                      | Простой конверт. Наклеена марка № ЦФА 2537 (косуля). Международное авиа-отправление по маршруту: отправлено 1964-04-14 из Каунаса, СССР; получено в Стокгольме, Швеция |

### Одновременная серия ХМК
Одновременно с серией почтовых марок «Фауна СССР» выходила серия цельных вещей с той же тематикой диких животных и охраны природы. В эту серию художественных маркированных конвертов «Охраняйте полезных птиц» и «Охраняйте полезных животных» 1960 года входят 10 цельных вещей (в 1962 году вышел повторный выпуск из 5 конвертов) (номера по каталогу Лапкина):
1) 60-130 2/VI, 62-230 25/V. Кряква (А. Н. Комаров);
2) 60-134 6/VI, 62-222 23/V. Марал (А. Н. Комаров);
3) 60-183 26/VII, 62-229 25/V. Гоголи (А. Н. Комаров);
4) 60-186 3/VIII. Бобры (А. Н. Комаров);
5) 60-189 6/VIII. Лоси (А. Н. Комаров);
6) 60-214 5/IX. Зубры (А. Н. Комаров);
7) 60-215 5/IX, 62-231 25/V. Рябчик (А. Н. Комаров);
8) 60-224 21/IX. Тетерев (А. Н. Комаров);
9) 60-239 14/X, 62-221 23/V. Косули (А. Н. Комаров);
10) 60-299 23/XI. Барсуки (С. П. Ильин).
Эта серия конвертов и серия марок «Фауна СССР» близки друг к другу:
- 9 конвертов из 10 напечатаны по рисункам того же художника А. Н. Комарова, который готовил рисунки ко всей серии «Фауна СССР»;
- на 7 конвертах из этих 9 присутствуют те же животные, что в серии «Фауна СССР». Эти 7 конвертов представлены в таблице.

| № | Серии             | Серии                                                     | Серии                                                                          |
| № | «Фауна СССР»      | «Охраняйте полезных птиц» и «Охраняйте полезных животных» | «Охраняйте полезных птиц» и «Охраняйте полезных животных»                      |
| № | Изображение марки | Изображение конверта                                      | Описание конверта                                                              |
| 1 |                   |                                                           | Художественный маркированный конверт. Каталог Лапкина № 60-224(1324). Тетерева |
| 2 |                   |                                                           | Художественный маркированный конверт. Каталог Лапкина № 60-214(1312). Зубры    |
| 3 |                   |                                                           | Художественный маркированный конверт. Каталог Лапкина № 60-130(1227). Кряквы   |
| 4 |                   |                                                           | Художественный маркированный конверт. Каталог Лапкина № 60-189(1287). Лоси     |
| 5 |                   |                                                           | Художественный маркированный конверт. Каталог Лапкина № 60-215(1313). Рябчики  |
| 6 |                   |                                                           | Художественный маркированный конверт. Каталог Лапкина № 60-186(1286). Бобры    |
| 7 |                   |                                                           | Художественный маркированный конверт. Каталог Лапкина № 60-239(1336). Косули   |

### Картмаксимумы и конверт-максимумы
Ниже описаны некоторые картмаксимумы с марками серии «Фауна СССР» и «картмаксимум» на художественном маркированном конверте. Почти все описанные здесь картмаксимумы имеют художественные штемпели, но не по теме карточки марки.
| №  | Оригинал | Картмаксимум | Картмаксимум |
| №  | Оригинал | Изображение  | Описание |
| 1  | |              | |
| 2  | |              | Картмаксимум на открытке «Тетеревиный ток», «Советский художник», 25.VI-60. Художник М. И. Сидоров (р. 1904). 14,9 х 10,6 см. Почтовый штемпель: Одесса, 17 г., 1971-12-15                                                                                                 |
| 3  | |              | |
| 4  | |              | |
| 5  | |              | |
| 6  | |              | |
| 7  | |              | Картмаксимум на почтовой открытке «Лоси на водопое», «Изогиз», № 1177, 31/III-61 г. Художник И. Ризнич. 14,8 х 10,6 см. Специальный почтовый штемпель: Москва, Б-232, 1964-05-31, «День коллекционера в Москве», Якобс № 1271                                              |
| 8  | |              | |
| 9  | |              | |
| 10 | |              | |
| 11 | |              | Картмаксимум на почтовой открытке «Белка», «Изогиз», А07445-62 г. Фото Н. Бохонов. 14,7 х 10,4 см. Специальный почтовый штемпель: Москва, Б-232, 1964-05-31, «День коллекционера в Москве», Якобс № 1271                                                                   |
| 12 | |              | |
| 13 | |              | |
| 14 | |              | |
| 15 | |              | Картмаксимум на открытке «Жируют», «Советский художник», А 10347, 24.XII-62 г. Художник А. М. Орлов (р. 1910). 14,7 х 10,4 см. Специальный почтовый штемпель: Москва, Б-232, 1964-05-31, «День коллекционера в Москве», Якобс № 1271                                       |
| 16 | |              | Картмаксимум на почтовой открытке «Медведь», «Советский художник», 3а-720, 1969. Художник А. Н. Комаров. 15 х 10,6 см. Специальный почтовый штемпель: Москва, почтамт, 1972-10-09, «Первый день „Недели письма“, посвящённый филателии», Якобс № 2604                      |
| 16 | Картмаксимум на почтовой открытке «Бурые медведи», «Правда», А 03176, 1963 . 15 х 10,4 см. Специальный почтовый штемпель: Москва, Б-232, 1964-05-31, «День коллекционера в Москве», Якобс № 1271 |              | |
| 17 | |              | Конверт-максимум на художественном маркированном конверте «Обыкновенный бобр», художник А. Н. Комаров, Лапкин № 60-186(1286). Специальный почтовый штемпель «40-летие со дня выпуска первых советских почтовых марок с эмблемами РСФСР (1921—1961)» 1961-08-10 Якобс № 799 |
| 18 | |              | |